# New York
Cet article concerne la ville des États-Unis. Pour l'État homonyme, voir État de New York. Pour les autres significations, voir New York (homonymie).
New York (prononcé en anglais américain : /nu ˈjɔɹk/), officiellement nommée City of New York et connue également sous les noms et abréviations de New York City ou NYC (pour éviter la confusion avec l'État de New York), et dont le surnom le plus connu est The Big Apple (« La grosse pomme »), est la plus grande ville des États-Unis en nombre d'habitants et l'une des plus importantes du continent américain et du monde. Elle se situe dans le Nord-Est du pays, sur la côte atlantique, à l'extrémité sud-est de l'État de New York. La ville de New York se compose de cinq arrondissements appelés boroughs : Manhattan, Brooklyn, Queens, le Bronx et Staten Island. Ses habitants s'appellent les New-Yorkais (en anglais : New Yorkers).
New York exerce une influence de premier plan sur le commerce mondial, la finance, les médias, l'art, la mode, la recherche, la technologie, l'éducation, le divertissement et le tourisme, regroupant l'ensemble des caractéristiques d'une ville mondiale. Elle est parfois décrite comme la capitale du Monde ou la Ville des villes,. Si elle n'est plus la capitale fédérale des États-Unis depuis plus de deux siècles (elle occupe cette fonction de 1785 à 1790), New York alimente pendant quelques décennies une rivalité financière et politique avec Philadelphie.
Il n'en reste pas moins que New York est la ville la plus peuplée du pays depuis 1790, avec 8 804 190 habitants selon le Bureau du recensement des États-Unis (recensement officiel de 2020) et la ville anglophone la plus peuplée au monde. Elle est aussi la troisième ville du continent américain derrière Mexico et São Paulo. Située au cœur de la mégalopole du BosWash, l'agglomération new-yorkaise (20 140 470 habitants) s'étend sur plusieurs comtés de l'État de New York (banlieues est et nord) et empiète sur deux États limitrophes. En effet, l'État du New Jersey comprend ses banlieues ouest et sud, et celui du Connecticut comprend ses banlieues nord-est. Son aire urbaine quant à elle, comptait 24 millions d'habitants en 2017. La ville et sa région métropolitaine constituent la première porte d'entrée pour l'immigration légale aux États-Unis. Pas moins de 170 langues sont parlées à New York, ce qui en fait la ville la plus linguistiquement diversifiée au monde. New York abrite plus de 3,2 millions de résidents nés à l'étranger, la plus grande population née à l'étranger de toutes les grandes villes du monde en 2016.
Avec notamment Genève, Bâle et Strasbourg, New York est l'une des rares villes au monde à être le siège de plusieurs institutions internationales sans être capitale politique d’un État.
New York accueille quelque 50 millions de visiteurs annuellement,,. Times Square, « The Crossroads of the World (« Le carrefour du monde ») »,,, est l'une des intersections les plus populaires du monde, et le quartier des théâtres de Broadway est la plaque tournante du spectacle dans le pays tout entier et un centre majeur de l'industrie du divertissement dans le monde. La ville abrite un grand nombre de ponts et tunnels (789 en 2012), gratte-ciel et parcs de renommée mondiale.
New York se place en tête dans la triade des grands centres financiers mondiaux avec Londres et Hong Kong. Le quartier financier de New York, ancré par Wall Street dans le Lower Manhattan, fonctionne ainsi comme la « capitale financière du monde »,,,,,, abritant les deux bourses les plus grandes du monde par capitalisation, le New York Stock Exchange (Bourse de New York) et le NASDAQ, tandis que le nouveau One World Trade Center est le plus haut gratte-ciel d'Amérique du Nord. De plus, le marché immobilier de Manhattan est parmi les plus chers au monde. New York abrite également le plus grand nombre de milliardaires de toutes les villes du monde,.
New York est frappée le 11 septembre 2001 par le plus grave attentat de l'histoire des États-Unis : deux avions de ligne détournés par des terroristes membres d'Al-Qaïda percutent les tours jumelles du World Trade Center et les détruisent entièrement. En 2021, la reconstruction du quartier n'est pas encore achevée. New York est l'une des villes les plus cosmopolites du monde, par ses nombreux quartiers ethniques. Les plus connus sont Little Italy, ou encore Chinatown qui intègre la plus forte concentration de population chinoise des Amériques,,,.
Enfin, New York accueille des institutions d'importance mondiale. On peut notamment citer le siège de l'ONU, ce qui en fait un centre majeur pour la diplomatie internationale,, mais aussi de nombreux sièges de multinationales, des centres culturels tels que le Metropolitan Museum of Art, le Brooklyn Museum, le Museum of Modern Art, le Lincoln Center et des salles de spectacle de renommée mondiale comme le Madison Square Garden. De nombreuses universités réputées sont situées à New York, notamment l'université de la ville de New York, l'université Columbia, l'université de New York, et l'université Rockefeller, qui sont classées parmi les 50 meilleures universités du monde.

## Étymologie
New York prend son nom actuel après la conquête de la ville par les Anglais. En 1660, le roi Charles II offrit à son frère le duc d'York — futur Jacques II — les terres situées entre la colonie de Virginie et la Nouvelle-Angleterre. Dans le cadre de l'invasion de la Nouvelle-Néerlande par les Anglais, la Nouvelle-Amsterdam est conquise le 6 septembre 1664 après la reddition. Deux jours plus tard, la ville est incorporée au royaume d'Angleterre et renommée en l'honneur du duc d'York.

## Histoire

### Premiers temps
Avant l'arrivée des Européens, le territoire de l'actuelle ville de New York était peuplé par des Lenapes.
Le 17 avril 1524, le navigateur Giovanni da Verrazzano, missionné par le roi de France François Ier, découvre la baie de New York qu'il baptise la baie Sainte-Marguerite, en hommage à la sœur du roi, et il nomme la terre située dans la baie et aux abords du fleuve « La Nouvelle-Angoulême ». De nos jours, le pont Verrazzano-Narrows rappelle cette découverte. L'explorateur entend recommander le site au roi, mais, en août 1524, François Ier annule l'entrevue prévue avec Verrazzano pour s'engager dans la campagne d'Italie, qui se conclura en février 1525 par la désastreuse bataille de Pavie.

### Arrivée des Néerlandais

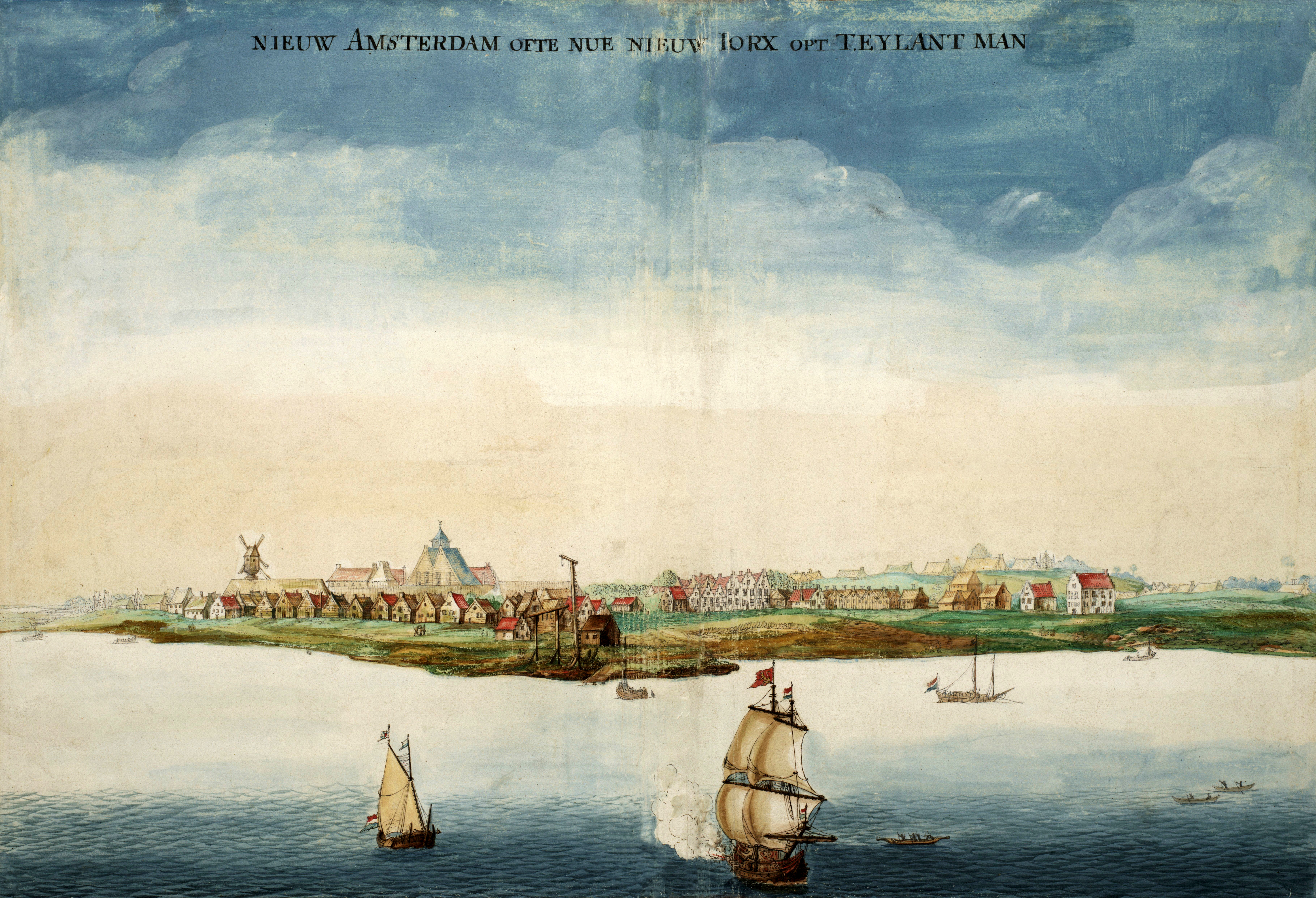
La Nouvelle-Amsterdam en 1664 par Johannes Vingboons.

En 1609, la Compagnie néerlandaise des Indes orientales engage l'explorateur anglais Henry Hudson pour tenter de découvrir à son tour une nouvelle route maritime vers les Indes orientales. Il entre dans la baie de New York et remonte le fleuve qui porte aujourd'hui son nom, le nommant à l'époque Mauritius en l'honneur de Maurice de Nassau. En 1624, la région devient officiellement une possession néerlandaise sous l'égide de la Compagnie néerlandaise des Indes orientales,. Trente familles protestantes, parmi lesquelles des protestants français huguenots et wallons, s'installent au sud de Manhattan formant la colonie de « La Nouvelle-Amsterdam »,. Willem Verhulst devint le directeur provisoire de la colonie. Devenu directeur de colonie par la suite, Verhulst est jeté en prison par les membres de la communauté, pour des raisons encore inconnues aujourd'hui. La communauté décide de remplacer Verhulst par Pierre Minuit, qui négocie l'achat de l'île auprès des Lenapes, le tout pour 60 florins payés par le don de diverses marchandises (soit à peine 1 000 dollars aujourd'hui),. Les Hollandais acquièrent ainsi un vaste territoire de 22 000 acres (soit un peu plus de 8 900 km2).
Après l'achat de l'île, Minuit renforça la présence hollandaise conformément aux instructions de la Compagnie néerlandaise des Indes orientales. Deux moulins à vent sont construits tandis que le fort est reconstruit et ses structures défensives sont renforcées. En revanche, Minuit ne trouva pas le soutien de la Compagnie pour soutenir l'expansion de La Nouvelle-Amsterdam, celle-ci supportant mal le coût financier. Il entra ensuite en conflit avec le pasteur Jonas Michaelius (en), les deux hommes envoyant l'un et l'autre des rapports défavorables au quartier général de la Compagnie. À l'hiver 1631, la Compagnie décida du rappel des deux hommes pour tenter d'éclaircir l'affaire. Le navire qui les transportait fut pris dans une tempête durant la traversée et le capitaine décida d'aller se mettre à l'abri à Plymouth en Angleterre. Dès l'arrivée au port, tout l'équipage est arrêté et emprisonné sur ordre du roi Charles Ier. Une crise diplomatique s'ensuivit, Minuit tentant de justifier que La Nouvelle-Amsterdam et les territoires environnants étaient bien des territoires hollandais. Cependant, l'Angleterre revendiquait la totalité du territoire nord-américain, ce qu'elle continua de faire après la libération de Minuit. Peu de temps après avoir débarqué à Amsterdam, Minuit est congédié par la Compagnie. Il est remplacé par Wouter van Twiller, qui arrive à La Nouvelle-Amsterdam en 1633. Celui-ci ordonna la construction du premier quai et d'un entrepôt, ainsi que le renforcement des structures du fort. Néanmoins, ils furent interrompus par l'attaque des Autochtones de la Vallée du haut Connecticut. van Twiller ordonna la reconstruction du fort, mais il s'écroula. Il fut congédié en 1636.
En 1638, le gouvernement de La Haye menaça de retirer la gestion de la Nouvelle-Néerlande à la Compagnie des Indes orientales néerlandaises si celle-ci ne faisait pas des efforts drastiques pour renforcer le territoire et favoriser la venue de colons. Ainsi, au début de l'année suivante, la Compagnie baissa drastiquement le prix de la traversée, mais aussi décida d'offrir 200 acres de terres non cultivées à tout homme arrivant avec cinq personnes (membres de sa famille ou domestiques). Elle renonça à son monopole sur les exportations et autorisa la création d'un Conseil des douze chargé d'aider le directeur de la colonie. Néanmoins, elle exigea du nouveau directeur Willem Kieft de trouver des solutions pour remédier aux problèmes de rentabilité de la colonie. C'est ainsi que Kieft décida d'imposer un tribut aux Autochtones. Ces derniers ayant opposé un refus, Kieft décida d'attaquer les Autochtones, suscitant le mécontentement des colons qui étaient généralement opposés à la guerre. De nombreuses remontrances furent envoyés au siège de la Compagnie à Amsterdam, tandis que la guerre renforçait l'unité des peuples Autochtones de la vallée. Kieft n'est remplacé qu'en 1647 par Pieter Stuyvesant, jusqu'alors gouverneur de Curaçao. Stuyvesant remis de l'ordre à La Nouvelle-Amsterdam en mettant en œuvre toute une série de mesures, notamment des interdictions. Constatant que la consommation d'alcool restait très importante, il instaura une taxe sur l'alcool qui permit de financer de nombreux travaux. Ainsi, le fort fut reconstruit et le premier quai portuaire enfin construit, ainsi qu'une école et une église (jusqu'alors, les services religieux avaient lieu dans l'un des moulins de la ville). En Europe, la signature de la paix de Münster en 1648 signifiait la fin des hostilités entre l'Empire espagnol et les Provinces-Unies. Paradoxalement, ce sont des causes extérieures à la colonie qui ont contribué à sa prospérité.
En 1657, La Nouvelle-Amsterdam comptait 2 000 habitants qui vivaient dans 300 maisons. Les encouragements du gouvernement de La Haye jouèrent un grand rôle dans l'accroissement de la population, les capitaines des navires étant invités à accepter gratuitement les candidats à l'immigration. Quant à la Compagnie des Indes, elle fut contrainte progressivement de renoncer à certains avantages ou monopoles. Deux ans plus tôt, la Nouvelle-Suède — que Pierre Minuit avait fondé en 1638 — est incorporée à la Nouvelle Néerlande. Cependant, le traité stipulait qu'un pasteur luthérien pouvait venir à La Nouvelle-Amsterdam. La liberté religieuse n'existait pas vraiment, et Stuyvesant fit tout pour restreindre le peu de tolérance qu'il y avait dans la colonie, cherchant même à expulser les premiers Juifs débarqués en 1654. L'Angleterre s'inquiétait beaucoup de ces mesures et n'avait toujours pas renoncé à ces terres. C'est lorsque la Compagnie des Indes incita les émigrants anglais à s'installer dans la colonie que le roi Charles II y vit un intérêt. Déjà, Oliver Cromwell avait repris à son compte les revendications du roi Charles Ier et avait même déclenché une guerre1.
En 1664, la Nouvelle-Néerlande est envahie par les Anglais. Stuyvesant reçut une pétition avec de très nombreuses signatures lui demandant de se rendre. C'est lorsqu'il vit la signature de son fils qu'il comprit que ses efforts seraient vains. Il signifia la capitulation de la ville le 6 septembre 1664 et les Anglais prirent possession de la ville deux jours plus tard. C'est ainsi que La Nouvelle-Amsterdam changea de nom pour devenir New York, en l'honneur du frère du roi, Jacques, le duc d'York,.

### New York anglaise (1664-1783)

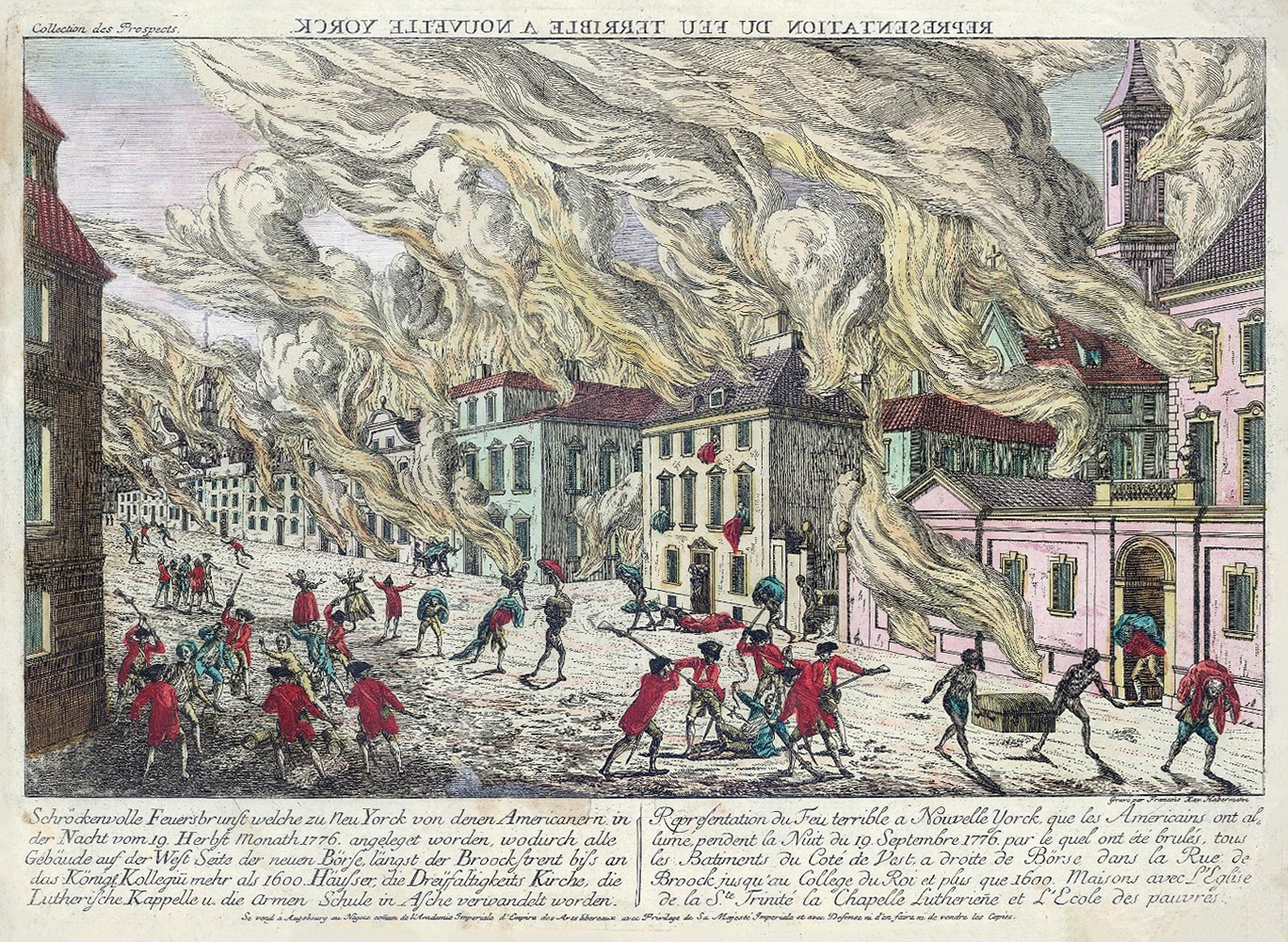
Le grand incendie de 1776.

Dans un premier temps, la présence anglaise fut assez compliquée. En 1665, une guerre éclata entre l'Angleterre et les Provinces-Unies. Le traité de Bréda signé en 1667 permit d'y mettre un terme. Cependant, cinq ans plus tard, le roi de France Louis XIV décida d'envahir les Provinces Unies, ce qui marqua le début de la guerre de Hollande. Le gouvernement de La Haye vit dans le conflit l'opportunité de reprendre les territoires perdus en 1664. À l'été 1673, l'amiral Cornelis Evertsen décida d'attaquer New York. Or, les troupes anglaises chargées de défendre la ville étaient parties avec le gouverneur Francis Lovelace (en) pour une expédition dans le Connecticut. Le 9 août 1673, les troupes hollandaises débarquèrent et livrèrent combat, parvenant à reconquérir la ville. L'amiral la renomma en l'honneur du prince Guillaume d'Orange. Apprenant la nouvelle, le duc d'York fut déterminé à récupérer ses biens, ce qui fut chose faite en février 1674 avec la signature du traité de Westminster qui mettait fin à la guerre. Les Anglais reprirent officiellement possession de New York le 10 novembre 1674. Lovelace lui fut enfermé à la tour de Londres et mourra dans l'oubli. En 1676, la ville ne comptait que 12 % d'Anglais. L'immigration néerlandaise se poursuivit, ce qui n'empêcha pas la population anglaise de fortement augmenter. Cependant, la présence d'une forte diaspora néerlandaise n'allait pas être sans conséquences. En effet, les Néerlandais comme les Anglais étaient protestants, ce qui ne posait pas de problème.
En 1683, le roi Charles II nomma pour la première fois un catholique d'origine irlandaise comme gouverneur de la province de New York en la personne de Thomas Dongan. Or, Dongan emmena avec lui plusieurs prêtres jésuites qui dès leur arrivée célébrèrent une messe au sein du fort. La célébration du premier office catholique dans la ville fut très mal vu par les protestants, en particulier les communautés anglaises, hollandaises et françaises. De plus, Dongan confia la plupart des postes de l'administration de la ville à des catholiques et permit même aux jésuites d'ouvrir une école. Des rumeurs sur la conversion au catholicisme du roi commencèrent à se diffuser au sein de la ville et même de la province. Il faut rappeler que la maison Stuart fut marquée par l'exécution du roi Charles Ier et que la plupart des membres de la famille royale redécouvrirent le catholicisme pendant la période d'exil en France. Le frère du roi Jacques, duc d'York, s'était converti secrètement au catholicisme dans les années 1660, et monta sur le trône à la mort de son frère en 1685, celui-ci n'ayant pas d'héritier et s'étant même converti au catholicisme sur son lit de mort. Trois ans plus tard, le roi Jacques II eut un héritier mâle. Peu disposés à accepter cet état de fait, un groupe d'aristocrates protestants demanda au prince Guillaume d'Orange — celui-ci avait épousé la fille aînée du roi Jacques Marie — d'envahir l'Angleterre et de renverser le roi. Ce fut la Glorieuse révolution qui aboutit au départ du roi, le prince Guillaume d'Orange étant proclamé et couronné roi sous le nom de Guillaume III. Lorsque la nouvelle de la déposition du roi arriva à New York, les habitants ne comprenaient pas l'absence d'ordre de remplacement des jésuites et des catholiques nommés depuis 1683 par des hommes loyaux au nouveau roi. De nouvelles rumeurs coururent que Thomas Dongan voulait faire de la province de New York un territoire aux mains de la Nouvelle-France. Les rumeurs aboutirent à la débande et à ce que les historiens appellent la rébellion de Leisler (en), du nom de l'homme qui mena la rébellion : Jacob Leisler. Leisler fut nommé lieutenant-gouverneur de la province, et consacra son temps à tout faire pour que les catholiques et les jésuites ne quittent la province. Cependant, il s'était fait beaucoup d'ennemis dans la province et dans la ville, et beaucoup de remontrances furent transmises à la cour de Londres. Il envoya une délégation en Angleterre pour justifier de sa conduite, mais l'audience à Londres fut désastreuse. En janvier 1691, une flotte anglaise avec trois garnisons à son bord débarquaient dans la baie de New York. Le major Richard Ingoldesby (en) transmis aux autorités un ordre exigeant la remise de la ville. Cependant, Leisler refusa en l'absence d'ordre royal. Pendant deux mois, la ville fut divisée en deux entre partisans du roi et partisans de Leisler. Le 19 mars 1691, l'ordre royal arriva enfin, le quatrième navire qui accompagnait la flotte ayant enfin atteint la baie. Le major Ingoldesby mis Leisler et ses partisans en prison et le colonel Henry Sloughter (en) s'assura que tous les jurés pour le procès parlent l'anglais. Si beaucoup furent amnistiés, Leisler et un autre homme furent condamnés à mort et exécutés le 17 mai 1691.
Peu de temps après l'exécution de Leisler, les fonctionnaires coloniaux mirent en place une réforme judiciaire visant à rendre caduques toutes les lois issues du code hollandais et de mettre sur pied un système judiciaire fondé sur la Common law. Progressivement, tout ce qui subsistait de la période hollandaise fut remplacé, du système des poids et mesures à la mise en place de nouveaux tribunaux dont l'autorité émanait directement de Londres. Vers 1700, l'enseignement du néerlandais fut interdit au profit de l'anglais, les New-yorkais d'origine néerlandophone se voyant obligés d'émigrer ou de se conformer aux nouvelles lois. La liberté de conscience fut votée par l'Assemblée de la province en 1691, mais elle fut refusée aux catholiques. L'anglicanisme devient la religion officielle de la colonie en 1698. La ville, avec des noms de quartiers anglicisés, se développe rapidement : en 1700, elle compte près de 5 000 habitants. Les Anglais représentaient 30 % du total. À partir de 1700, New York devint la plaque tournante du commerce dans les Caraïbes. Les principales destinations étaient la Barbade et la Jamaïque, alors colonies anglaises, ainsi que d'autres îles. Pour angliciser la province et la ville, le gouvernement favorisa la migration de protestants anglais et écossais. Cependant, un contrat de travail était nécessaire afin de pouvoir assumer le coût de la traversée. Après les Actes d'Union en 1707 aboutissant à la fondation de la Grande-Bretagne, l'immigration écossaise est fortement encouragée. Entre 1710 et 1731, trois Écossais furent nommés gouverneurs de la province, pour une durée totale de vingt-deux ans. Au milieu des années 1730, la majorité de la population de New York était originaire des îles britanniques. En 1735, eut lieu un grand procès, parfois considéré comme le point de départ de la révolution américaine, le procès Zenger. Six ans plus tard, une série d'incendies fut déclenchée dans la ville, aboutissant à des sanctions arbitraires de la part des autorités. Ces évènements sont connus sous le nom de conspiration de New York.
Les premières institutions culturelles sont fondées comme le King's College en 1754,. Le commerce se diversifie et se développe notamment grâce à l'aménagement du Great Dock sur l'East River en 1676. En 1725, est fondé le premier journal de la ville, le New York Gazette.
En mars 1765, le Parlement britannique vota le Stamp Act. La loi créait un nouvel impôt, un droit de timbre sur les journaux, les ouvrages imprimés et les documents officiels mais aussi les cartes à jouer et les dés, dans le but de compenser les dépenses occasionnées par le stationnement des troupes pendant la Guerre de Sept Ans. Le Stamp Act devait entrer en application huit mois plus tard. Elle provoqua la réunion à New York du Stamp Act Congress en octobre,. Les délégués des Treize Colonies protestèrent contre la taxe qui fut abrogée l'année suivante. À New York, les distributeurs de timbres de Boston et du Maryland furent menacés physiquement et durent se réfugier auprès du gouverneur par intérim de la colonie Cadwallader Colden. New York vit naître le mouvement des Fils de la Liberté qui contestaient la présence coloniale anglaise. Pendant cinq ans, New York boycotta les produits de la métropole et il y eut même une escarmouche en janvier 1770. Au printemps 1773, le Parlement britannique adopta une nouvelle loi créant une taxe, le Tea Act. Là encore, l'objectif était de compenser d'éventuelles pertes, en cas de baisse importante du prix du thé. Comme en 1765, New York s'embrasa et connut des évènements semblables à la Boston Tea Party,. Les évènements d'Amérique suscitaient l'enthousiasme en métropole, en particulier en Écosse et en Irlande. Ainsi, l'immigration écossaise et irlandaise augmenta fortement dans les années précédant la Guerre d'indépendance. La population de New York passa de 13 000 habitants environ en 1756 à près de 25 000 en 1776. Le général George Washington, qui avait participé à la Guerre de Sept Ans, pris la tête de l'Armée continentale au début de la Guerre d'indépendance et envoya le général Charles Lee pour évaluer les défenses de la ville, étant persuadé qu'elle serait envahie,. Il s'efforça ensuite de renforcer les fortifications. Mais les insurgés américains furent battus à la bataille de Long Island et un quart de la ville fut réduit en cendres lors d'un incendie,. La ville resta aux mains des Britanniques jusqu'à la fin de la Guerre d'indépendance,, étant le seul territoire encore occupé après la bataille de Yorktown. La ville est évacuée par les troupes britanniques le 25 novembre 1783. La plupart des habitants retournèrent à New York, y compris certains loyalistes. La population continua de croître, mais l'immigration fut beaucoup moins importante jusqu'à la fin des Guerres napoléoniennes.

### Croissance de la ville (1783-1900)

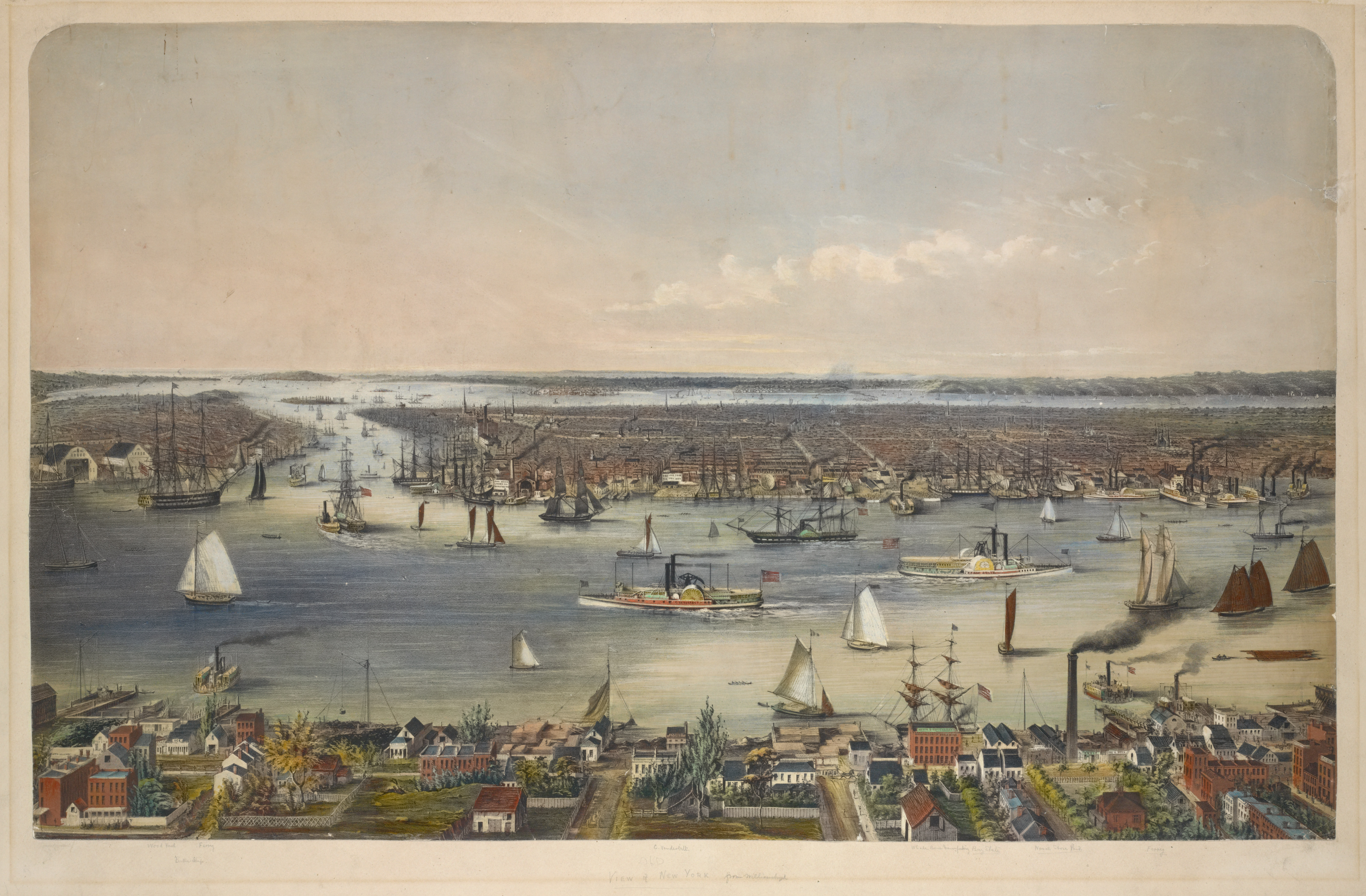
Le port de New York en 1848.

En 1785, le Congrès continental s'installa à New York, qui fit dès lors office de capitale provisoire des États-Unis. Mais, sous la pression de Thomas Jefferson, le Congrès déménagea à Philadelphie cinq ans plus tard,. En 1789, le premier président des États-Unis, George Washington, prêta serment sur la Bible au balcon du Federal Hall National Memorial dans le sud de Manhattan.
À partir des années 1790, la ville de New York connut une importante croissance démographique et devint la plus peuplée des États-Unis en 1820. New York comptait 124 000 habitants contre 62 000 pour Philadelphie et environ 41 500 pour Boston. En 1811, le Commissioners' Plan imposa le plan hippodamien pour le développement de la ville. Les premiers quartiers ethniques de New York sont créés après la Guerre anglo-américaine de 1812.
À la suite des épidémies de choléra, la municipalité décida de porter ses efforts sur l'adduction d'eau et les égouts : un service des égouts fut fondé en 1849 et des bains publics furent ouverts dans les années 1850. Cependant, la collecte des ordures ne commença qu'en 1895. Un aqueduc fut mis en chantier en 1842 afin d'apporter l'eau de la rivière Croton. Au milieu du siècle, le Central Park fut aménagé au cœur de Manhattan. Plusieurs bâtiments publics de style néoclassique sortirent de terre. En 1898, la ville de New York est divisée en cinq arrondissements (boroughs) : Manhattan, Brooklyn, Bronx, Queens et Staten Island.
Avec le développement des transports en commun et de l'industrie, l'agglomération new-yorkaise s'agrandit rapidement dans la deuxième moitié du XIXe siècle. Les New-Yorkais les plus pauvres s'entassèrent dans des appartements étroits et insalubres appelés tenements,,,: en 1890, un million d'habitants vivent dans 37 316 de ces logements. Les classes moyennes s'implantèrent dans les banlieues. En juillet 1834, les débats autour de la question de l'esclavage dégénèrent en émeute. Pendant deux jours, des maisons de militants de la cause abolitionniste sont assaillies et pillées, ainsi qu'une église noire brûlée. Un nombre indéterminé de Noirs sont également battus à mort.

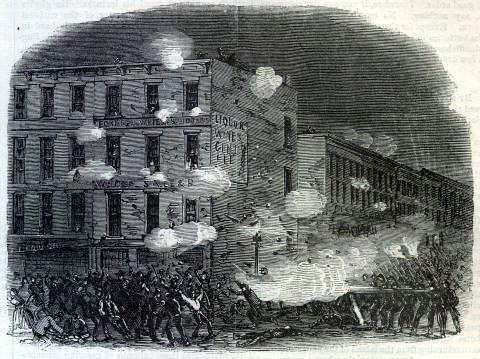
Affrontements entre les émeutiers et les militaires pendant les en (1863).

Au milieu du XIXe siècle, plus de la moitié des New-yorkais étaient nés à l'étranger; entre 1820 et 1890, plus de dix millions d'immigrants, essentiellement irlandais, allemands et italiens s'installèrent dans la métropole, fuyant la crise économique et les persécutions qui avaient lieu en Europe. Des quartiers « ethniques » se constituèrent à Manhattan et chaque communauté développa ses réseaux d'entraide, ses associations et ses journaux. Les Allemands s'installent dans le quartier appelé « Little Germany », dans le sud-est de Manhattan ; au milieu du XIXe siècle, New York est, après Berlin et Vienne, la troisième plus importante ville germanophone du monde avec 600 000 immigrés allemands. Les tensions entre ces communautés dégénèrent parfois en émeutes : celles de 1871 entre catholiques et orangistes se soldèrent par 65 morts. Mais les émeutes les plus graves de l'histoire de New York furent liées à la guerre de Sécession : les Draft Riots de 1863 firent une centaine de morts.
Le développement économique de New York fut facilité par la modernisation et l'extension des réseaux de transport : le canal Champlain (1823) et le canal Érié (1825) reliaient New York à son arrière-pays et aux Grands Lacs. Les liaisons ferroviaires se multiplièrent à partir des années 1830 et Grand Central devint la principale gare de New York dans les années 1870. Sur la mer, les lignes transatlantiques reliaient New York à l'Europe par les paquebots. Candidat fédéraliste à la présidentielle de 1812, le gouverneur DeWitt Clinton a obtenu que des obligations de l'État de New York financent le Canal Erié, un coup de pouce à Wall Street. En 1860, New York comptait 600 000 habitants et devenait la quatrième ville la plus peuplée du monde.

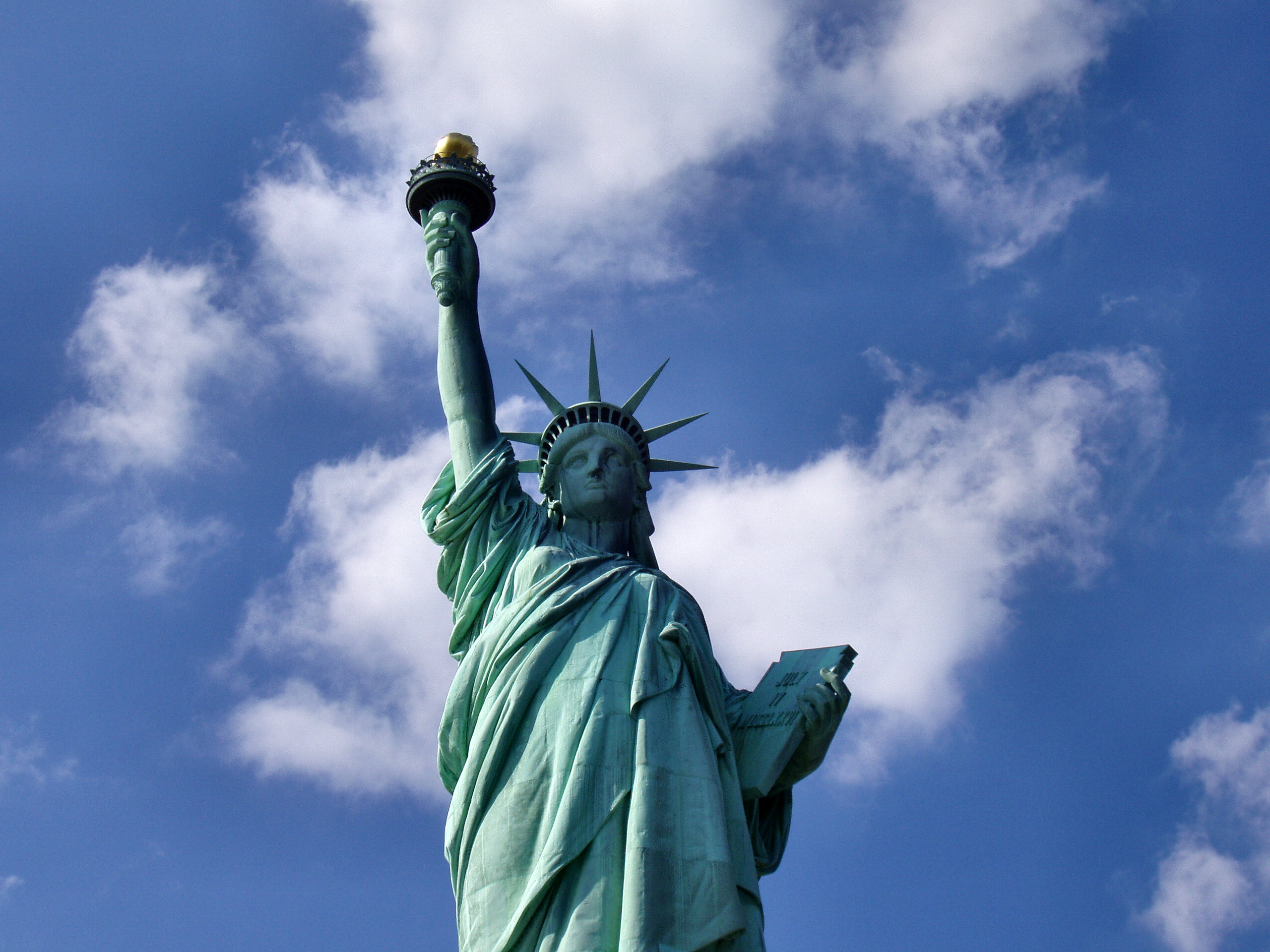
Statue de la Liberté.

Le port devient le premier du pays ; les installations durent s'agrandir dans les années 1850-1860, notamment à Brooklyn et au New Jersey. Les premières jetées maçonnées (les Piers) apparurent dans les années 1870. En 1900, le port de New York était le premier du monde.
Avec la révolution industrielle, les usines, les manufactures et les ateliers furent de plus en plus nombreux. La place fit rapidement défaut sur l'île et de nombreuses industries s'implantèrent dans les quartiers périphériques. Les principales activités de l'agglomération étaient alors liées au secteur agroalimentaire, au textile (filatures, ateliers de confection), aux constructions navales et à l'imprimerie. Vers 1900, New York était la ville industrielle la plus importante des États-Unis. En 1874, une manifestation rassemblant des milliers de chômeurs, pourtant officiellement autorisée, est brutalement dispersée par la police.
C'est également au XIXe siècle que New York se positionna comme premier centre des affaires du pays : la vocation financière de la métropole se développa avec la création de la Bank of New York en 1784 et l'ouverture de la bourse en 1792. Plus tard, des bourses spécialisées furent fondées (bourse aux grains en 1850, au coton en 1868). L'indice boursier du Dow Jones fut créé en 1896. Les grandes enseignes telles que Macy's et Bloomingdale's virent le jour dans la deuxième moitié du XIXe siècle. Broadway devint l'artère commerçante de la ville.
En juillet 1863, la ville connaît des émeutes très dures provoquées par l'instauration de la conscription. Environ 3 000 personnes sont tuées.

### New York, métropole mondiale (1900-1945)
Au cours de la première moitié du XXe siècle, la ville devint un centre d'envergure internationale. La croissance urbaine nécessita toujours plus d'investissements dans les transports. Ainsi, l'Interborough Rapid Transit, la première compagnie de métro, vit le jour en 1904. En 1913, la principale gare, Grand Central Terminal, fut reconstruite. La densification du trafic automobile amena la municipalité à penser un nouveau plan d'urbanisme et à relier Manhattan par de nouvelles infrastructures : ponts, tunnels (Holland Tunnel) et voies rapides (parkways).
Avec la multiplication des sièges sociaux d'entreprises et le manque de place, les gratte-ciel se multiplièrent dans deux quartiers : le Sud de Manhattan et Midtown. En 1929, New York compte déjà 188 immeubles de plus de 20 étages. Le Chrysler Building et l'Empire State Building deviennent des symboles de la modernité new-yorkaise dans l'entre-deux-guerres.
Le problème du logement subsistait à New York : 40 000 tenements (« immeubles de logement ») furent détruits dans les années 1920 et des logements sociaux furent construits. La Grande Dépression des années 1930 jeta à la rue des milliers de New-yorkais. La loi Wagner-Steagall de 1937 permit la construction de grands ensembles.

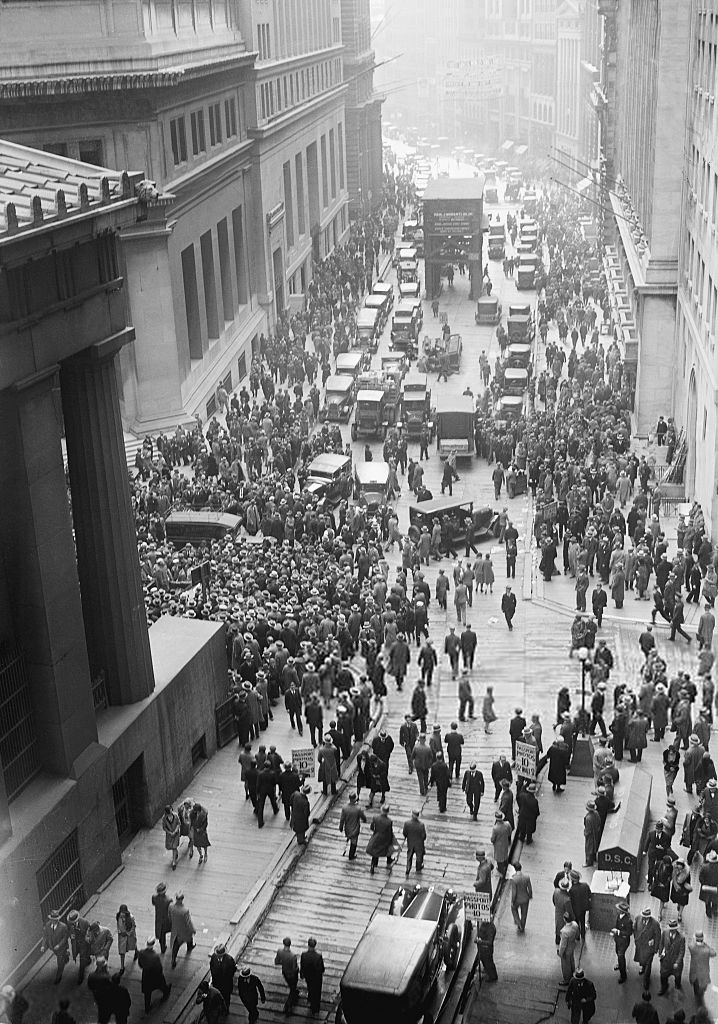
La foule se presse devant la bourse le jour du krach de 1929, marquant le début de la Grande Dépression.

New York, en particulier Ellis Island où transitèrent 16 millions de personnes, resta pendant plusieurs décennies la principale porte d'entrée des immigrants aux États-Unis. Dans la première moitié du XXe siècle, ces derniers venaient d'Europe orientale et méditerranéenne. Les Afro-Américains affluèrent également du Sud du pays et se concentrèrent dans des quartiers comme Harlem. Après la Seconde Guerre mondiale, l'immigration changea de nouveau pour venir d'Amérique latine, d'Asie et d'Afrique.
New York devint par ailleurs un centre culturel d'importance mondiale. Ce rôle s'amplifia vers la fin des années 1930 avec l'afflux de réfugiés européens, qui comportaient de nombreux intellectuels, musiciens et artistes. Les quartiers de Greenwich Village et de Harlem devinrent les principaux lieux de création artistique et littéraire. Avec l'Armory Show (1913) puis l'ouverture du Museum of Modern Art (1929), du Whitney Museum of American Art (1931) et du musée Solomon R. Guggenheim (1937), New York devint l'une des capitales mondiales de l'art moderne. Malgré la concurrence de Los Angeles, New York resta jusqu'en 1945 un centre cinématographique majeur : elle exerçait le contrôle financier de l'industrie du 7e art, produisait des films dans ses studios et possédait de très nombreuses salles de projection. Les nouveaux médias se développèrent dans la cité : tabloïds, chaînes de radio (CBS et NBC).

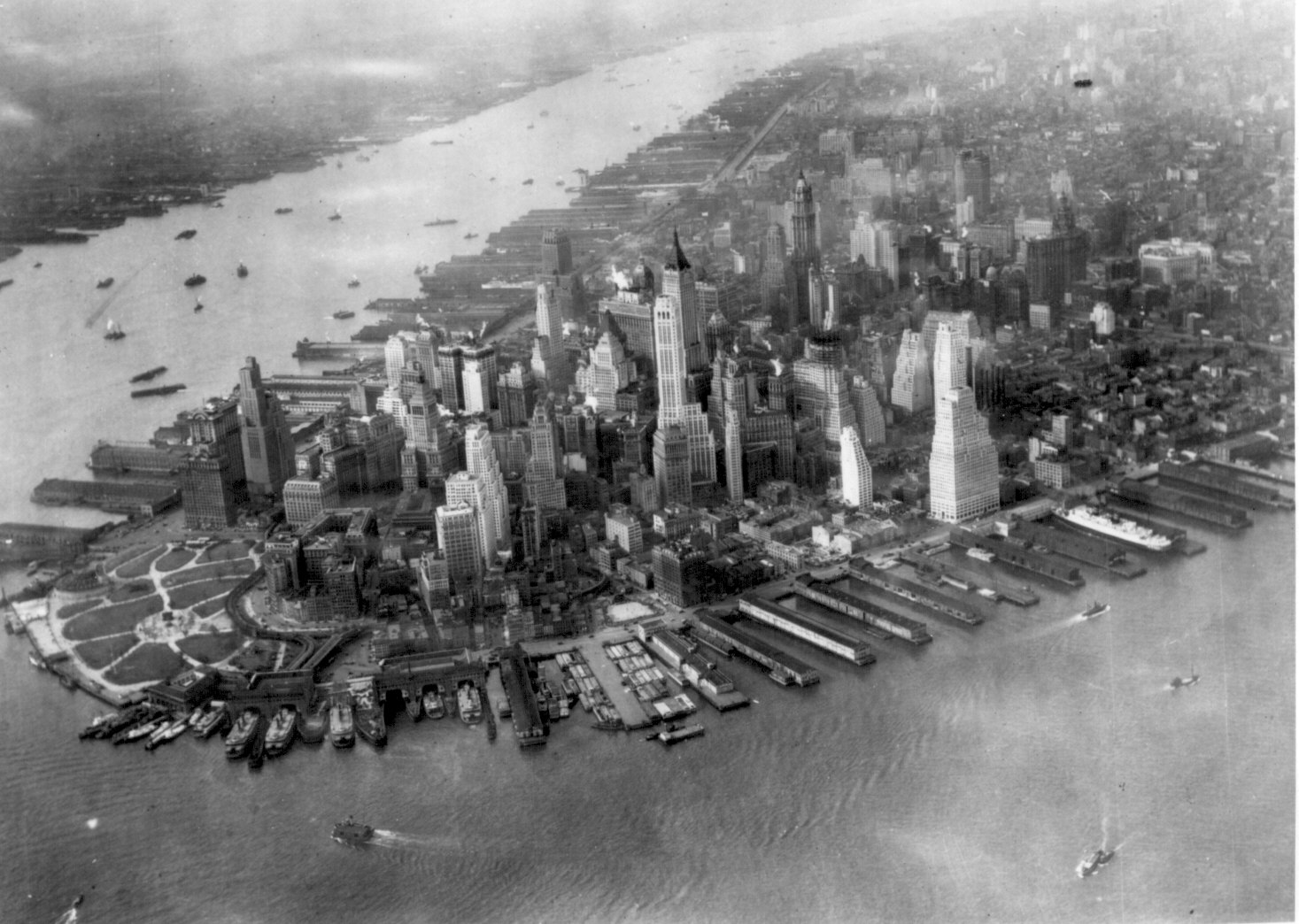
Le sud de Manhattan en 1931.

En 1919, New York fut secouée par des grèves massives. Le 16 septembre 1920, un attentat à la bombe souffla les bureaux du siège de la compagnie J.P. Morgan à Wall Street, faisant 38 morts et 200 blessés. Les années 1920 furent également marquées par la prohibition, avec l'ouverture des speakeasies. La « Grosse Pomme » n'échappa pas à la Grande Dépression économique des années 1930. C'est d'ailleurs à la bourse de Wall Street que se manifesta le krach de 1929, le plus violent de l'histoire boursière mondiale, qui donna lieu à une crise mondiale. Le chômage et la misère augmentèrent rapidement et des bidonvilles se développèrent.
Dans les années 1940, une grande partie des institutions politiques et judiciaires de New York tombent sous la coupe du chef mafieux Frank Costello. L'appartement de celui-ci devient le lieu de rencontre des plus éminents magistrats et hommes politiques de la ville, parmi lesquels William O'Dwyer, qui devient maire de New York en 1945. Frank Costello distribue des pots-de-vin en fonction des hiérarchies : de 2 dollars pour un policier de base effectuant une ronde à 6 500 dollars pour un inspecteur-chef. En 1949, le président du conseil d'arrondissement de Manhattan reconnaissait que si Costello le convoquait, il se rendrait aussitôt à la convocation.

### Difficultés et rayonnement (1945-2010)

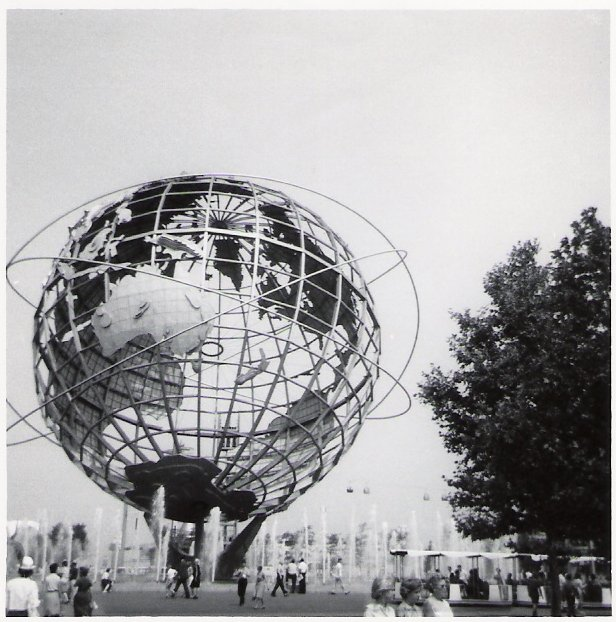
L'Unisphere, l'un des symboles de la foire internationale de New York 1964-1965.

Après la Seconde Guerre mondiale, New York connut cependant un relatif déclin, perdit de ses habitants, et son tissu industriel commença à vieillir. La crise des années 1960-1970 engendra des friches industrielles dans le Bronx et Queens. Ainsi, le chantier naval Navy Yard ferma ses portes en 1966. Entre 1953 et 1992, New York perdit quelque 700 000 emplois industriels,. La place du port de New York recule. En revanche, la ville affermit sa position mondiale avec l'installation des institutions permanentes de l'ONU. L'exposition universelle de la foire internationale de New York 1964-1965 attira des millions de visiteurs.
New York s'affirma comme capitale de l'expressionnisme abstrait, rivalisant avec Londres sur le marché de l'art. La contre-culture s'épanouit à New York dans les lettres et les arts. L'Off-off Broadway proposait une alternative au théâtre commercial. Le Pop art dénonçait la société de consommation. Frank Stella expérimenta le minimalisme et Christo proposa aux New-yorkais des œuvres éphémères. Les fresques murales se multiplièrent sur les murs de la ville. La culture de la rue (graffiti, hip-hop) prit son essor dans les années 1980. Cependant, New York se vit de plus en plus concurrencée par d'autres pôles dans le pays, en particulier ceux de la Sun Belt (Los Angeles, San Francisco).
Les années 1960 furent aussi marquées par des tensions raciales, et New York s'imposa rapidement comme un lieu clé du mouvement américain des droits civiques. Parmi les événements les plus marquants du mouvement, on peut citer les émeutes de juillet 1964 et les diverses manifestations sociales (grèves des transports en 1966, manifestations contre la guerre du Viêt Nam). La municipalité confia à Robert Moses le soin de détruire les taudis, de rénover certains blocs et de construire des logements sociaux. En 1968, Harlem connut de nouvelles émeutes à la suite de l'assassinat de Martin Luther King.
Entre 1940 et 1990, Manhattan perdit 500 000 habitants, Brooklyn 400 000 et le Bronx 300 000. Cependant, les banlieues résidentielles continuèrent de s'étendre grâce au réseau autoroutier et à la construction de nouveaux ponts tel le pont Verrazzano-Narrows en 1964.

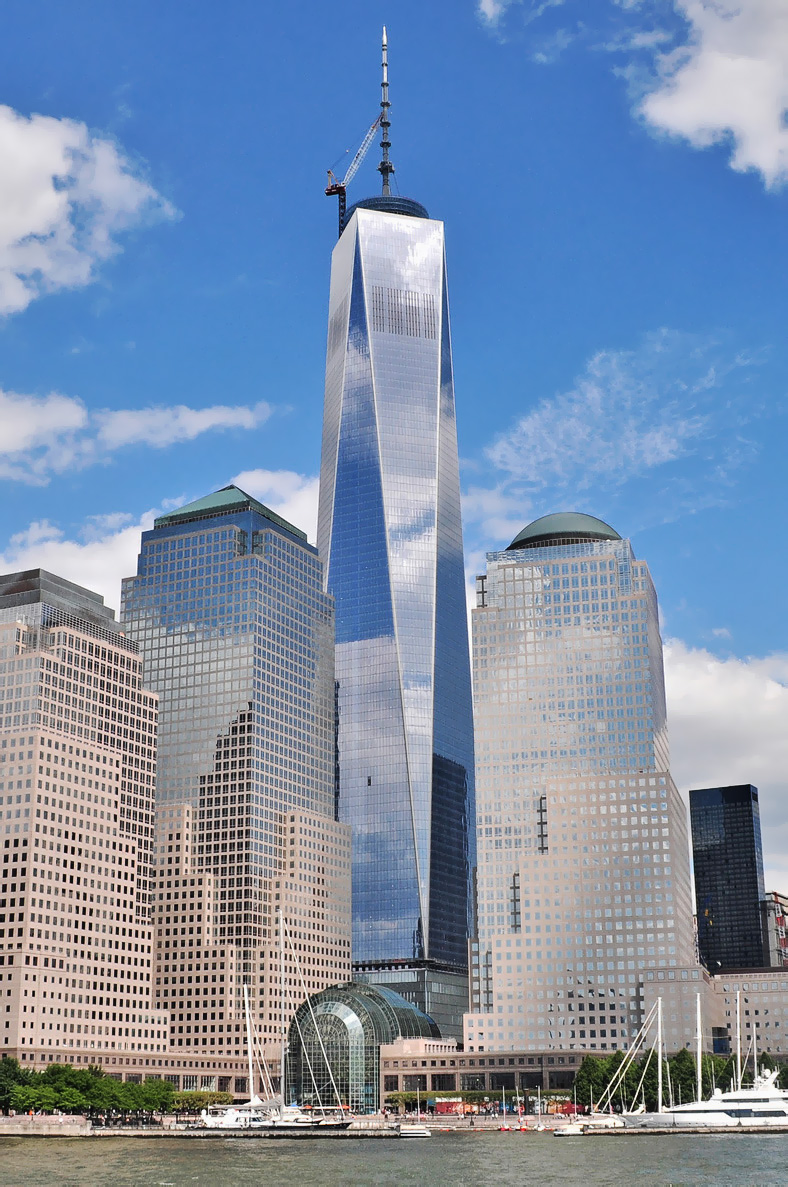
Le nouveau visage du quartier de Financial District dans le sud de Manhattan, endroit où eurent lieu les attentats du 11 septembre 2001, avec au centre de la photo le One World Trade Center qui est devenu le plus haut gratte-ciel du pays avec ses 541 mètres (antenne comprise).

Les années 1970 sont souvent considérées comme le point bas de l'histoire de New York, en raison des taux de criminalité élevés assortis de divers désordres sociaux qui débutèrent dès les années 1960, en particulier avec les émeutes de Stonewall en 1969. Dans un contexte de stagflation aux États-Unis et de maintien en parallèle de dépenses sociales élevées à New York, les dépenses de la municipalité explosèrent, conduisant l'État fédéral à se désengager. Finalement, en 1975, le président Gerald Ford autorisa le Trésor américain à injecter 2,3 milliards de dollars par an dans le budget municipal pour sauver la ville de la banqueroute. Par la suite, la désindustrialisation et le déclin démographique poussèrent la ville au bord de la faillite. De nombreuses infrastructures urbaines furent laissées à l'abandon, faute de subventions. Parallèlement, l'immense World Trade Center fut inauguré au cours d'une cérémonie grandiose en 1973. Plusieurs quartiers s'enfoncèrent alors dans la criminalité et la drogue, comme Harlem ou South Bronx. Le phénomène s'accompagna même d'une chute brutale de la population.
Le rebond de Wall Street, dans les années 1980, malgré le krach de 1987, permit à New York de retrouver son rôle de leader dans la sphère économique et financière mondiale et l'équilibre budgétaire de la ville fut rétabli en 1981. Au début des années 1990, New York dépassa Londres pour les activités financières et bancaires.
Les années 1990 furent marquées à New York par un premier attentat terroriste contre le World Trade Center (1993). En l'espace de quelques années, le maire Rudy Giuliani parvint à faire de la Big Apple une ville sûre et attractive pour les investisseurs. Il lutta contre la délinquance (politique de la « tolérance zéro », réformes de la police), les mafias familiales dans les quartiers sensibles et contre les délits d'initiés à Wall Street. La gentrification de certains quartiers (Harlem, East Village, et Williamsburg, par exemple) et l'implantation d'industries de pointe dans la Silicon Alley marquent le renouveau de la métropole.
New York fut frappée par les attentats du 11 septembre 2001 qui firent près de trois mille morts, des centaines de blessés et des dégâts considérables dans le quartier de Financial District. Le site du World Trade Center est encore en cours de reconstruction en 2020. À partir de 2007, la capitale mondiale de la finance subit la crise des subprimes. Deux événements survenant au troisième trimestre 2008 symbolisent à eux seuls l'impact de la tempête financière sur la ville : la faillite de Lehman Brothers et le scandale Madoff.

### Symboles et surnoms
Le drapeau de New York porte les mêmes couleurs (sur des barres aux dimensions égales) que le drapeau des Provinces-Unies tel qu'il était utilisé en 1625, l'année où Manhattan fut colonisée. En son centre est reproduit, en bleu, le sceau de la ville. Sur ce dernier figurent plusieurs éléments symboliques : l'aigle représente l'État de New York. L'Amérindien évoque les premiers habitants de la région, tandis que le marin évoque les colons : leur évocation conjointe suggère l'idée d'une union entre les deux peuples. Le castor fait référence à la Compagnie néerlandaise des Indes occidentales. Le baril et la fleur font référence aux premiers temps de l'industrie new-yorkaise. Le moulin à vent est un rappel de l'histoire néerlandaise de New York. Quant à Eboracum, c'était le nom de la ville d'York à l'époque romaine.
En reportage à La Nouvelle-Orléans, John J. Fitz Gerald entendit les valets d'écurie appeler les champs de course de New York « the Big Apple » (dans le sens the big apple = the biggest bet = le plus grand pari). L'expression lui plut et il donna comme titre à sa chronique Around the Big Apple. Dix ans plus tard, de nombreux musiciens de jazz commencèrent à utiliser l'expression de Big Apple pour désigner New York, et plus particulièrement le quartier de Harlem (à Manhattan), considéré comme la capitale mondiale du jazz. Ils disaient qu'il y avait beaucoup de pommes sur les arbres du succès, mais que, quand vous choisissiez New York City, vous choisissiez LA grosse pomme. En 1971, cette expression prit toute son ampleur grâce à Charles Gillett (président du NY Convention and Visitors Bureau) qui lança une campagne publicitaire sur le thème de la Big Apple. Celle-ci fut relayée par l'agence BBH London qui lança cette expression en Angleterre. Depuis, cette expression est devenue courante. 35 % des Anglais affirment même qu'elle est typiquement anglaise et non d'origine américaine.

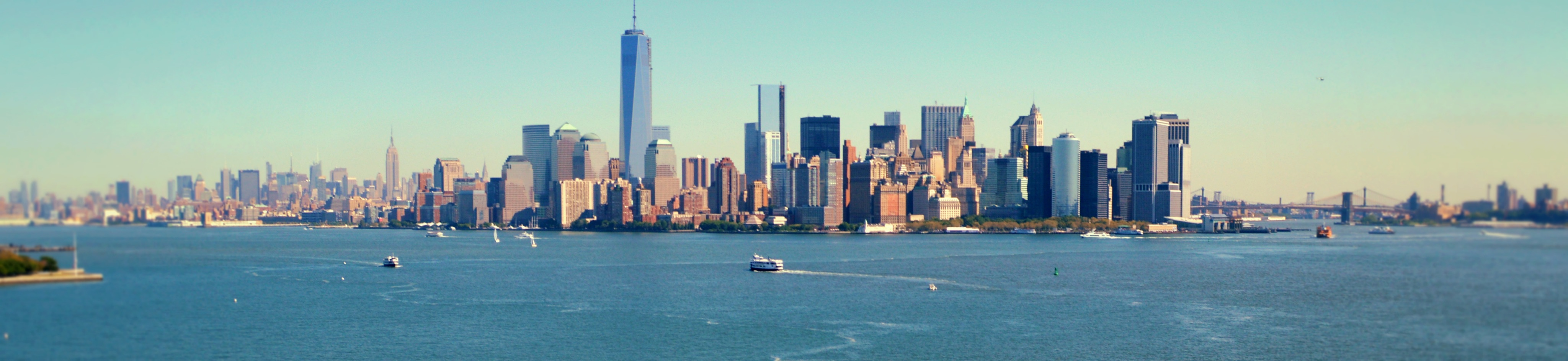
Vue panoramique de Lower Manhattan, à partir de Liberty Island, île sur laquelle se trouve la statue de la Liberté au sud de Manhattan.

« New York est une ville debout, sous le signe des temps nouveaux. C’est une catastrophe, mais une belle et digne catastrophe. »

— Le Corbusier, 1937.

## Géographie

### Situation et superficie

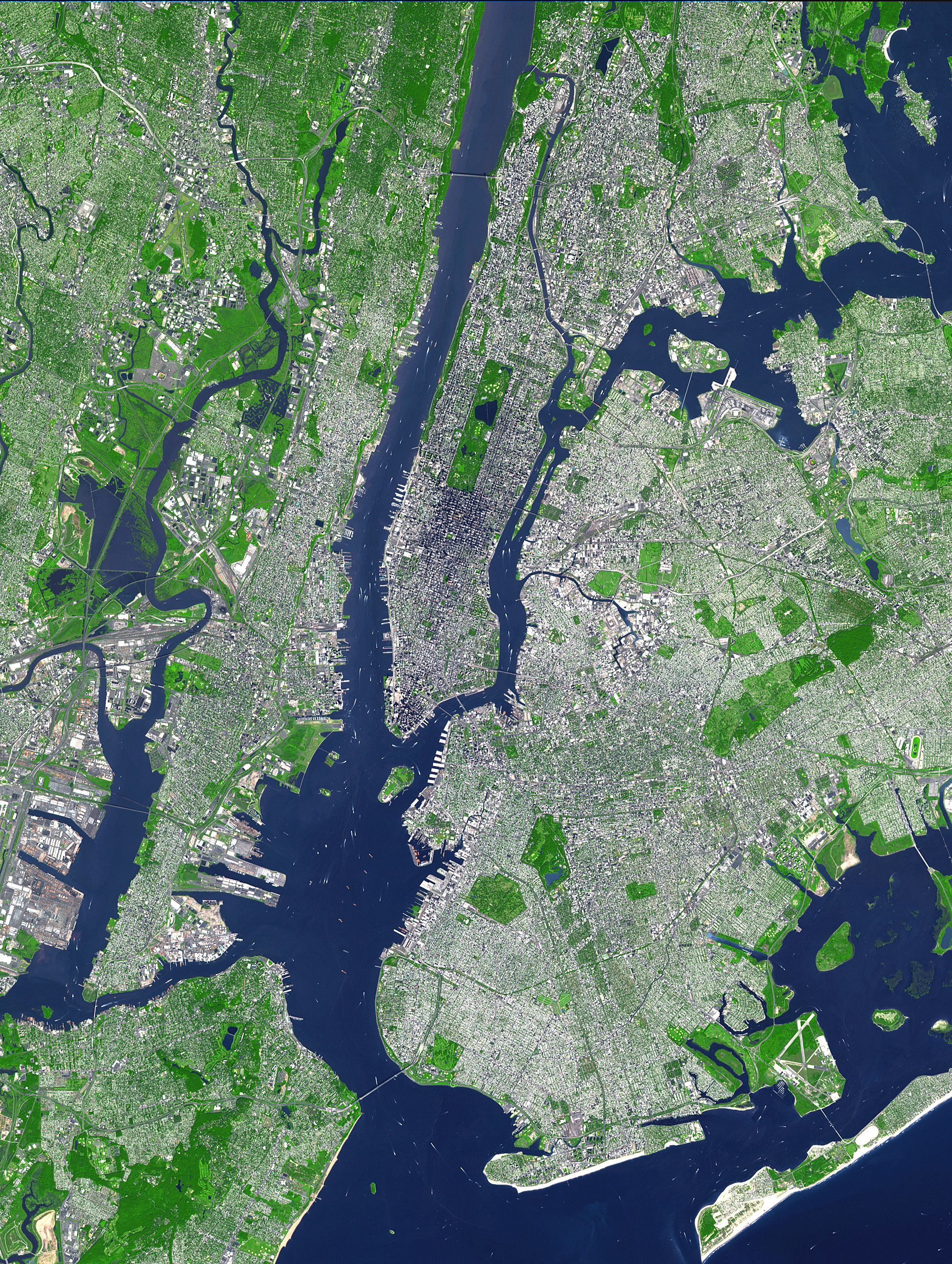
New York depuis l'espace.

New York est située sur la côte est des États-Unis, à l'embouchure du fleuve Hudson. La métropole s'ouvre sur l'océan Atlantique et se trouve à mi-distance entre Washington et Boston. La ville est située à peu près à la même latitude que Madrid ou Rome (40°43' N) et à une longitude voisine de celle de Bogotá (74°04' O). New York se trouve à 534 km au sud de Montréal, la grande ville canadienne, à 1 146 km à l'est de Chicago, à 2 281 km au nord-est de Houston, au Texas, à 3 361 km au nord-est de Mexico, à 3 806 km à l'est-nord-est de Los Angeles et à 5 839 km à l'ouest-sud-ouest de Paris.
La superficie totale de la ville de New York est de 1 214 km2, dont 785 km2 de terres émergées et 429 km2 d'eau. L'altitude maximale est de 124,9 m, sur Todt Hill à Staten Island.
Le Grand New York ou New York Metropolitan area est l'aire urbaine la plus peuplée des États-Unis et la deuxième du monde par le nombre total d'habitants, sur la base des critères démographiques les plus simples et les plus répandus. Cette région est centrée autour de la ville de New York et regroupe au total 30 comtés et 725 municipalités qui s'étendent sur quatre États (New York, New Jersey, Connecticut, Pennsylvanie) et quelque 17 400 km2.
Selon le Bureau de la gestion et du budget, New York fait également partie d'une CMSA. Enfin, New York appartient à la mégalopole du BosWash qui s'étire de Boston à Washington D.C. Elle fait également partie des ensembles géographiques du Nord-Est des États-Unis et de la Manufacturing Belt. La métropole se trouve sur un carrefour de voies de communication, à la fois maritimes, fluviales (Hudson) et terrestres (voies ferrées, autoroutes, conduites, etc.). Elle est également reliée au reste du monde par ses aéroports (aéroport international de New York - John-F.-Kennedy par exemple).
Selon le rapport du Groupe d'experts intergouvernemental sur l'évolution du climat (GIEC) paru en 2019, New York pourrait devoir affronter un risque accru d'inondation avec une élévation moyenne du niveau de la mer de 1,3 millimètre par an. La ville pourrait être exposée à des crues de 2,25 mètres tous les 5 ans à compter de 2030 à 2045. Avant l'ère industrielle, une telle inondation se produisait tous les 500 ans en moyenne.

### Îles

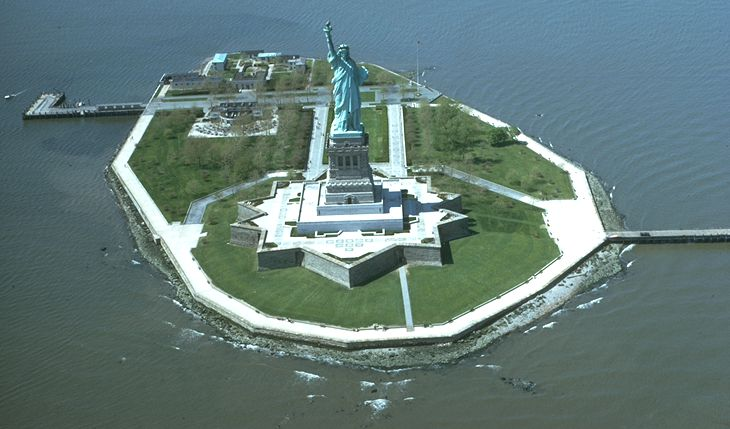
L'une des nombreuses îles de New York : Liberty Island.

À l'exception du Bronx qui se trouve sur le continent, dans le Sud d'une presqu'île, la ville s'étend sur plusieurs îles : la plus peuplée est celle de Manhattan, qui borde l'Hudson, et où se trouve le cœur économique et culturel de l'agglomération. Governors Island, Liberty Island et Ellis Island sont de petites îles au sud de Manhattan dont les lieux historiques sont visités par les touristes. Staten Island est l'île la plus au sud de New York. Les arrondissements de Brooklyn et Queens occupent la partie occidentale de Long Island.
Cette configuration insulaire nécessite la présence de nombreux ponts et tunnels qui relient les différentes parties de l'agglomération. Un service de traversiers permet également aux New-yorkais de se déplacer facilement. Plusieurs détroits comme le Long Island Sound ou The Narrows séparent les différentes îles. Les eaux profondes de la baie de New York et les côtes très découpées fournissent de nombreuses autres petites baies abritées.
Le site de New York apparaît à la fois comme un atout (ouverture maritime, défense naturelle) mais aussi comme un risque (inondations, élévation de la mer, raz-de-marée) pour la métropole.

### Hydrographie
La ville de New York dispose d'un important réseau hydrographique. Le fleuve Hudson se jette dans la baie de New York en formant un estuaire. La baie est constituée de deux parties : la Upper New York Bay (la « baie supérieure ») au sud de Manhattan et la Lower New York Bay (la « baie inférieure ») au sud de Staten Island et de Long Island, séparées par un détroit, The Narrows, qui forme le principal chenal d'accès au port de la ville.
Malgré leur nom, l'East River et la Harlem River ne sont pas des cours d'eau mais des bras de mer ou des détroits.
Le canal Érié, voie d'eau artificielle majeure qui fut aménagée au début du XIXe siècle, fait communiquer le fleuve, donc New York, avec la région des Grands Lacs.

### Géologie et relief

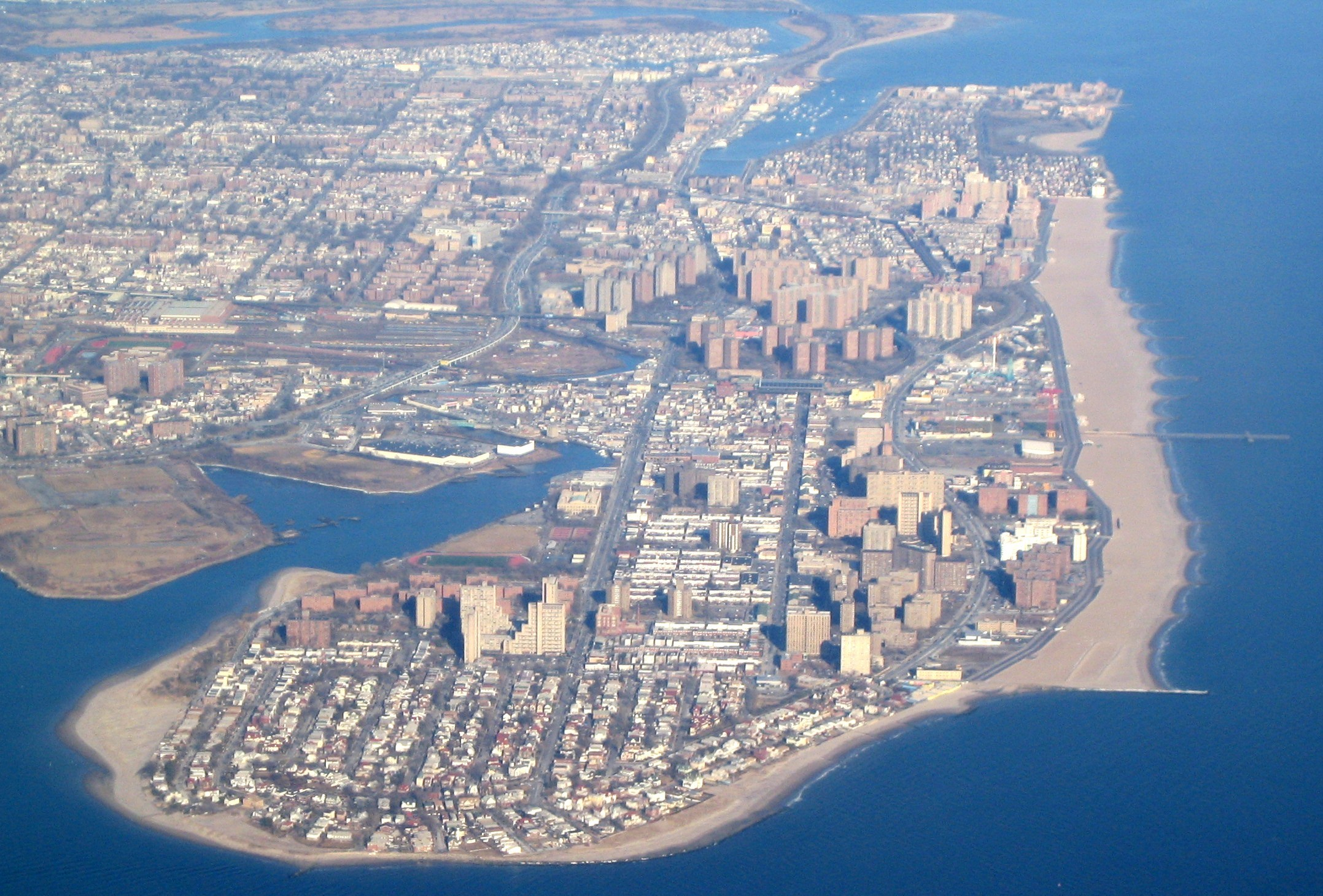
Plage de sable de Coney Island, à l'extrême sud de Brooklyn.

Brooklyn et Queens, situés sur Long Island, font partie de la plaine côtière atlantique, un ensemble géophysique allant de la baie de New York à la Floride. Il s'agit d'une région de faibles altitudes). Long Island est une île-barrière constituée d'un socle de roches sédimentaires du Crétacé. Des couches de sédiments se sont déposées lors de la Glaciation du Wisconsin, il y a entre 85 000 et 9 000 années. À cette époque, le niveau de la mer était plus bas qu'aujourd'hui et l'inlandsis laurentidien recouvrait une grande partie du Nord-Est des États-Unis. La région de New York se trouvait alors à la limite de cette immense couverture de glace. Le glacier a laissé plusieurs moraines frontales. Entre 17 000 et 13 000 avant Jésus-Christ, à la fonte des glaciers, la moraine frontale joua le rôle de digue et les vallées creusées par la glaciation (Hudson Est et Harlem River) se remplirent d'eau.

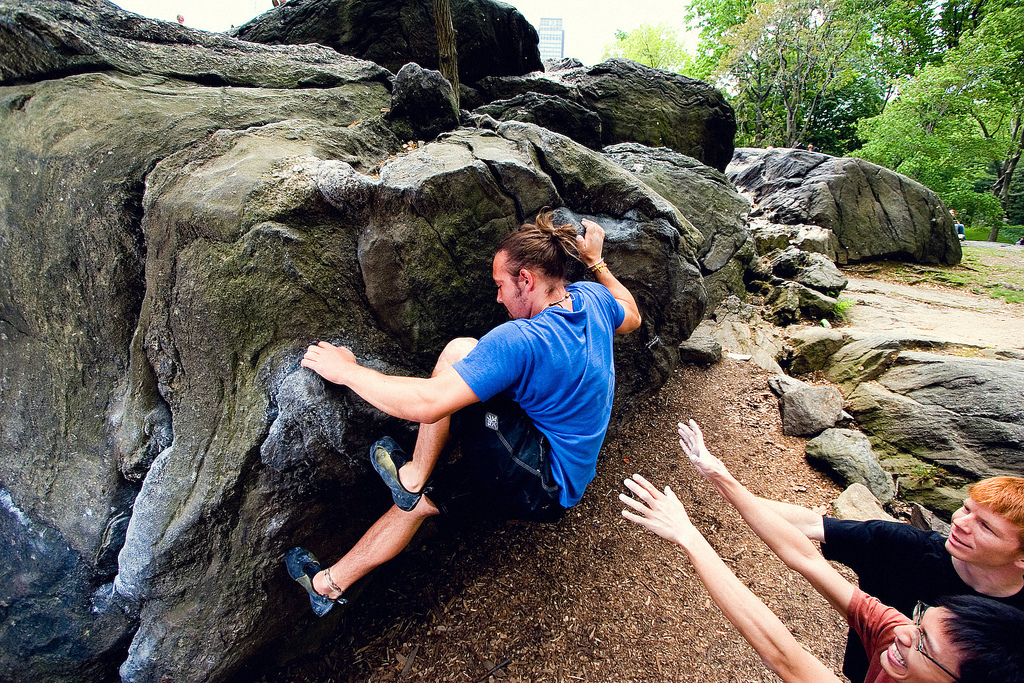
Escalade sur les affleurements de roches métamorphiques à Central Park (Rat Rock).

Le Bronx et Manhattan appartiennent à une section de la province géologique de Nouvelle-Angleterre. Le point culminant de l'île de Manhattan (80 mètres) se trouve dans le Nord de l'île, dans le Fort Tryon Park. Les roches métamorphiques, de son sol fournissent un appui solide pour ses nombreux gratte-ciel. Ce substrat rocheux correspond à une très ancienne chaîne de montagnes érodée et affleure à Central Park et en divers endroits du Nord de Manhattan. La géologie de Staten Island est plus complexe : le socle rocheux se compose de roches sédimentaires du Crétacé dans le Sud-Est et de roches du Trias dans le Nord-Ouest. On y trouve également de la serpentinite. Des couches sédimentaires de type morainiques se sont déposées au cours de la dernière glaciation.
Le territoire new-yorkais a été considérablement aménagé par les hommes qui ont modifié la topographie et le tracé du littoral, particulièrement dans le sud de l'île de Manhattan.

### Climat

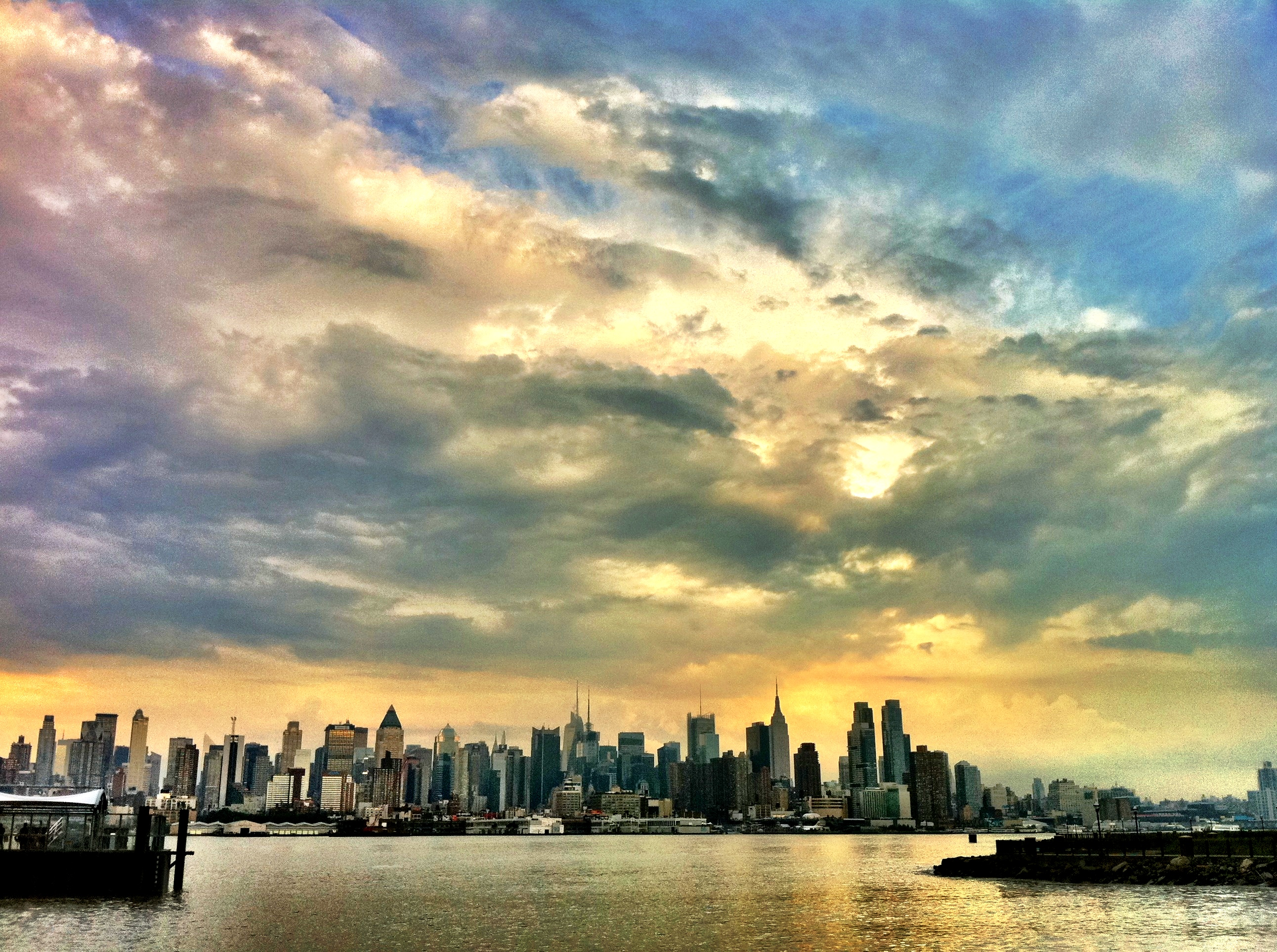
Cumulonimbus dans le ciel new-yorkais après une pluie torrentielle.

New York n'est pas très éloigné de la mer, mais celle-ci se trouve à l'est, alors que les vents modérateurs dominants viennent plutôt de l'ouest ; de ce fait l'océan n'a aucune influence sur le climat de New York. C'est la raison pour laquelle le climat de New York est très chaud et humide l'été et parfois très froid en hiver, bien que des températures de 24 °C aient déjà été observées en plein hiver. New York se trouve dans la zone tempérée nord sur la façade orientale du continent américain. Son climat dépend de cette position géographique, de la circulation méridienne des masses d'air et de la proximité d'un courant marin froid.
D'après la classification de Köppen avec la station météorologique du Belvedere Castle / Central Park : la température du mois le plus froid est comprise entre 0 °C et 18 °C (janvier avec 0,5 °C) et la température du mois le plus chaud est supérieure à 10 °C (juillet avec 24,9 °C) donc c'est un climat tempéré. Les précipitations sont stables, il n'y a pas de saison sèche. C'est donc un climat tempéré chaud sans saison sèche. L'été est chaud, car la température moyenne du mois le plus chaud est supérieure à 22 °C (juillet avec 24,9 °C).
Avec cette station, le climat de New York est classé comme Cfa dans la classification de Köppen, soit un climat subtropical humide.
Mais le climat de New York peut aussi être considéré comme continental humide. En effet, avec la station JFK et d'après la classification de Köppen : la température moyenne du mois le plus froid est inférieure à 0 °C (janvier avec −0,4 °C) et celle du mois le plus chaud est supérieure à 10 °C (juillet avec 24,2 °C) donc c'est un climat continental. Les précipitations sont stables, donc il s'agit d'un climat continental froid sans saison sèche. L'été est chaud, car la température moyenne du mois le plus chaud est supérieure à 22 °C (juillet avec 24,2 °C).
Avec cette station, le climat de New York est classé comme Dfa dans la classification de Köppen, soit un climat continental humide avec été chaud.
Les hivers sont généralement froids et humides, avec parfois des précipitations neigeuses (de 55,6 cm à 67,8 cm selon les différentes stations météorologiques) et plusieurs jours de gel. De la glace peut se former à la surface du fleuve Hudson. Cependant, la chaîne des Appalaches protège la ville des coulées d'air glacial venues du Canada, si bien que les températures minimales sont moins froides que dans les villes du Midwest comme Chicago. Les étés sont chauds et humides.
Printemps et automne sont courts et changeants. Avant l'hiver, New York peut connaître quelques jours de chaleur appelés « été indien ». Le total annuel des précipitations est relativement important (environ 1 200 mm) et les pluies sont réparties de façon à peu près égale sur l'année et s'abattent sous forme de courtes averses chaudes en été.

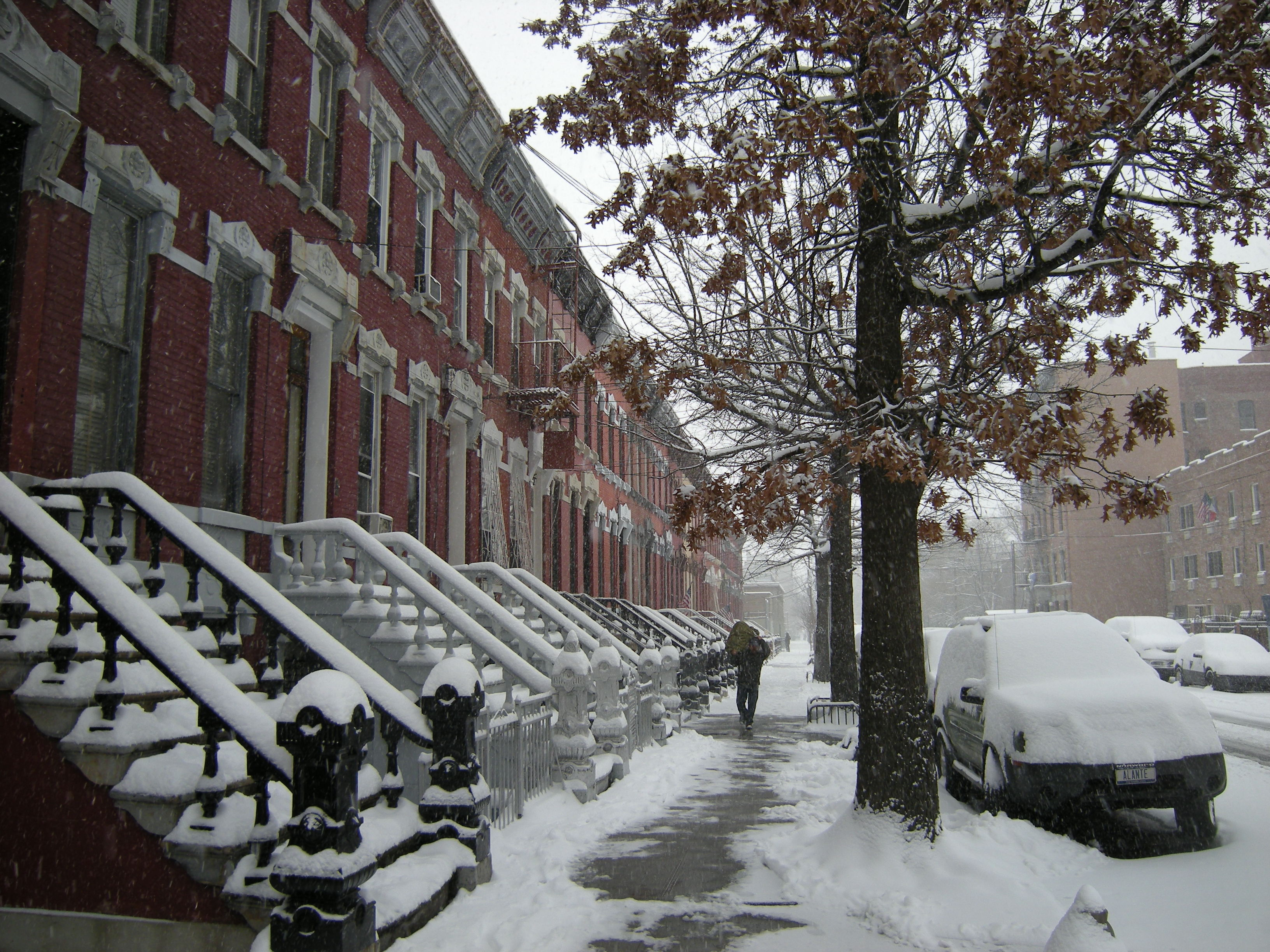
Une rue de l'arrondissement du Bronx, après le passage d'un blizzard.

Les principaux risques climatiques sont les inondations, les tempêtes et les blizzards. Le Grand blizzard de 1888 qui a affecté le Nord-Est des États-Unis fut l'un des plus importants de l'histoire de la ville. Plus récemment, la tempête de neige de février 2010 a paralysé la ville pendant plusieurs jours, ou encore la tempête hivernale de décembre 2022, considérée comme un événement qui ne se produit qu’une fois par génération. Manhattan a déjà été touché par de faibles tornades F0 à F1 en 2010 mais cela est rare. En 1973, une tornade de catégorie 3 est passée à une quarantaine de kilomètres du centre de la ville. Cependant, par sa position géographique, New York n'est pas non plus à l'abri des ouragans remontant de la côte Est. L'ouragan Sandy, en octobre 2012, fut la pire catastrophe naturelle de l'histoire de la métropole, noyant le sud de Manhattan sous plus de 4 mètres d'eau, dévastant plusieurs quartiers de la ville, tuant plusieurs dizaines de personnes. Avec un coût de 75 milliards de dollars, c'est aussi le deuxième ouragan le plus coûteux de l'histoire américaine. Sandy n'est pas le seul ouragan à avoir frappé New York, il y eut, un an auparavant le passage d'Irène en août 2011, ainsi qu'Agnès en 1972, ou encore le Long Island Express en 1938. Parmi les autres événements météorologiques extrêmes qui frappent New York, on peut citer les canicules qui reviennent quasiment chaque été lorsque les masses d'air tropical viennent du sud. Celle de 1911 provoqua la mort de 146 personnes. Les canicules sont amplifiées par le phénomène de l'îlot de chaleur urbain. Les vagues de chaleur peuvent faire monter la température au-delà de 38 °C avec un taux d'humidité important qui peut entraîner des indices de chaleur de plus de 45 °C.
La ville de New York a déjà enregistré 42 °C à l'aéroport LaGuardia de New York le 3 juillet 1966 et une température de −26,1 °C le 9 février 1934 à Central Park constituant les records de températures connus à New York. À la station météorologique de Central Park, le record de chaleur est de 41,1 °C le 9 juillet 1936.
Le 22 juillet 2011, une température de 42,2 °C a été enregistrée à l'aéroport international Liberty de Newark.
New York bénéficie d'un ensoleillement élevé : 2 535 heures en moyenne par an.

#### Relevés météorologiques
| Mois                                            | jan.  | fév.  | mars  | avril | mai   | juin  | jui.  | août  | sep.  | oct.  | nov.  | déc.  | année   |
| ----------------------------------------------- | ----- | ----- | ----- | ----- | ----- | ----- | ----- | ----- | ----- | ----- | ----- | ----- | ------- |
| Température minimale moyenne (°C)               | −2,8  | −1,7  | 1,8   | 7,1   | 12,2  | 17,6  | 20,5  | 19,9  | 16    | 10    | 5,3   | 0     | 8,8     |
| Température moyenne (°C)                        | 0,5   | 2     | 6     | 11,8  | 17,1  | 22,1  | 24,9  | 24,2  | 20,2  | 14    | 8,9   | 3,2   | 12,9    |
| Température maximale moyenne (°C)               | 3,9   | 5,8   | 10,3  | 16,7  | 22    | 26,7  | 29,4  | 28,6  | 24,4  | 18,1  | 12,6  | 6,6   | 17,1    |
| Record de froid (°C)                            | −21,1 | −26,1 | −16,1 | −11,1 | 0     | 6,7   | 11,1  | 10    | 3,9   | −2,2  | −13,9 | −25   | −26,1   |
| Record de chaleur (°C)                          | 22,2  | 23,9  | 30    | 35,6  | 37,2  | 38,3  | 41,1  | 40    | 38,9  | 34,4  | 28,9  | 23,9  | 41,1    |
| Ensoleillement (h)                              | 162,7 | 163,1 | 212,5 | 225,6 | 256,6 | 257,3 | 268,2 | 268,2 | 219,3 | 211,2 | 151   | 139   | 2 534,7 |
| Précipitations (mm)                             | 92,7  | 78,5  | 110,7 | 114   | 106,4 | 112   | 116,8 | 112,8 | 108,7 | 111,8 | 102,1 | 101,6 | 1 268,1 |
| dont neige (cm)                                 | 20,3  | 23,9  | 9,4   | 1,5   | 0     | 0     | 0     | 0     | 0     | 0     | 0,8   | 12,2  | 67,8    |
| dont nombre de jours avec précipitations ≥ 1 mm | 8,1   | 7,3   | 8,9   | 9,2   | 9,4   | 8,8   | 8,5   | 7,7   | 7,1   | 7,1   | 7,5   | 8,3   | 97,9    |
| Humidité relative (%)                           | 63,8  | 63    | 62,3  | 60,9  | 69,4  | 71,7  | 70,7  | 73,2  | 74,7  | 71,6  | 68,3  | 66,6  | 68      |
| Nombre de jours avec neige                      | 4,1   | 2,9   | 1,8   | 0,3   | 0     | 0     | 0     | 0     | 0     | 0     | 0,2   | 2,3   | 11,5    |

| Diagramme climatique                                  |             |              |            |             |             |               |               |             |             |              |           |
| J                                                     | F           | M            | A          | M           | J           | J             | A             | S           | O           | N            | D         |
| 3,9−2,892,7                                           | 5,8−1,778,5 | 10,31,8110,7 | 16,77,1114 | 2212,2106,4 | 26,717,6112 | 29,420,5116,8 | 28,619,9112,8 | 24,416108,7 | 18,110111,8 | 12,65,3102,1 | 6,60101,6 |
| Moyennes : • Temp. maxi et mini °C • Précipitation mm |             |              |            |             |             |               |               |             |             |              |           |

| Mois                                | jan. | fév. | mars  | avril | mai   | juin  | jui.  | août | sep. | oct. | nov. | déc. | année   |
| ----------------------------------- | ---- | ---- | ----- | ----- | ----- | ----- | ----- | ---- | ---- | ---- | ---- | ---- | ------- |
| Température minimale moyenne (°C)   | −3,8 | −2,5 | 1,2   | 6,8   | 12,2  | 17,7  | 20,7  | 20   | 15,7 | 9,2  | 4,2  | −1   | 8,3     |
| Température moyenne (°C)            | 0,1  | 1,8  | 6     | 11,9  | 17,4  | 22,8  | 25,5  | 24,7 | 20,4 | 14   | 8,6  | 2,8  | 13      |
| Température maximale moyenne (°C)   | 4,1  | 6,1  | 10,7  | 17    | 22,7  | 27,8  | 30,3  | 29,3 | 25,2 | 18,9 | 12,9 | 6,7  | 17,7    |
| Record de froid (°C)                | −22  | −26  | −14   | −9    | 1     | 5     | 11    | 7    | 2    | −4   | −11  | −22  | −26     |
| Record de chaleur (°C)              | 23   | 24   | 32    | 36    | 37    | 39    | 42    | 41   | 41   | 34   | 29   | 24   | 42      |
| Précipitations (mm)                 | 89,7 | 73,2 | 106,2 | 106,7 | 103,9 | 102,1 | 120,9 | 94   | 97   | 91,4 | 92,7 | 96,5 | 1 174,5 |
| Nombre de jours avec précipitations | 10,4 | 9,8  | 11    | 11,5  | 11,3  | 11    | 10,1  | 9,7  | 8,6  | 8,7  | 9,5  | 10,6 | 122,1   |

| Mois                                | jan. | fév. | mars | avril | mai  | juin | jui. | août | sep. | oct. | nov. | déc. | année   |
| ----------------------------------- | ---- | ---- | ---- | ----- | ---- | ---- | ---- | ---- | ---- | ---- | ---- | ---- | ------- |
| Température minimale moyenne (°C)   | −3,9 | −3,2 | 1,1  | 6     | 11,3 | 16,6 | 20,1 | 19,6 | 15,6 | 9,6  | 4,7  | −0,8 | 8,06    |
| Température moyenne (°C)            | −0,4 | 0,5  | 5    | 10,3  | 15,6 | 20,8 | 24,2 | 23,7 | 19,8 | 13,9 | 8,4  | 2,6  | 10,37   |
| Température maximale moyenne (°C)   | 3,1  | 4,2  | 8,9  | 14,6  | 19,8 | 25   | 28,2 | 27,7 | 23,9 | 18,2 | 12,1 | 5,9  | 15,97   |
| Précipitations (mm)                 | 80,5 | 76,7 | 91,2 | 99,1  | 96,5 | 92,7 | 96,5 | 86,6 | 83,8 | 73,2 | 92,7 | 86,9 | 1 056,4 |
| dont neige (cm)                     | 19,6 | 19,3 | 7,9  | 1,3   | 0    | 0    | 0    | 0    | 0    | 0    | 0,8  | 6,6  | 55,6    |
| Nombre de jours avec précipitations | 8,3  | 7,6  | 9    | 8,6   | 9,2  | 8,7  | 7,8  | 7,4  | 6,6  | 6,1  | 8,1  | 8,7  | 96,1    |

| Diagramme climatique                                  |             |            |           |              |            |              |              |              |             |             |             |
| J                                                     | F           | M          | A         | M            | J          | J            | A            | S            | O           | N           | D           |
| 3,1−3,980,5                                           | 4,2−3,276,7 | 8,91,191,2 | 14,6699,1 | 19,811,396,5 | 2516,692,7 | 28,220,196,5 | 27,719,686,6 | 23,915,683,8 | 18,29,673,2 | 12,14,792,7 | 5,9−0,886,9 |
| Moyennes : • Temp. maxi et mini °C • Précipitation mm |             |            |           |              |            |              |              |              |             |             |             |

### Environnement

#### Importante biodiversité

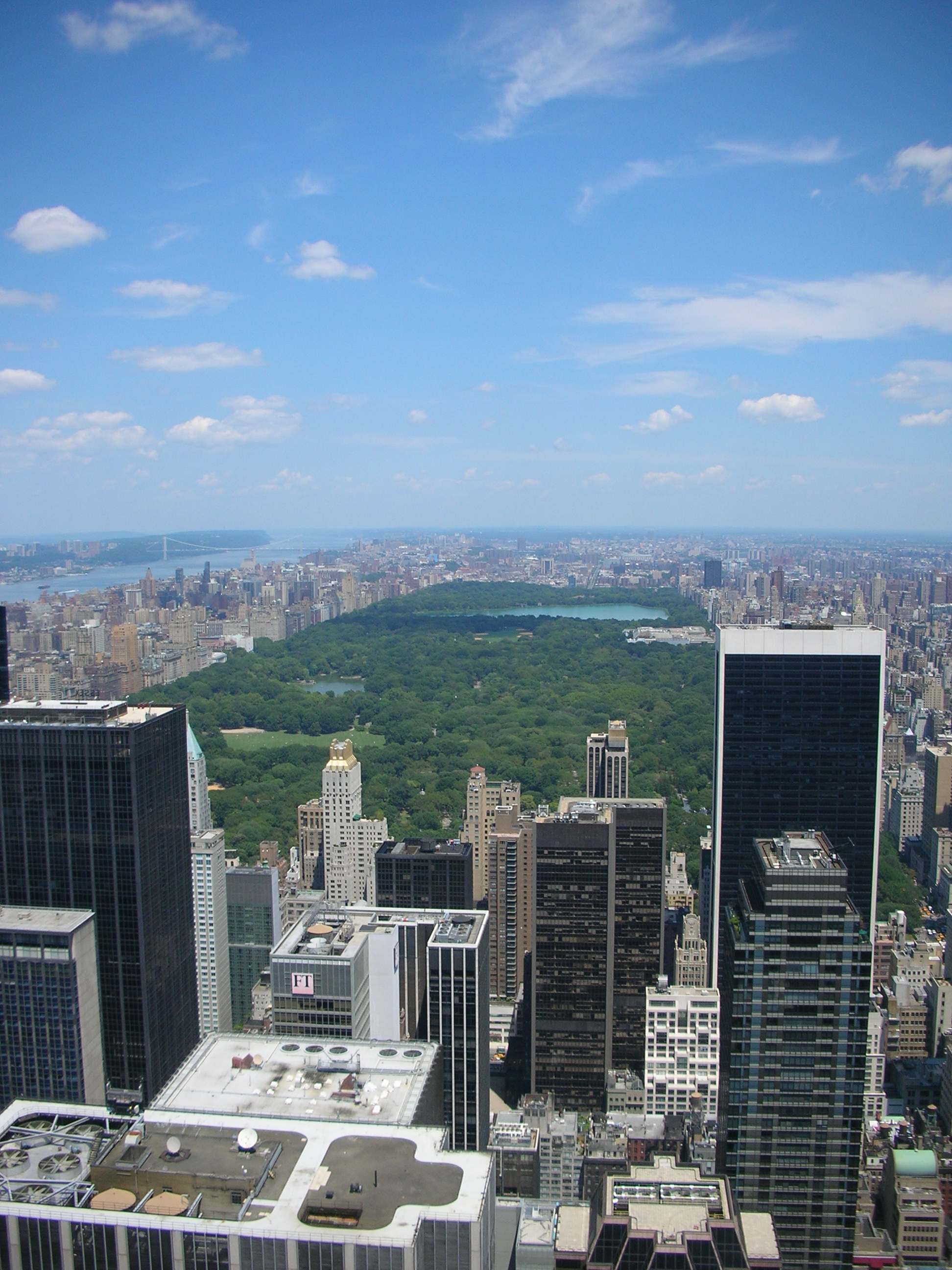
Le principal espace vert de Manhattan : Central Park.

Il existe une importante biodiversité à New York dans les parcs, le fleuve Hudson et les diverses zones humides de la baie. La mégapole compte plus de 350 espèces d'oiseaux, 170 de poissons, 30 de mammifères, 32 de reptiles et d'amphibiens. 3 000 espèces de plantes ont été répertoriées à New York par les équipes du jardin botanique de Brooklyn. Le milieu urbain abrite des espèces communes comme les moineaux, les étourneaux, les pigeons, les écureuils mais aussi des animaux plus sauvages comme l'oie des neiges et diverses espèces de canards passent l'hiver dans la région new-yorkaise. Les îles inhabitées du port de New York sont le refuge des aigrettes, hérons et ibis. Plusieurs couples de faucons pèlerins ont été observés : ils régulent les populations de pigeons, d'étourneaux et de moineaux. Les arbres les plus courants sont le chêne, le tulipier de Virginie et l'orme.
Malgré sa réputation de « jungle urbaine », New York regorge de parcs et d'espaces naturels : 27 % de la superficie totale de la ville est occupée par des parcs publics, des terrains de jeux, des réserves naturelles, des plages et des terrains de golf, ainsi que des stades, des cimetières et des parcs d'attractions. New York compte plus de 113 km2 de parcs et 23 km de plages publiques. Avec ses 341 hectares de verdure, Central Park représente le plus vaste espace vert de Manhattan. Il abrite un total de 250 000 arbres et buissons. Le parc urbain accueille 270 espèces d'oiseaux et 14 espèces de mammifères (lapins, marmottes, écureuils, ratons laveurs…). Il se situe sur la route atlantique des oiseaux migrateurs qui s'y arrêtent. Le matin, à Turtle Pond, on peut apercevoir des hérons argentés et environ 80 000 poissons évoluent dans l'Harlem Meer. En dehors de Manhattan se trouvent les plus grands parcs de la ville, comme Pelham Bay Park, qui avec ses 11,2 kilomètres carrés (environ 1 120 hectares) est le plus grand parc de la ville, étant environ trois fois plus vaste que Central Park,.

#### Politique environnementale
Depuis quelques années, la municipalité a entamé une politique environnementale dont le principal acteur est le New York City Department of Environmental Protection, un département de la ville de New York responsable de la protection de l'environnement sur la commune. Elle s'est engagée à dépasser les objectifs de réduction de GES fixés par le protocole de Kyoto. Les associations écologistes font également pression pour améliorer la qualité de l'environnement urbain. Plusieurs groupes de pression ont leur siège à New York : le Natural Resources Defense Council ou encore de l'Environmental Defense Fund par exemple.

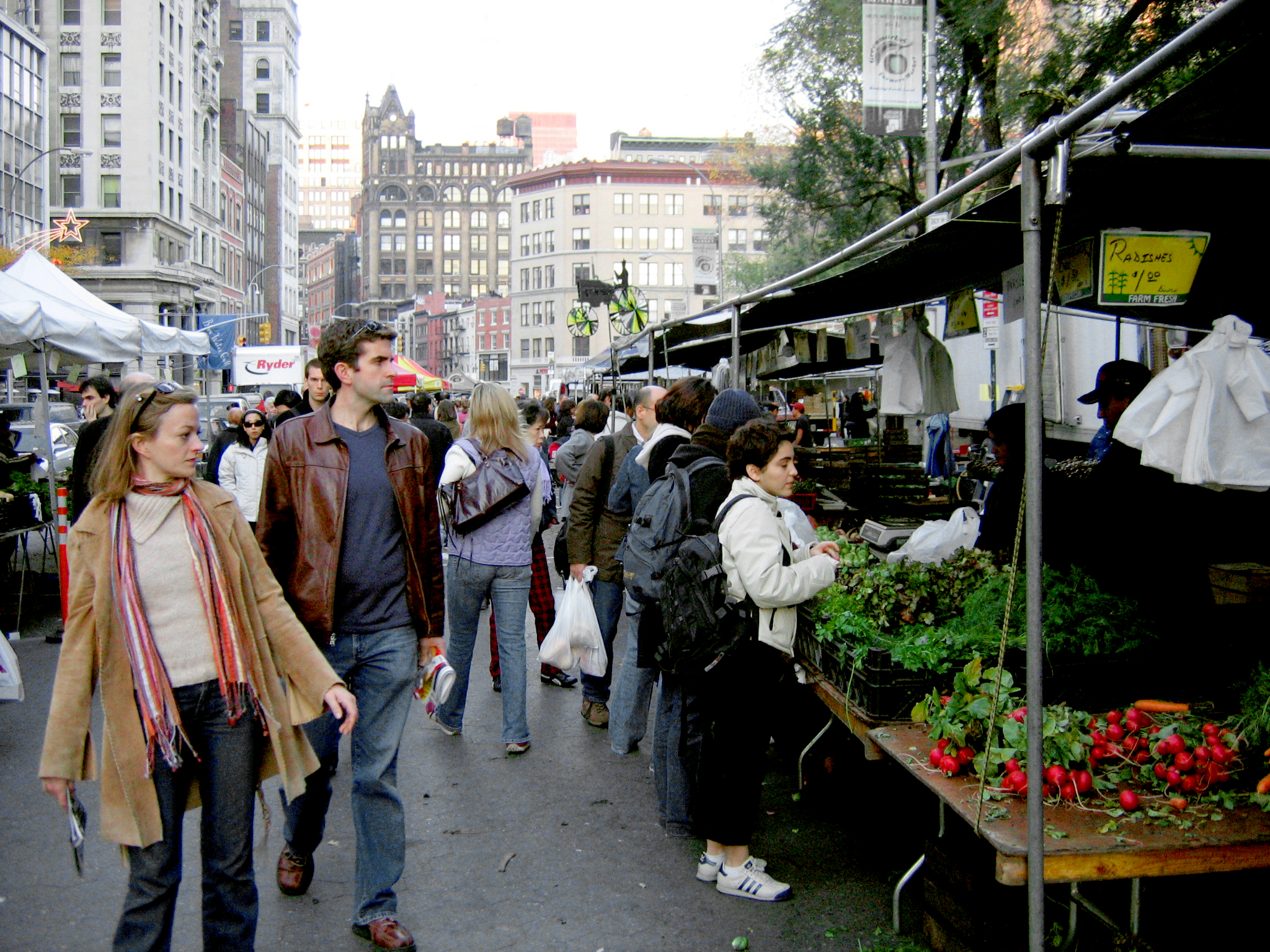
Un marché à Union Square.

À l'instar d'autres grandes villes américaines comme Portland ou San Francisco, certains habitants des classes moyennes sont sensibles aux questions environnementales. Ces derniers fréquentent les farmers' markets qui vendent des produits locaux.
La pollution atmosphérique est responsable du développement de maladies respiratoires parmi les New-Yorkais. Les pluies acides sont un problème que l'on retrouve dans tout le Nord-Est du pays.
Cependant, un New-yorkais produit en moyenne 7,1 tonnes de gaz à effet de serre par an, un nombre très en dessous de la moyenne nationale (24,5 tonnes par an et par habitant). New York représente 1 % des émissions de GES des États-Unis alors qu'elle abrite 2,7 % de la population américaine. En effet, les New-yorkais utilisent beaucoup plus les transports en commun que le reste de la population américaine. D'après le recensement de 2000, New York est la seule ville américaine où plus de la moitié des habitants ne possède pas d'automobile. Les efforts de la municipalité ont porté sur l'équipement en transports collectifs propres.
En moyenne, un New-yorkais consomme moitié moins d'électricité qu'un habitant de San Francisco. La municipalité a remplacé des milliers de feux de signalisation et de lampes pour l'éclairage public, maintenant bien moins énergivores. Le courant électrique utilisé par une vingtaine de bâtiments publics, parmi lesquels la statue de la Liberté et Ellis Island, est produit par des éoliennes. La municipalité consacre une part de plus en plus élevée de son budget à l'efficacité énergétique. Il s'agit d'élaborer des plans de rénovation ou de construction de bâtiments aux normes du LEED. Les groupes privés participent également à la réduction des GES : la Hearst Tower et le 7 World Trade Center sont des exemples de green buildings.
New York a besoin d'importantes quantités d'eau chaque jour : 1,4 milliard de gallons soit 5,3 milliards de litres. Le système d'approvisionnement en eau de New York repose sur 19 réservoirs situés dans les montagnes à l'intérieur des terres, notamment des montagnes Catskill. Cette eau est transportée à partir des années 1840 par l'aqueduc de Croton, puis après 1890 par le nouvel aqueduc de Croton (en). Au XXe siècle sont construits l'aqueduc des Catskill (en) et surtout l'aqueduc du Delaware, qui fournissent désormais l'essentiel de l'approvisionnement en eau potable de l'agglomération. Malgré la croissance démographique de New York, la ville consomme 28 % d'eau en moins au milieu des années 2000 par rapport à 1979, grâce à la réparation des fuites sur le réseau de distribution. Les eaux de l'Hudson et de la baie de New York subissent d'importantes pollutions urbaines. Le Newtown Creek a été pollué pendant des décennies par des rejets de pétrole. Le mercure et les PCB présents dans l'eau ont des conséquences sur la faune et sur la santé humaine.

### Subdivisions de la ville

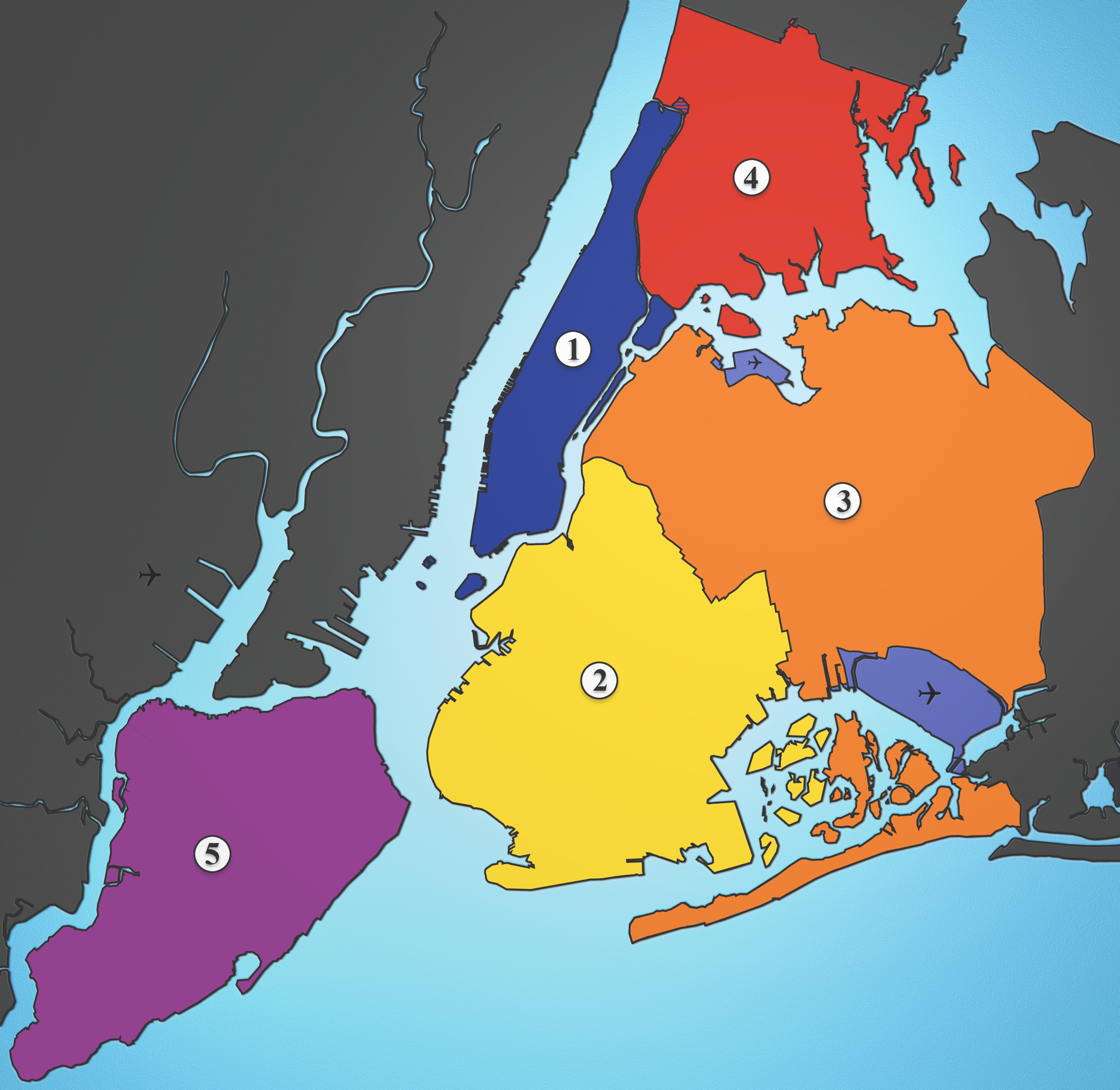
Les cinq arrondissements qui composent la ville de New York (New York City) :
(1) Manhattan
(2) Brooklyn
(3) Queens
(4) Bronx
(5) Staten Island
Aéroports new-yorkais de JFK et de LaGuardia

La ville de New York est constituée de cinq arrondissements (en anglais : boroughs) connus sous les noms de Manhattan, Brooklyn, Queens, le Bronx et Staten Island. Ceux-ci coïncident avec cinq comtés de l'État de New York (county) que sont respectivement ceux de New York, Kings, Queens, Bronx et Richmond, mais ces derniers ne fonctionnent pas comme les autres comtés américains. En effet, ils n'ont pas de gouvernement de comté et sont en lieu et place des comtés, soumis directement à l'administration municipale.
- Manhattan (ou Comté de New York), 1 546 856 habitants. L'île de Manhattan correspond à l'arrondissement le plus riche de la ville de New York, et le plus densément peuplé, tout en étant le plus célèbre, puisque la plupart des buildings les plus célèbres du monde se trouvent à Manhattan. L'arrondissement inclut également l'île de Roosevelt Island, desservie par un téléphérique. Manhattan se présente également comme une place financière d'importance mondiale, avec l'indice Dow Jones (NYSE) et le Nasdaq. Mais Manhattan est aussi un centre décisionnel majeur : siège de l'ONU, nombreux sièges d'entreprises, ce qui en fait l'un des lieux les plus puissants de la planète. Au niveau universitaire, Manhattan abrite l'université de New York, la prestigieuse université Columbia (appartenant à l'Ivy League) ou encore celle de Fordham. Manhattan est un peu considéré comme le centre de New York.
- Brooklyn (ou Comté de Kings), 2 488 194 habitants. Brooklyn est un quartier à tendance résidentielle, ce qui explique qu'il est l'arrondissement le plus peuplé de la ville. Brooklyn a longtemps été une ville indépendante, avant de faire partie de la ville de New York en 1898. Brooklyn présente en outre l'une des rares plages de New York.
- Queens (ou Comté de Queens), 2 237 815 habitants. Queens est à la fois un quartier résidentiel et industriel ; il est en outre le plus vaste de la ville de New York. Queens est très ouvert sur l'extérieur, du fait que les deux principaux aéroports de la ville, JFK et LaGuardia se trouvent dans sa circonscription. Queens abrite également l'un des tournois de tennis majeurs de la saison, l'US Open à Flushing Meadows-Corona Park. L'Unisphere (sphère en acier représentant la terre), située dans ce même parc, est d'ailleurs considérée comme le symbole de Queens, avec une idée d'ouverture sur le monde et d'universalité. L'équipe des Mets de New York joue ses matches dans le Citi Field, situé également dans le quartier de Flushing.
- The Bronx (ou Comté de Bronx), 1 354 068 habitants. Le Bronx a longtemps été considéré comme l'arrondissement pauvre de la ville de New York, mais depuis quelques années, la politique de la ville a permis de rendre le Bronx beaucoup plus attrayant. Ce quartier est également considéré comme le berceau de la culture hip-hop, qui s'est à présent répandue largement dans le monde, et comme un quartier qui accueille des minorités hispaniques et noires, contribuant à l'image de melting pot de la ville. Le Bronx abrite en outre le nouveau Fulton Fish Market, qui est l'un des principaux marchés aux produits maritimes de la côte est. L'équipe des Yankees de New York joue ses matches dans le Yankee Stadium, situé à la frontière entre Manhattan et le Bronx.
- Staten Island (ou Comté de Richmond), 491 730 habitants, est l'arrondissement le moins intégré à la ville de New York, ne serait-ce que par son éloignement géographique. Staten Island est relié à Brooklyn par le pont Verrazzano-Narrows, l'un des ponts suspendus les plus longs du monde. L'arrondissement de Staten Island reste un quartier à caractère résidentiel où il fait bon vivre, loin de la frénésie de Manhattan, avec d'innombrables cours d'eau, parcs et espaces verts.

## Population et société

### Démographie

#### Évolution et répartition
La ville de New York est la ville la plus peuplée des États-Unis, avec une population plus de deux fois supérieure à celle de la deuxième ville du pays, Los Angeles (3,9 millions). Elle compte en effet 8 804 190 habitants en 2020, ce qui représente près de 40 % de la population de l'État de New York.
Centré autour de la ville de New York, le Grand New York ou New York Metropolitan area est l'aire urbaine la plus peuplée des États-Unis et la troisième du monde derrière Tokyo et Mexico. Cette région s'étend sur quatre États (New York, New Jersey, Connecticut, Pennsylvanie) et quelque 17 400 km2. Sa population est de 18,8 millions d'habitants en 2010. La CMSA de New York rassemble environ 22,2 millions d'habitants en 2009.
La densité moyenne atteint 10 194 habitants/km2 : New York est la métropole la plus densément peuplée des États-Unis, loin devant San Francisco.
Au milieu du XVIIIe siècle, New York est moins peuplée que Philadelphie, et guère plus que Boston. Mais le développement du commerce, de l'industrie et l'arrivée de millions de migrants européens provoquent un fort accroissement démographique au siècle suivant. En 1830, New York devient la plus grande ville des États-Unis, avec environ 200 000 habitants. La population new-yorkaise dépasse celle de Paris à la fin des années 1880, mais reste encore derrière Londres.
Après la Seconde Guerre mondiale, la population urbaine diminue à cause de l'exurbanisation et des difficultés sociales. Le phénomène, qui touche la plupart des villes américaines, est particulièrement fort à New York qui perd 821 000 habitants entre 1950 et 1980, soit une baisse d'environ 10 %. Mais dans les dernières décennies du XXe siècle, la population augmente à nouveau. Ainsi, entre 1990 et 2000, la ville a gagné 685 714 habitants grâce à l'immigration. Certaines études estiment que New York pourrait atteindre entre 9,2 et 9,5 millions d'habitants en 2030,.
La population de la ville s'est réduite de 100 000 personnes entre juillet 2018 et juillet 2019. Chaque jour, 277 habitants quittent New York, notamment chassés par la hausse des loyers, la gentrification, ou l'état de délabrement des transports en commun.

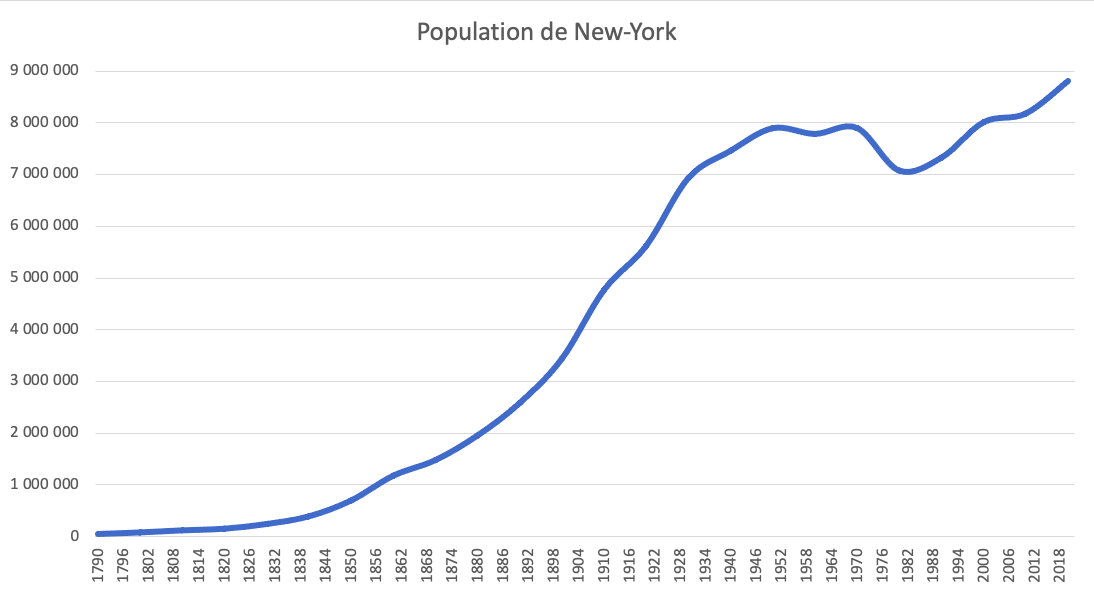
Évolution de la population de la ville de New York, de 1790 à 2020.

Aujourd'hui, le loyer moyen pour un studio dans Manhattan est de 2,500 $ par mois. Pour le même prix, il est possible de loger dans un appartement trois pièces à Brooklyn ou Queens, voire un quatre pièces dans un quartier populaire dans le Bronx. Mais il faudra près de 5,000 $ par mois pour le même quatre pièces à Manhattan,.

#### Caractéristiques démographiques
| Indicateur                             | New York | États-Unis |
| -------------------------------------- | -------- | ---------- |
| Personnes de moins de 5 ans            | 6,6 %    | 6,1 %      |
| Personnes de moins de 18 ans           | 21,2 %   | 22,6 %     |
| Personnes de plus de 65 ans            | 13,0 %   | 15,6 %     |
| Femmes                                 | 52,3 %   | 50,8 %     |
| Personnes par foyer                    | 2,65     | 2,64       |
| Vétérans                               | 2,5 %    | 8,0 %      |
| Personnes nées étrangères à l'étranger | 37,2 %   | 13,2 %     |
| Personnes étrangères                   | 17,0 %   | 7,0 %      |
| Personnes sans assurance maladie       | 12,4 %   | 10,2 %     |
| Personnes avec un handicap             | 6,7 %    | 8,6 %      |
| Revenus annuels                        | 34 099 $ | 29 829 $   |
| Personnes sous le seuil de pauvreté    | 20,3 %   | 12,3 %     |
| Diplômés du lycée                      | 80,8 %   | 87,0 %     |
| Diplômés de l'université               | 36,2 %   | 30,3 %     |

D'après le recensement de 2000, l'espérance de vie moyenne des New-Yorkais est supérieure à celle des Américains dans leur ensemble (80,2 ans pour les femmes ; 74,5 ans pour les hommes).
La structure par âge révèle une population relativement jeune (11,9 % ont 65 ans ou plus) et une part importante de personnes ayant l'âge de travailler (75,8 %). En 2005, l'âge médian à New York est de 35,8 ans, soit un peu moins que la moyenne nationale (36,4 ans). Les femmes sont surreprésentées par rapport à la moyenne américaine (52,6 % de femmes pour 47,4 % d'hommes).

### Disparités socio-économiques
En 2015, 80,3 % des New-Yorkais de plus de 25 ans ont leur baccalauréat ou un diplôme supérieur, contre 86,7 % au niveau national.
En juillet 2007, le taux de chômage à New York est de 4,7 %, un chiffre similaire au taux national (4,3 %).
En 2015, le revenu moyen par habitant est de 28 930 dollars à New York, soit 4 148 dollars de moins que la moyenne nationale. 20,6 % de la population vit sous le seuil de pauvreté, un taux supérieur de 5,1 points à la moyenne américaine ; catégories les plus touchées sont les jeunes.
La ville est marquée par une importante disparité des revenus selon les quartiers. À Manhattan, les différences sont grandes entre le quartier d'Upper East Side, où le revenu moyen annuel par habitant s'établit à 90 000 dollars, et Harlem, où près de 37 % des habitants vivent sous le seuil de pauvreté. Les autres arrondissements (boroughs), en particulier ceux de Queens et de Staten Island, sont peuplés par les classes moyennes.
New York connait une forte crise du logement, avec de très nombreux immeubles et appartements vétustes et mal entretenus.

### Population cosmopolite
| Groupe                           | New York | États-Unis |
| -------------------------------- | -------- | ---------- |
| Euro-Américains                  | 43,6     | 73,8       |
| Afro-Américains                  | 24,7     | 12,6       |
| Asio-Américains                  | 13,2     | 5,0        |
| Autres                           | 14,7     | 4,9        |
| Métis                            | 3,2      | 2,9        |
| Amérindiens                      | 0,4      | 0,8        |
| Total                            | 100      | 100        |
|                                  |          |            |
| Hispaniques et Latino-Américains | 28,8     | 16,7       |

| Profil démographique              | 1940   | 1970   | 1990   | 2010   | 2020  |
| --------------------------------- | ------ | ------ | ------ | ------ | ----- |
| Euro-Américains                   | 93,6 % | 76,6 % | 52,3 % | 44,0 % | 41,3% |
| —Blancs non-hispaniques           | 92,0 % | 62,9 % | 43,2 % | 33,3 % | 31,9% |
| —Hispaniques et Latino-Américains | 1,6 %  | 16,2 % | 24,4 % | 28,6 % | 28,9% |
|                                   |        |        |        |        |       |
| Afro-Américains                   | 6,1 %  | 21,1 % | 28,7 % | 25,5 % | 23,8% |
| Asio-Américains                   | −      | 1,2 %  | 7,0 %  | 12,7 % | 14,3% |

D'après le classement du groupe immobilier Knight Frank et Citi Private Bank, New York est la troisième ville la plus chère du monde (derrière Londres et Monte-Carlo) en ce qui concerne les prix de l'immobilier (25 600 euros par mètre carré dans les quartiers les plus chics). New York est l'une des métropoles les plus cosmopolites du monde : en 2005, 36 % des New-Yorkais sont nés à l'étranger, près de 170 langues différentes sont parlées dans la ville et 47,7 % des habitants s'expriment dans une autre langue que l'anglais à la maison.

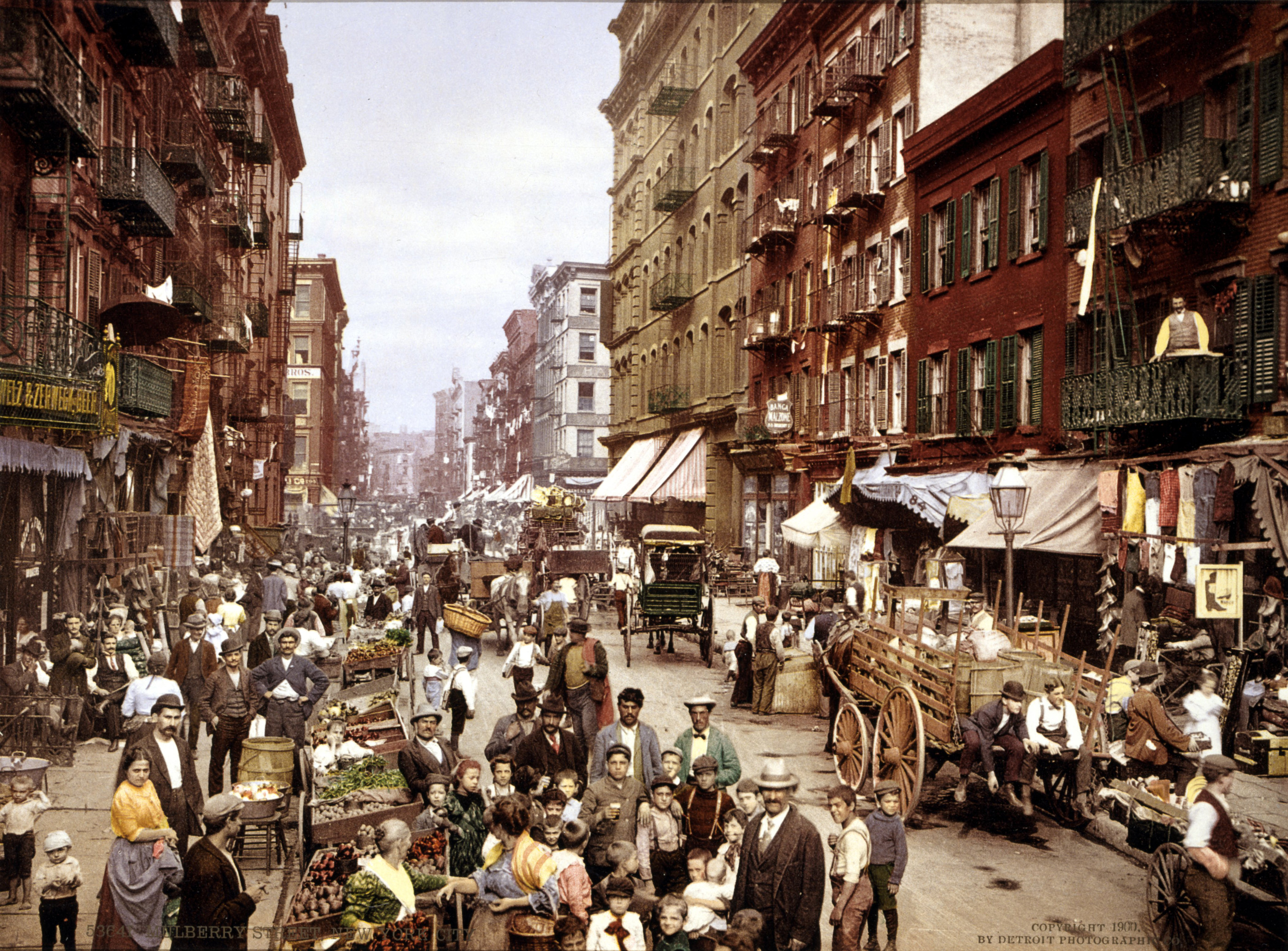
Little Italy, Manhattan, en 1900.

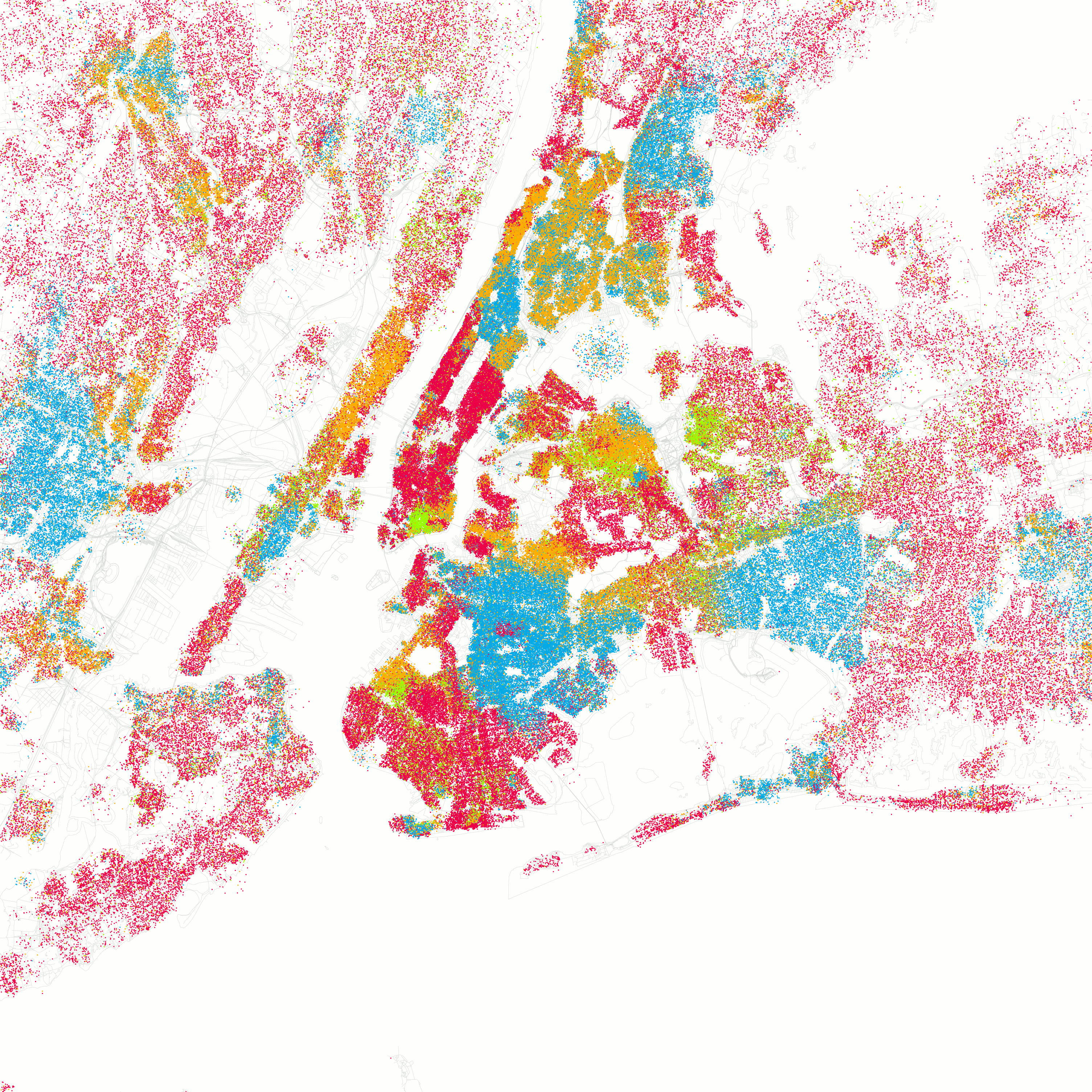
Distribution des groupes ethniques en 2010, chaque point représentant 25 personnes : Blancs non hispaniques, Noirs, Asiatiques et Latinos.

À certains égards, la ville de New York est davantage internationale qu'américaine. Elle accueille presque autant d'immigrants que Los Angeles. On peut entendre parler des centaines de langues différentes à New York. La tendance est au regroupement communautaire, et des quartiers entiers se sont formés selon les origines géographiques ou culturelles : Italiens dans Little Italy, Chinois dans Chinatown, Coréens dans Koreatown, Portoricains à East Harlem, Sénégalais dans Le Petit Senegal, Polonais à Greenpoint, Russes et Ukrainiens à Brighton Beach, Espagnols dans Little Spain, Syriens et Libanais dans Little Syria, Vietnamiens dans le Bowery, occupent chacune des enclaves dans la ville.

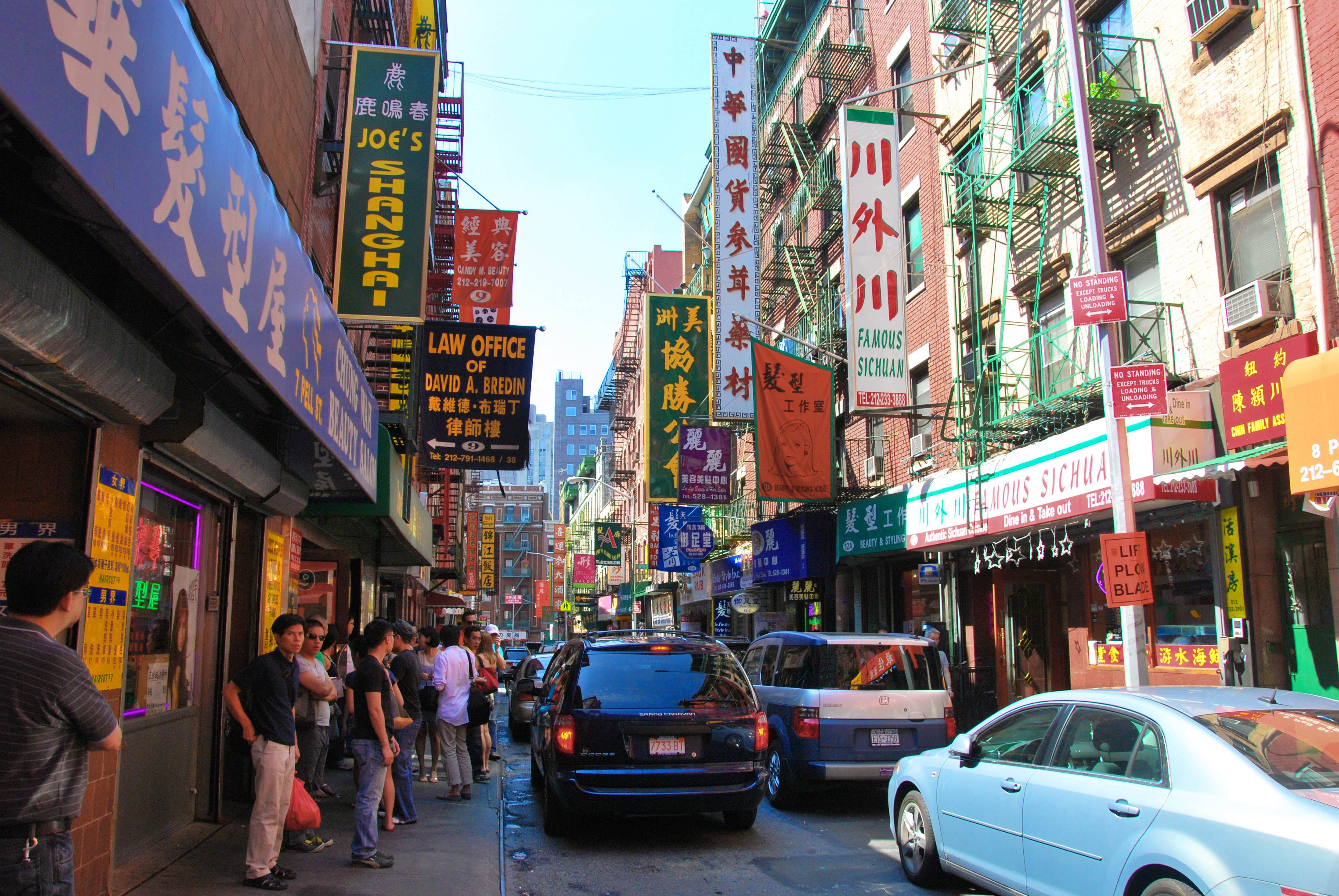
Quartier de Chinatown.

Depuis le XIXe siècle, New York est l'une des principales portes de l'immigration aux États-Unis : entre 1820 et 1890, dix millions d'Européens arrivent à New York, essentiellement des Irlandais et des Allemands. Entre 1880 et 1920, les migrants viennent d'Europe du Sud (Italie, Grèce, Espagne…) et d'Europe de l'Est (Pologne, Russie, Roumanie…) après avoir traversé l'océan Atlantique jusqu'à Ellis Island. Pendant cette période, les Juifs fuient les pogroms : vers 1915, ils sont 1,5 million à New York. Après les lois sur les quotas d'immigration de Johnson-Reed (1924), le nombre d'arrivées diminue considérablement.
Au début du XXe siècle, plus de 20 000 Afro-Américains s'installent dans le quartier de Harlem. Entre 1940 et 1960, les Portoricains arrivent massivement à New York et leur nombre passe de 60 000 à 600 000. Après l'Immigration and Nationality Act of 1965, l'immigration reprend à un rythme important, mais l'origine des migrants change : ils viennent désormais d'Amérique latine (Mexique, Guyana, Équateur, Colombie, Venezuela…), des Caraïbes (Cuba, République dominicaine, Haïti, Jamaïque…), d'Asie (Inde, Chine, Pakistan, Philippines…) et d'URSS (Russie, Ukraine, Biélorussie…). Dans les années 1970-1990, ces migrants ne s'installent plus seulement à Manhattan mais aussi dans les arrondissements périphériques (Bronx, Brooklyn, Queens, Staten Island) et les banlieues. Entre 1990 et 2000, la ville a accueilli 1 224 524 immigrants; cependant, les villes de Los Angeles et de Miami disputent à New York la première place pour l'immigration.

### Langues
Selon l'American Community Survey, en 2017, 51,14 % de la population âgée de plus de 5 ans déclare parler seulement l'anglais à la maison, 24,26 % déclare parler l'espagnol, 6,59 % une langue chinoise, 2,31 % le russe, 1,54 % le bengali, 1,18 % le créole haïtien, 1,10 % le yiddish, 1,04 % le français, 0,91 % une langue nigéro-congolaise, 0,85 % le coréen, 0,84 % l'italien, 0,84 % l'arabe, 0,61 % l'ourdou, 0,61 % le tagalog, 0,58 % l'hébreu, 0,55 % le polonais et 4,99 % une autre langue.

#### Francophonie
New York est le siège d'une représentation permanente de l'Organisation internationale de la francophonie.
Les premières tendances d'un sondage réalisé par le consulat général de France à New York en décembre 2011 auprès de 16 000 Français vivant dans les États de New York, du New Jersey, du Connecticut et des Bermudes et auquel 4 733 personnes ont répondu sont les suivantes. Il y a autant d'hommes que de femmes et la tranche d'âge la plus représentée est celle des 36-45 ans (31 %), suivie de près par les 26-35 ans (27 %). Sur les 4 733 Français ayant répondu au sondage, 1 516 ont aussi la nationalité américaine, soit un tiers d'entre eux. De plus on remarque que 52 % des répondants sont diplômés de niveau master et 13 % de niveau doctorat. Au total, près de 90 % ont au moins un diplôme de niveau Bac + 2, seulement 1 % n'ont aucun diplôme. La proportion d'actifs est très élevée, puisque 80 % d'entre eux disent exercer une activité professionnelle.
On compte 50 % de Français résidant aux États-Unis depuis moins de 10 ans, et un cinquième des répondants est arrivé il y a moins de trois ans. La principale raison citée par les répondants est le fait de suivre son conjoint, après la progression de carrière. 49 % d'entre eux disent parler anglais chez eux contre 48 % pour le français et le niveau de maîtrise de l'anglais est très bon puisque 46 % des répondants déclarent être bilingues[réf. nécessaire].

### Manifestations culturelles et festivités

#### Mode
- New York Fashion Week

### Santé

#### Hôpitaux
La ville compte plusieurs hôpitaux prestigieux:
- Bellevue Hospital
- Centre médical de l'université Columbia
- Mount Sinai School of Medicine

### Cultes
Le christianisme (59 %), et plus particulièrement le catholicisme (33 %), était, en 2014, la religion la plus pratiquée à New York, suivi par le judaïsme (avec plus d'un demi-million de juifs dont la moitié résidant à Brooklyn). L'islam vient en troisième position avec près de 300 000 adeptes, suivi par l'hindouisme et le bouddhisme ainsi que par une variété d'autres religions.

#### Catholicisme

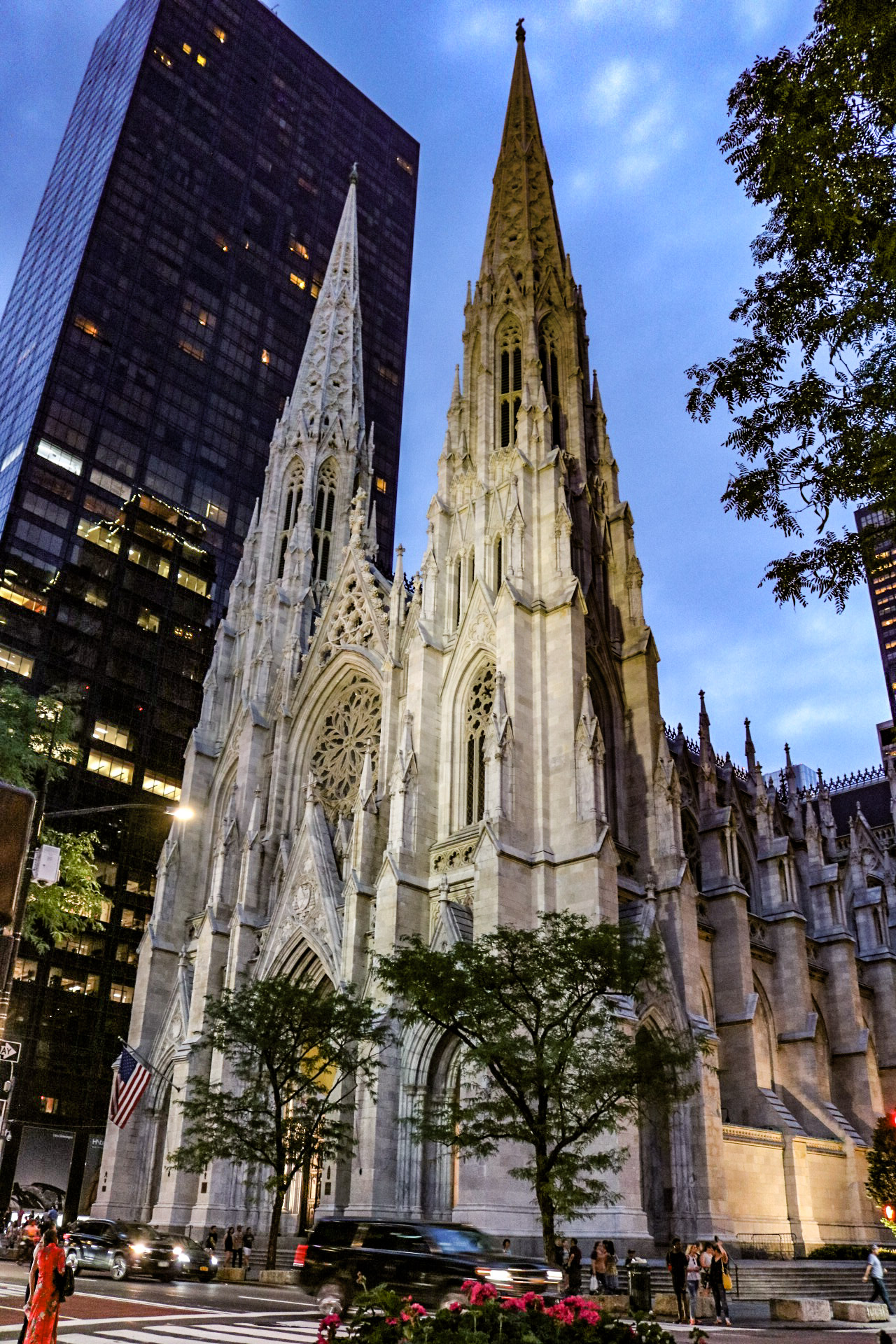
La Cathédrale Saint-Patrick de New York.

La plupart des catholiques relèvent de l'Archidiocèse de New York dont la cathédrale est Saint-Patrick. En revanche, ceux de Brooklyn et du Queens relèvent du diocèse de Brooklyn.

#### Protestantisme
- Plus de la moitié des protestants new-yorkais sont en fait des évangéliques[214].
- S'y trouve également implantés l'Église épiscopalienne, « descendante » de l'Église anglicane dont elle se sépara durant la Guerre d'indépendance, ainsi que les sièges primal et celui du diocèse local bien que le Primat officie dans la cathédrale nationale de Washington. Le Séminaire Théologique Général de l'Église Épiscopale se situe dans le quartier de Chelsea.

#### Orthodoxie
De nombreuses églises orthodoxes ont été construites à New York par les populations originaires du bloc de l'Est et ayant fui les persécutions soviétiques. Souvent de nouveaux sièges ont été créés par leurs patriarches en exil (volontaire ou forcé) :
- Église orthodoxe en Amérique
- Église orthodoxe autocéphale biélorusse

New York accueille aussi les sièges locaux et/ou épiscopaux d'Églises qui sont rattachés à un grand patriarcat :
- Église orthodoxe russe hors frontières
- Archevêché orthodoxe grec d'Amérique
- Archidiocèse orthodoxe antiochien d'Amérique du Nord
- Diocèse orthodoxe bulgare des États-Unis, du Canada et d'Australie

#### Judaïsme
Le Judaïsme est la seconde religion la plus pratiquée à New York, avec environ 1,6 million d'adhérents en 2022, ce qui fait de New York la plus grande ville juive du monde, plus importante que les villes combinées de Tel Aviv et Jérusalem. La population juive constitue 18.4 % de la population totale de la ville. Près de la moitié des Juifs new-yorkais vivent à Brooklyn,. La première présence juive à New York date de septembre 1654 lorsqu'un groupe de colons néerlandais arriva à La Nouvelle-Amsterdam, ayant dû quitter Recife après que les Portugais ont repris la ville. La première synagogue locale Shearith Israel, alors séfarade, y fut établie en 1682. En 1720, le nombre des Ashkénazes dépassa celui des Séfarades et la seconde synagogue, B'nai Jeshurun, fut fondée en 1825. Toutes deux sont situées dans le Upper West Side. En 1902, ouvre la première synagogue roumano-américaine.

#### Islam
Les trois principales mosquées de New York sont celles du Centre culturel islamique, puis Hazrati Abu Bakr Siddique et Masjid Malcolm Shabazz (en).
En septembre 2015, la mairie de la ville inaugure la mise en place d'un jour de congé dans les écoles à l'occasion des fêtes musulmanes.

## Architecture

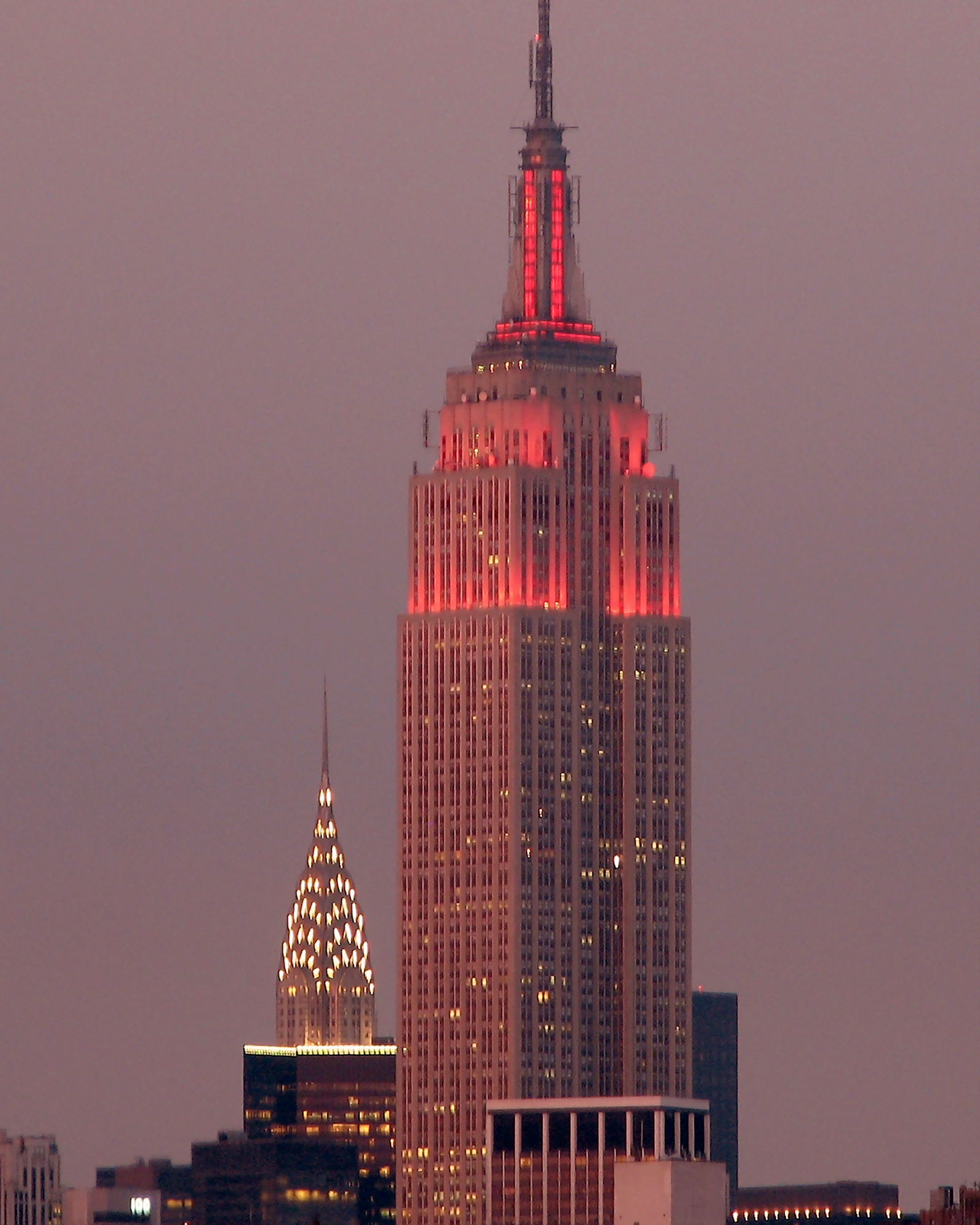
L'Empire State Building, et le Chrysler Building au second plan.

### Gratte-ciel
La ville de New York est difficilement dissociable de ses nombreux gratte-ciel, qui contribuent à rendre le panorama urbain de Manhattan reconnaissable entre tous. Ainsi, bien que le premier gratte-ciel de l'histoire de l'architecture fut construit à Chicago dans les années 1880 (Home Insurance Building), la ville de New York a toujours été mondialement populaire avec ses édifices immenses, et dont la notoriété est parfois universelle. On peut citer en premier lieu l'Empire State Building, sans doute le building le plus célèbre au monde. Ce nom vient du fait qu'Empire State est le surnom de l'État de New York. La construction de l'Empire State Building a débuté en 1930, pour s'achever en 1931. Le style Art déco de cet immeuble lui donne un aspect sobre et robuste, et ses 381 mètres ont fait de lui le plus haut immeuble du monde pendant plusieurs décennies.
Le gratte-ciel préféré des New-Yorkais est le Chrysler Building, contemporain de l'Empire State Building, dont la construction fut achevée en 1930 et qui fut inscrit au registre de protection de la Commission de conservation des monuments de la ville de New York en 1978. Construit à la gloire de Walter Chrysler sous la direction de William Van Alen, le Chrysler Building, avec ses 320 mètres a été l'espace de quelques mois le plus haut immeuble du monde, avant d'être détrôné par l'Empire State Building. Le Chrysler Building demeure cependant le second immeuble le plus haut de la ville de New York, jusqu'à la construction du One World Trade Center sur le site du World Trade Center.
La ville présente également de nombreux autres buildings dont il serait difficile de dresser une liste exhaustive, cependant, on peut citer le Flatiron Building, considéré comme l'un des premiers gratte-ciel, le Comcast Building, gratte-ciel le plus élevé du Rockefeller Center avec 259 mètres, la Trump World Tower, la tour d'habitation la plus haute du monde avec 262 mètres, le MetLife Building, et ses 246 mètres, le Woolworth Building, situé dans le quartier financier et qui culmine à 241 mètres, ou encore le Solow Building, tout proche de Central Park, avec 210 mètres.
New York compte un total de 6 400 gratte-ciel, dont 550 structures achevées d'au moins 100 mètres de haut - deuxième au monde après Hong Kong - 50 buildings d'au moins 200 mètres, et six buildings de hauteur supérieure ou égale à 300 mètres.
Par comparaison, il y a en Europe vingt gratte-ciel de hauteur supérieure ou égale à 200 mètres, et un seul dépassant les 300 mètres.

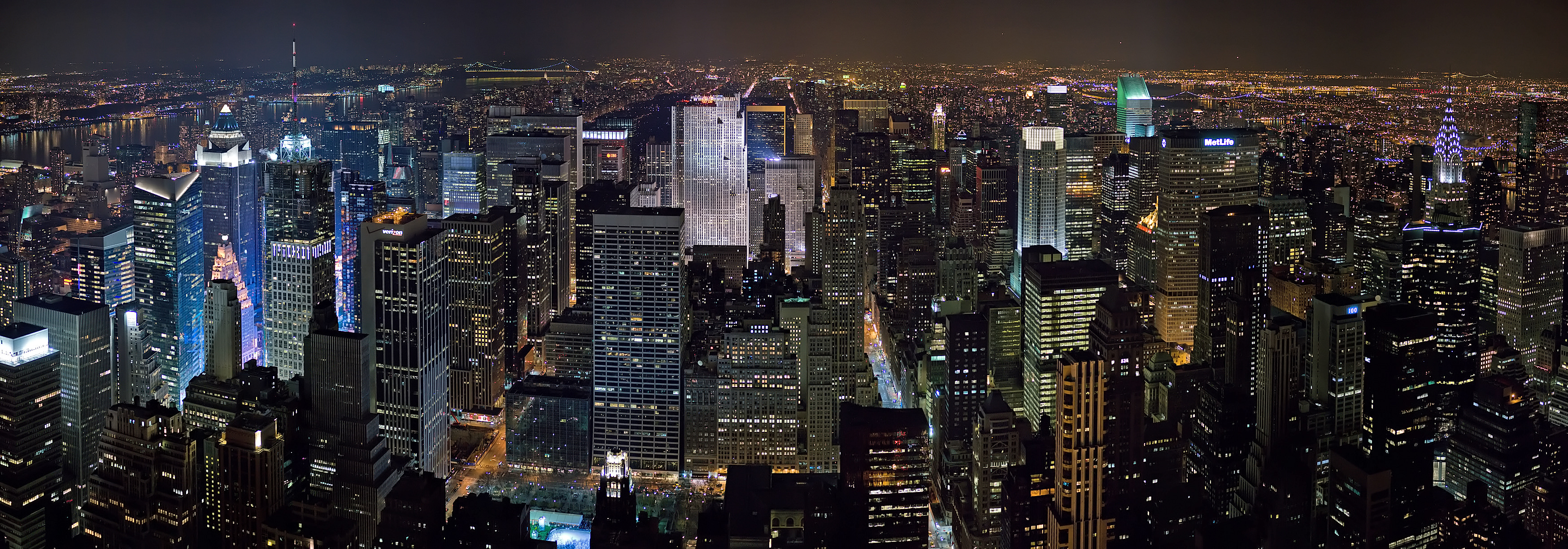
Panorama du quartier de Midtown depuis la façade nord de l'Empire State Building, dans l'arrondissement de Manhattan.

### Architecture résidentielle

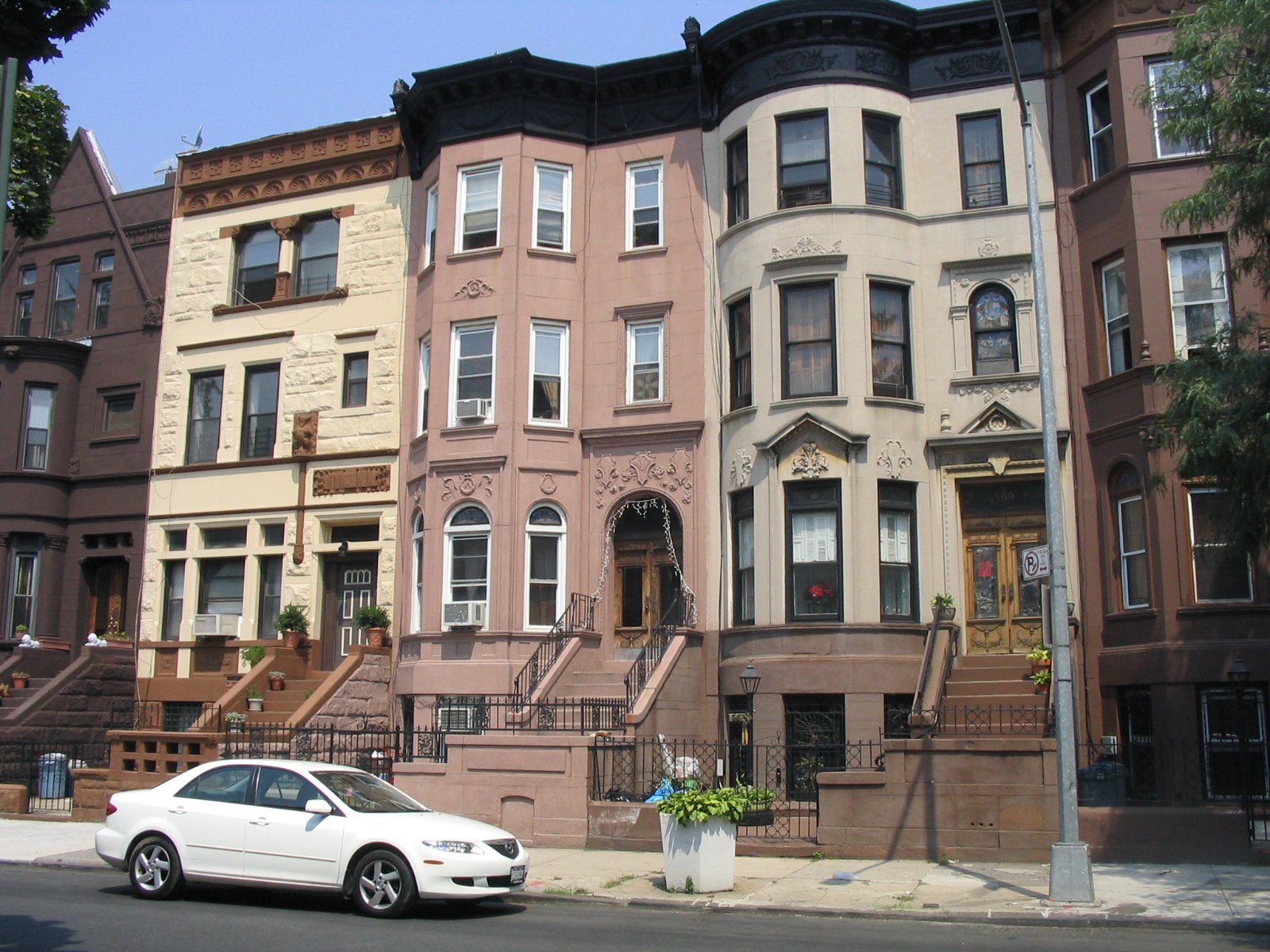
Les brownstones sont des habitations typiques de l'arrondissement de Brooklyn.

La ville a connu une croissance rapide de sa démographie entre 1870 et 1930, ce qui inclut un développement significatif des quartiers résidentiels, peuplé par des brownstones nouvellement construits, des maisons en rangée et des immeubles d'habitation construits en hauteur, qui expriment un caractère très différent de celui des gratte-ciel. En 1870, la pierre et la brique étaient devenues des matériaux de construction de choix, comme la construction de maisons à ossature de bois a été fortement limitée dans le sillage du Grand Incendie de New York de 1835.
Contrairement à Paris, qui pendant des siècles a été construite à partir de son propre socle calcaire, New York a toujours tiré sa pierre de construction d'un réseau de carrières, parfois très éloignées, ce qui est évident dans la variété des textures et des teintes de pierre vu dans les bâtiments de la ville. Pendant la construction des premières lignes ferroviaires, des pierres ont été flottées sur le fleuve Hudson ou le long de la côte atlantique à partir de puits en Nouvelle-Angleterre.

## Administration municipale

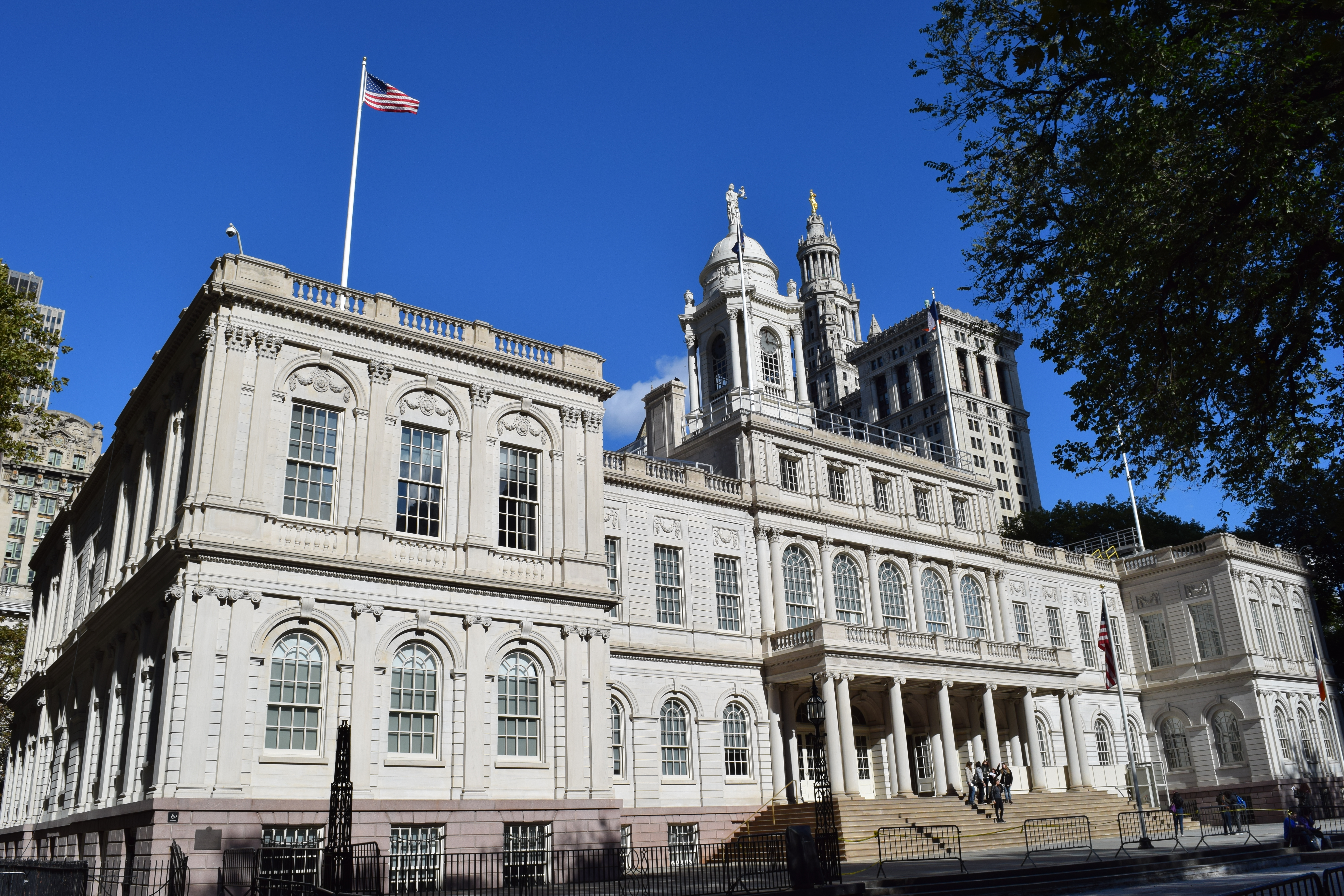
L'hôtel de ville de New York, siège du gouvernement de la ville.

| Année | Année | Démocrates | Démocrates | Républicains | Républicains |
| ----- | ----- | ---------- | ---------- | ------------ | ------------ |
|       | 1952  | 54,44 %    | 1 854 930  | 43,89 %      | 1 495 493    |
|       | 1956  | 51,10 %    | 1 617 701  | 48,90 %      | 1 548 132    |
|       | 1960  | 62,62 %    | 1 936 323  | 37,04 %      | 1 145 205    |
|       | 1964  | 73,02 %    | 2 183 646  | 26,81 %      | 801 877      |
|       | 1968  | 60,56 %    | 1 582 681  | 33,94 %      | 886 959      |
|       | 1972  | 51,46 %    | 1 342 996  | 48,27 %      | 1 259 873    |
|       | 1976  | 66,37 %    | 1 423 380  | 32,95 %      | 706 663      |
|       | 1980  | 54,88 %    | 1 052 178  | 37,51 %      | 719 278      |
|       | 1984  | 60,96 %    | 1 343 875  | 38,66 %      | 852 317      |
|       | 1988  | 66,17 %    | 1 340 795  | 32,84 %      | 665 407      |
|       | 1992  | 68,72 %    | 1 458 784  | 24,00 %      | 509 423      |
|       | 1996  | 77,10 %    | 1 512 248  | 17,31 %      | 339 537      |
|       | 2000  | 77,90 %    | 1 703 364  | 18,23 %      | 398 726      |
|       | 2004  | 74,99 %    | 1 828 015  | 24,10 %      | 587 534      |
|       | 2008  | 79,29 %    | 2 074 159  | 20,06 %      | 524 787      |
|       | 2012  | 81,19 %    | 1 995 241  | 17,78 %      | 436 889      |
|       | 2016  | 79,95 %    | 2 191 869  | 17,04 %      | 467 254      |

Bien que dépendant de l'État de New York, la cité de New York bénéficie d'une large autonomie législative et exécutive et d'une administration plus centralisée que la plupart des autres villes américaines. Ce statut est défini par une charte, amendée et promulguée par l'Assemblée législative de l'État de New York, et parfois par référendum.
La municipalité est responsable de l'éducation, des bibliothèques, de la sûreté, de l'hygiène, de l'approvisionnement en eau, des services d'assistance sociale, des établissements pénitentiaires et des équipements de loisirs. L'autorité de la police de la ville de New York (NYPD) à arrêter des individus est valable dans tout l'État de New York.
Les New-Yorkais sont majoritairement démocrates et libéraux : lors de l'élection présidentielle de 2004, le candidat démocrate John Kerry a ainsi obtenu plus de 74 % des voix dans la ville, alors qu'il perdit l'élection au niveau national. 66 % des votants enregistrés sont démocrates. En 2012, Barack Obama obtient plus de 81 % des voix.
Cinq des comtés de l'État de New York coïncident avec les cinq arrondissements (boroughs) de la ville de New York : comté de New York (Manhattan), comté de Kings (Brooklyn), comté de Bronx (Bronx), comté de Richmond (Staten Island), et le comté de Queens (Queens). Mais ces derniers ne fonctionnent pas comme des comtés à proprement parler ; depuis la consolidation de la ville de New York dans ses limites actuelles en 1898 (fusion des cinq boroughs pour donner la municipalité), les gouvernements de comté ont été supprimés et n'ont plus aucun pouvoir ou statut. Depuis, ils dépendent directement de l'autorité municipale et servent essentiellement de base pour les données statistiques et démographiques du bureau du recensement des États-Unis.
L'administration new-yorkaise est divisée en trois branches : exécutif, législatif et judiciaire.

### Exécutif

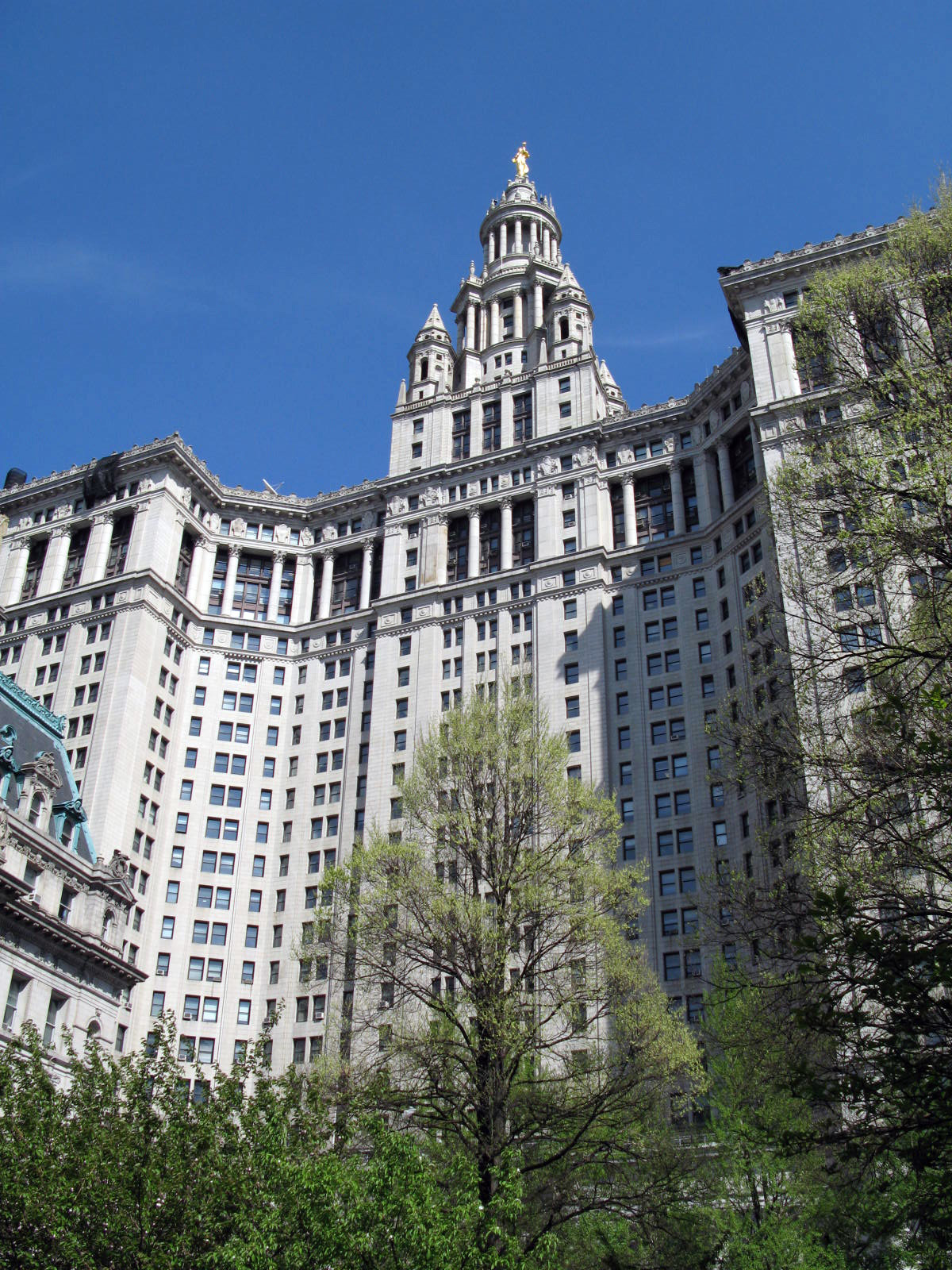
Le Manhattan Municipal Building abrite de nombreuses agences municipales.

Le maire incarne le pouvoir exécutif du gouvernement de la ville de New York. Le bureau du maire administre tous les services de la ville (Departments) : la propriété publique, l'assainissement, l'entretien de la voirie, la police et le service du feu, l'entretien des parcs, la protection de l'environnement, ainsi que la plupart des organismes publics, et applique toutes les ordonnances et les lois de l'État de New York dans la ville. Le bureau du maire est situé à l'hôtel de ville de New York (New York City Hall) et exerce ses compétences sur l'ensemble des cinq arrondissements de la ville de New York.
Il est élu au suffrage direct par tous les habitants de la ville pour un mandat de quatre ans. Le mode de scrutin se déroule, à l'instar de celui de l'élection présidentielle en deux phases : durant la première, les deux principaux partis, le parti démocrate et le républicain désignent leur candidat, qui sont ensuite soumis au suffrage universel des habitants de la ville. Depuis 2022, le maire est le démocrate Eric Adams.
Le maire dirige cinq sections administratives de la ville et d'autres institutions.
Ces cinq sections (en réalité gérées par des adjoints au maire : Deputy mayors) sont :
- Operations (Direction des opérations) ;
- Economic Development and Rebuilding (Développement économique et reconstruction) ;
- Policy (Politique générale) ;
- Administration ;
- Legal Affairs (affaires légales).

Il dispose également de pouvoirs exceptionnels en cas d'urgence (menace climatique, catastrophe naturelle, émeutes, troubles civils, invasion).
Chacun des cinq arrondissements (boroughs) de la ville de New York est dirigé par un Borough president. Il s'agit d'un poste représentatif au pouvoir très limité, qui consiste essentiellement à conseiller le maire à propos des problèmes relatifs à un arrondissement en particulier, et à propos du budget.

### Législatif
Les lois et règlements locaux de New York sont décidés par un conseil municipal (City Council), composé de 51 membres, chacun représentant un secteur de la ville d'environ 157 000 habitants. Ils sont élus tous les quatre ans par les habitants des cinq arrondissements, et le chef de la majorité porte le titre de speaker. En 2007, le Speaker est la démocrate Christine Quinn. Ce conseil municipal est divisé en comités spécialisés par domaines d'intervention. Lorsqu'une proposition est votée à la majorité simple (50 %), elle est transmise au maire qui peut la promulguer en tant que loi locale. Si ce dernier met son veto, le conseil municipal a 30 jours pour passer outre, par un deuxième vote à la majorité des deux tiers. En 2007, le conseil est dominé à une écrasante majorité par les démocrates, qui détiennent 47 sièges, contre trois aux républicains (un dans Queens et deux à Staten Island) et un au parti de gauche Working Families Party.

### Judiciaire
À la différence du reste de l'État, les cinq comtés de la ville de New York ne disposent pas tous de tribunaux. Il existe en effet un unique tribunal civil (possédant cependant des annexes dans les différents arrondissements). Un tribunal pénal, pour chaque arrondissement, traite les délits mineurs et les violences domestiques, conjointement avec le tribunal des affaires familiales.
Les affaires criminelles sont renvoyées devant la Cour suprême de New York (New York Supreme Court) qui est le tribunal de première instance et d'appel de l'État de New York, qui s'occupe également des affaires civiles les plus importantes. Ainsi, à la différence des autres cours suprêmes d'États ou de la Cour suprême fédérale, cette Cour suprême n'est pas l'instance la plus haute du système judiciaire new-yorkais, contrairement à ce que son nom indique. Les appels sont traités par une division spécialisée de la Cour suprême, et le tribunal qui décide en dernier ressort est la Cour d’appel de New York (en) (New York Court of Appeals).

## Économie

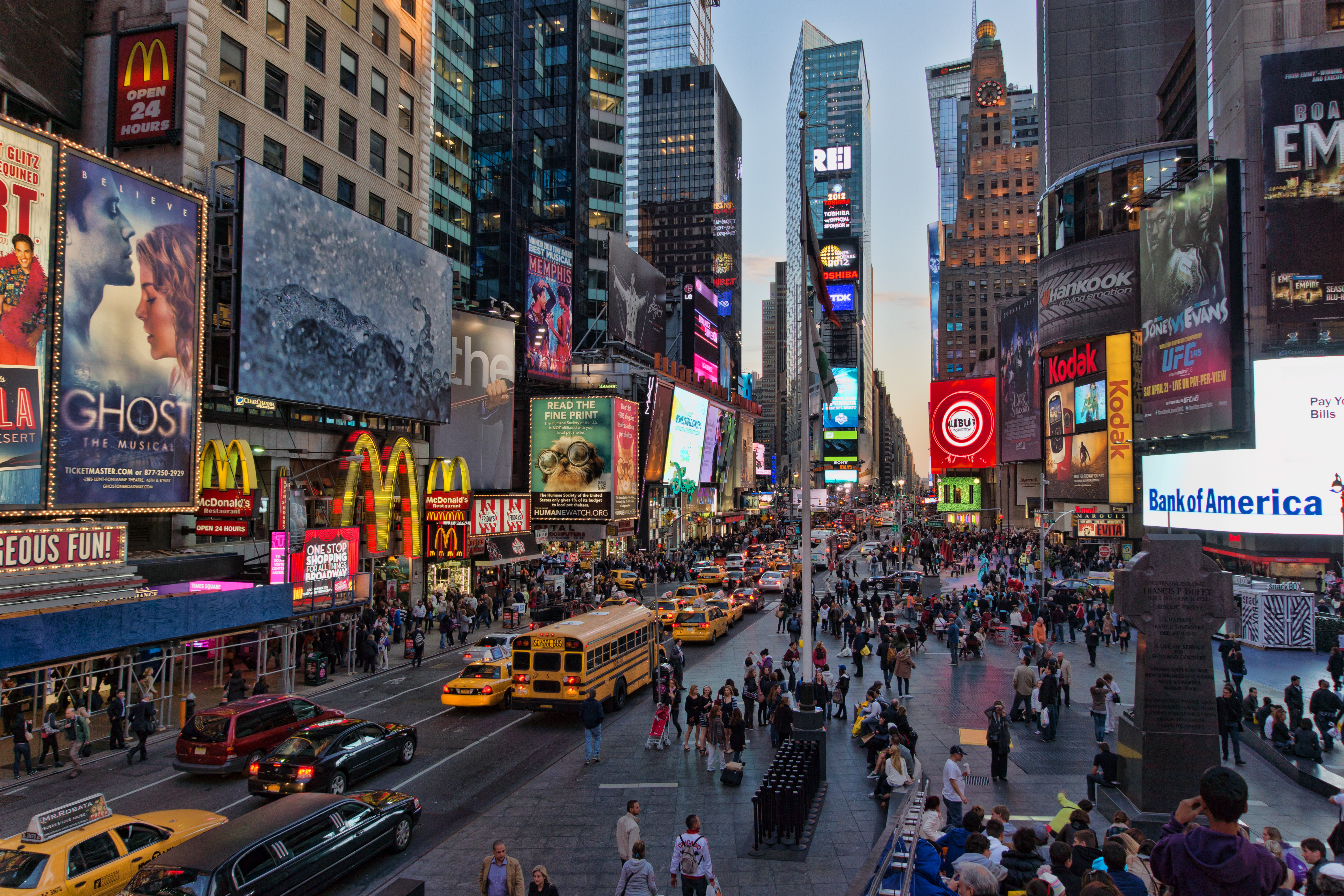
Le quartier de Times Square est toujours en effervescence.

En décembre 1975, la ville de New York est en faillite. Deux jours avant qu'elle ne se retrouve en cessation de paiement, le président d'alors, Gerald Ford, autorise le trésor américain à prêter à la cité 2,3 milliards de dollars par an jusqu'en 1978.
Aujourd'hui, le poids économique de New York est considérable : en 2014, la ville a créé une richesse estimée à 1 403 milliards de dollars, c'est-à-dire que son produit brut est supérieur à celui d'un pays comme la Belgique. Seuls 17 pays ont un PIB supérieur à celui de la seule ville de New York.

### Cadrage historique
L'expansion économique de New York a été rendue possible par sa situation géographique exceptionnelle : établies sur un port naturel au débouché de l'Hudson, les activités portuaires ont induit le développement industriel de la métropole. L'industrie textile se développa tout au long du XIXe siècle avec l'arrivée des migrants d'Europe centrale et orientale. Vers 1900, l'agglomération new-yorkaise est la plus peuplée des États-Unis, mais aussi le plus grand centre industriel et financier du pays. La prééminence économique de New York, quoique moins absolue aujourd'hui, est encore largement vraie dans différents secteurs stratégiques. À partir des années 1960 et 1970, le secteur secondaire connaît une crise dans l'agglomération new-yorkaise comme dans les autres grandes villes du nord-est des États-Unis. Les services et la finance, en revanche, connaissent un nouvel essor à partir de la fin des années 1970. New York reste le principal centre de commandement de l'économie américaine.

### Secteur secondaire puissant

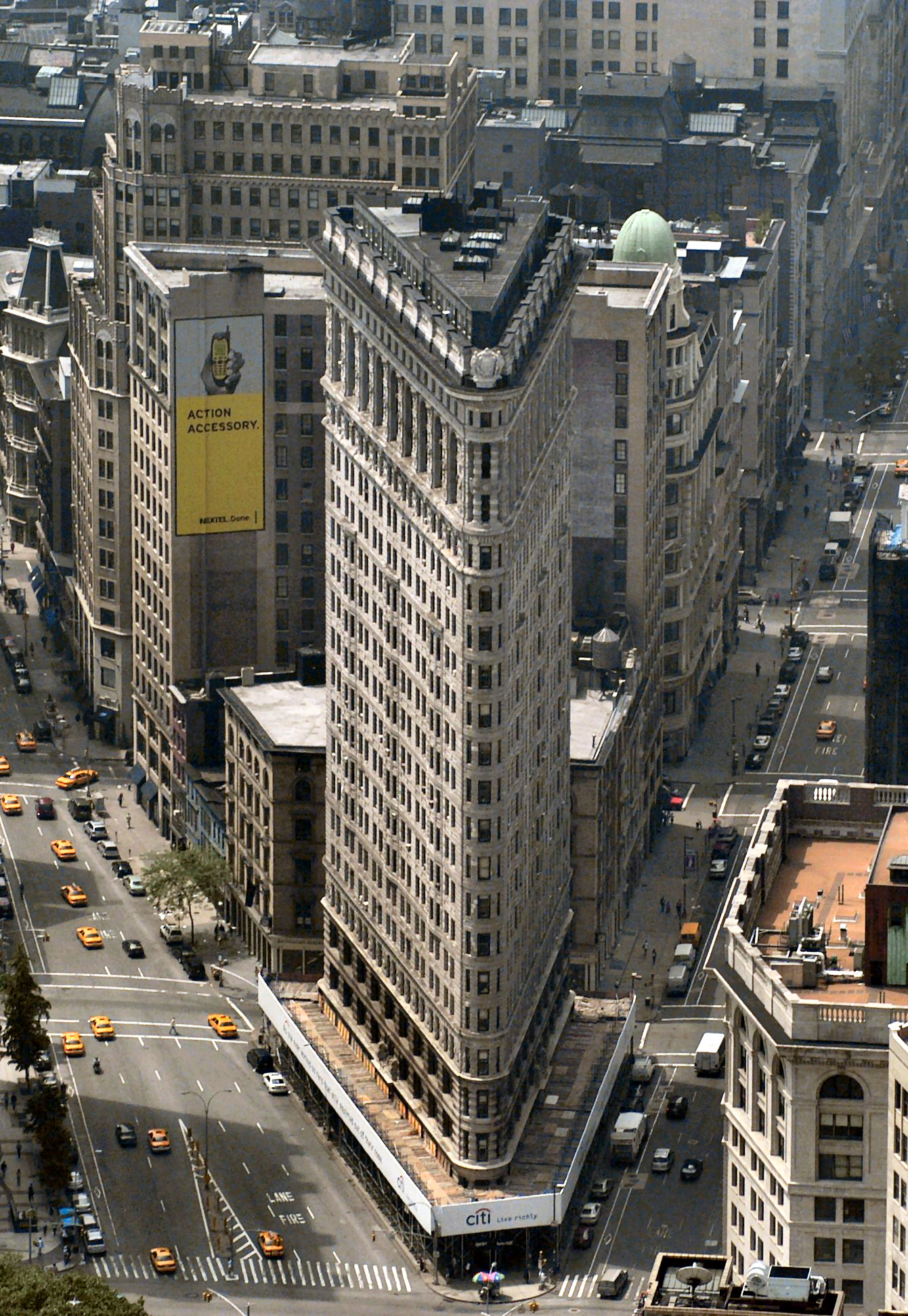
Le Flatiron Building.

La crise des années 1960-1970 a engendré des friches industrielles dans les arrondissements du Bronx et de Queens. Pendant cette période, les usines ferment à cause de la concurrence internationale, déménagent ou se délocalisent à l'étranger. Ainsi, le chantier naval de Navy Yard ferme ses portes en 1966. Entre 1953 et 1992, New York perd quelque 700 000 emplois industriels. Au milieu des années 1970, la désindustrialisation et le déclin démographique poussent la ville au bord de la faillite.
Depuis les années 1990, plusieurs opérations de réhabilitation ont été menées dans plusieurs quartiers de la Grosse Pomme. À Brooklyn, plusieurs des zones portuaires industrielles sont reconverties en lofts et en ateliers d'artistes.
Le secteur industriel new-yorkais est très diversifié, allant des industries traditionnelles aux industries du luxe (quartier des diamantaires) en passant par la haute technologie. Il est bien implanté dans Queens, mais aussi de l'autre côté de l'Hudson, dans l'État du New Jersey. Les principales activités industrielles de la ville sont l'imprimerie et l'édition, l'industrie agro-alimentaire, la chimie et la pétrochimie, l'électricité, la mécanique, l'électronique, et la confection textile (Adore Me par exemple), notamment dans le Garment Center (Manhattan). À la suite des multiples mutations économiques et technologiques, l'industrie new-yorkaise s'est transformée. Elle repose sur un réseau dense de PME.

### Pôle tertiaire à rayonnement mondial

#### Finance et direction d'entreprise

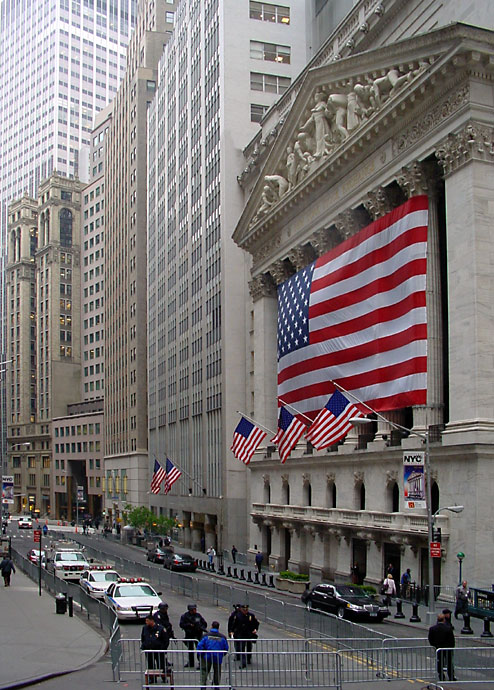
Wall Street et la bourse de New York, dans le quartier de Financial District.

L'économie de New York est aujourd'hui essentiellement tournée sur l'activité tertiaire, avec une forte surreprésentation de ce que l'on appelle parfois le « tertiaire supérieur », c'est-à-dire les activités à forte valeur ajoutée faisant appel à des travailleurs très qualifiés. Les activités financières y tiennent une place centrale.
De nombreuses entreprises multinationales sont implantées à New York. Fin 2007, vingt des cinq cents plus grosses entreprises mondiales par le chiffre d'affaires avaient leur siège à New York. C'est moins qu'à Tokyo et qu'à Paris, mais trois fois plus qu'à Houston, deuxième ville des États-Unis dans ce domaine. Parmi ces vingt, on peut citer, outre de nombreuses institutions financières, le groupe de télécommunications Verizon, l'entreprise pharmaceutique Pfizer ou le conglomérat de media WarnerMedia. D'autres entreprises de première importance, General Electric et IBM, ont leur siège dans la banlieue de la ville. D'autre part, la plupart des grandes entreprises de professional services, telles que le cabinet d'audit PricewaterhouseCoopers ou le cabinet d'avocats Skadden, ont d'importants bureaux dans la ville.
New York est avec Londres, l'un des grands centres mondiaux de la finance . On y trouve deux des principales bourses du monde, le New York Stock Exchange (NYSE) et le NASDAQ, la première dépassant de loin toutes les autres par la capitalisation boursière des sociétés cotées. Une autre institution, le New York Mercantile Exchange (NYMEX), est spécialisée dans les matières premières. Parallèlement, de nombreux groupes financiers ont leur siège à New York. On peut citer les banques Citigroup, JPMorgan Chase et Goldman Sachs, ainsi que les assureurs AIG et MetLife. Au total, le secteur financier emploie 328 000 personnes à New York. Le Financial District (quartier financier), situé au sud de Manhattan, est emblématique de ce secteur.

#### Activités politiques et diplomatiques
Si les activités politiques et diplomatiques occupent à New York une place moins importante que les activités économiques ou financières, leur rôle n'en est pas négligeable pour autant. Sur le plan diplomatique, la ville doit son rang à l'Organisation des Nations unies dont le siège se trouve à Manhattan depuis 1952. D'autre part, de très nombreux pays, dont la France, y possèdent une représentation consulaire.

#### Tourisme
New York bénéficie également d'importantes ressources liées au tourisme : la Grosse Pomme a attiré en 2018, 65,1 millions de touristes dont 51,5 millions de visiteurs nationaux (soit 79 % des touristes). Les touristes internationaux étaient donc 13,6 millions en 2018 à New York. Les premiers visiteurs, en nombre, étaient les Britanniques (1,2 million de touristes par an), suivi des Chinois (1,1 million de visiteurs par an), suivi des Canadiens (1 million de visiteurs par an) et des Brésiliens (906 000). Les Français ont été 814 000 en 2018, un record. Les touristes français privilégient les grandes villes américaines : ainsi, sur les 20 premières destinations touristiques des Français, cinq sont américaines, la première étant New York.
La ville de New York s'intéresse aux expériences menées dans différents pays du tourisme durable: depuis le 5 septembre 2023, elle interdit la location de logement pour des durées de moins de 30 jours, à l'exception de locations partagées avec la personne qui vit dans le bien, et limitées à deux voyageurs. La ville veut inciter les voyageurs à prolonger la durée moyenne de leur séjour et à découvrir des quartiers méconnus, comme Brooklyn et le Bronx, et pas seulement "les quartiers traditionnels que les touristes connaissent comme Time Square ou celui de la statue de la Liberté, mais aussi encourager le slow tourisme.
La France se situait en 2022 en 3e position pour les pays d'où viennent les visiteurs de New York, derrière le Canada et la Grande-Bretagne, mais sur 8 millions de voyageurs internationaux, on ne comptait qu'environ 515 000 français.

#### Médias

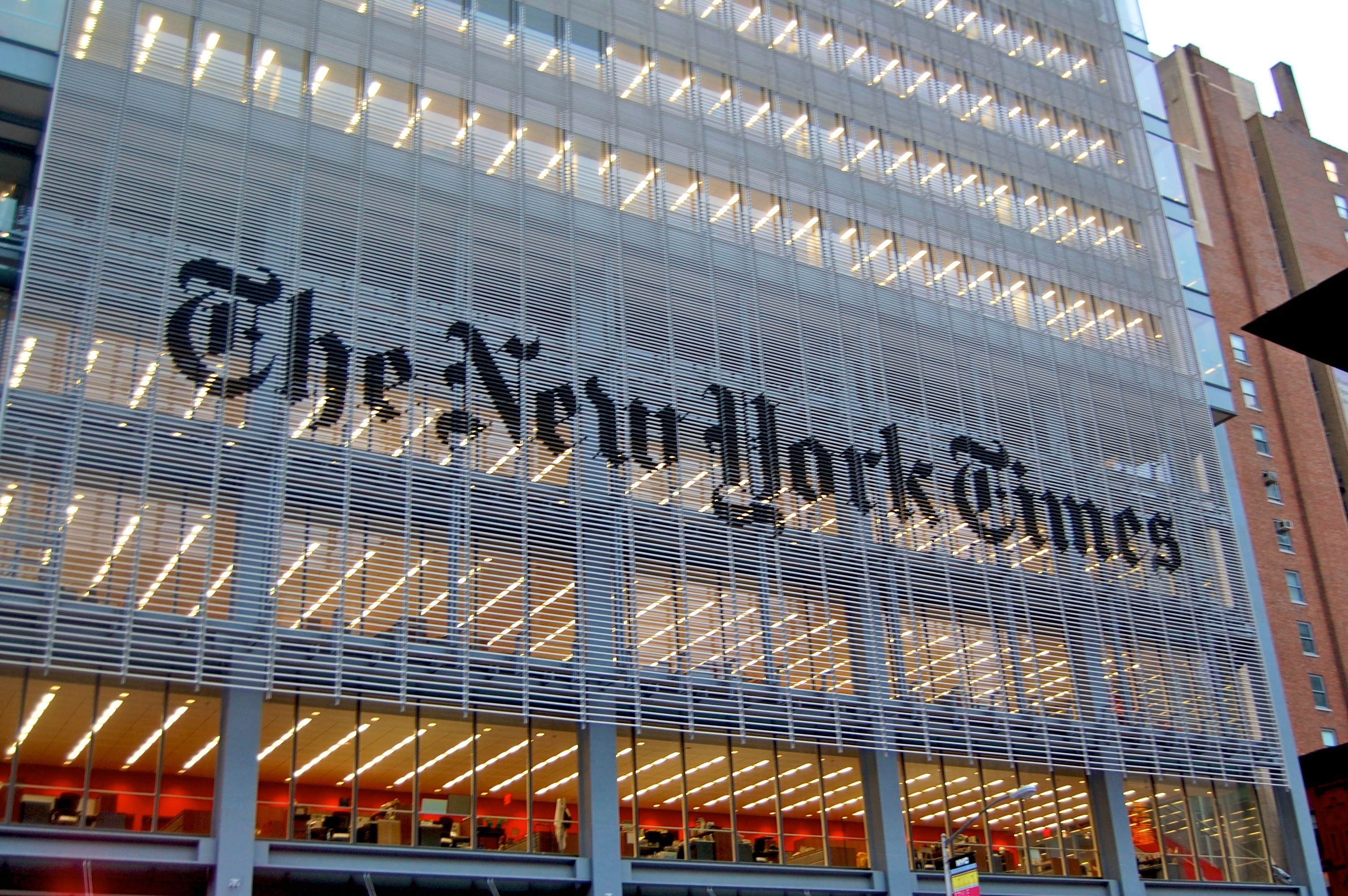
Le siège du New York Times, dans le quartier de Midtown.

New York a aussi été le berceau du cinéma américain (studios Paramount dans Queens), avant que la production ne soit déplacée à Hollywood. New York occupe la seconde place au niveau américain en ce qui concerne la télévision et le cinéma. Ce secteur est actuellement[C'est-à-dire ?] en pleine croissance. La ville a parfois été décrite comme la capitale mondiale des médias et du divertissement,,.
Plus de 200 journaux et 350 magazines ont leur siège dans la ville et emploient près de 25 000 personnes. New York héberge les sièges et les rédactions centrales de médias très influents internationalement, notamment les agences de presse Associated Press, Bloomberg LP et Dow Jones Newswires, les quotidiens The New York Times et Wall Street Journal et les chaînes de télévision NBC, ABC et CBS. Autour de tous ces grands noms de la presse mondiale, la ville de New York abrite également le siège de nombreuses autres publications, quotidiennes, hebdomadaires voire bimestrielles, publiées dans différents formats, comme les tabloïds. Le quotidien gratuit Metro est également publié chaque jour à New York. C'est donc une presse diverse, variée, mais aussi polyglotte puisqu'il existe des éditions locales pour les communautés majoritaires. La presse new-yorkaise se caractérise également par sa volonté de ne pas vendre uniquement ses propres journaux, certains kiosques de Manhattan étant spécialisés dans la presse internationale.
- AM New York (quotidien gratuit)
- Metro (quotidien)
- The New York Sun (quotidien)
- New York Daily News (quotidien)
- New York Times (quotidien)
- New York Post (quotidien)
- Foreign Affairs (bimestriel)
- New York Press (hebdomadaire)
- Newsday (quotidien)
- Newsweek (hebdomadaire)
- Staten Island Advance (quotidien)
- Time Out NY (hebdomadaire)
- Village Voice (hebdomadaire gratuit)
- First Things (mensuel), revue new-yorkaise chrétienne
- The New Yorker (40 parutions par an)
- Harper's Magazine (mensuel)
- BIGNews (mensuel)
- Street News (toutes les six semaines)

De plus, deux des trois Majors de l'industrie musicale ont leur siège à New York: Sony Music Entertainment et Warner Music Group. Universal Music Group a des bureaux à New York.

#### Port de New York

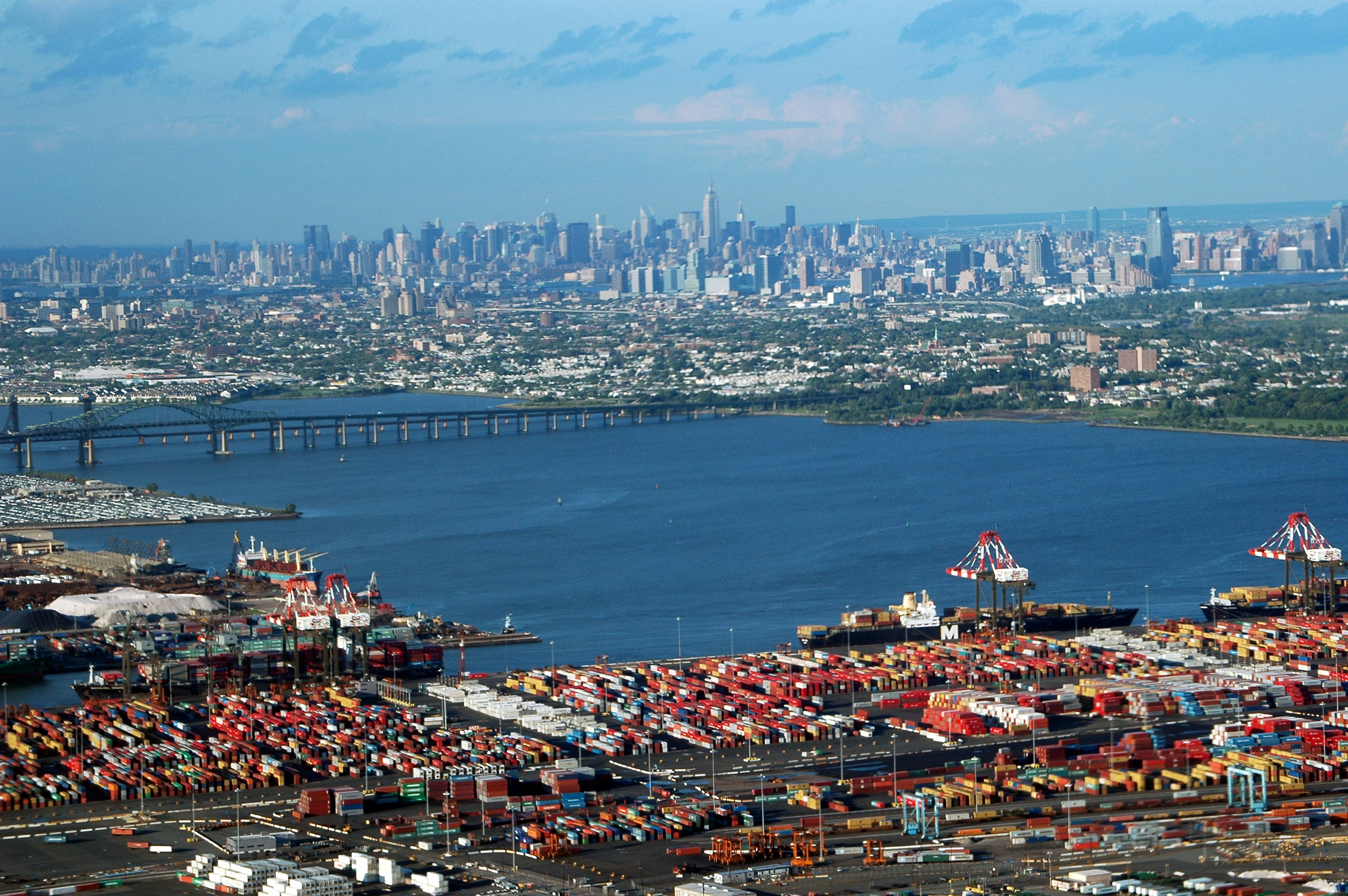
Port de Newark (New Jersey).

À l'origine du développement économique de la ville, le port de New York a dès le début bénéficié d'un site naturel le protégeant des tempêtes. Après 1819, l'ouverture du canal Érié lui confère un avantage décisif par rapport à Boston et Philadelphie. Dans la deuxième moitié du XIXe siècle se développe le transport de voyageurs par paquebots : entre juin 1927 et juin 1928, environ un million de personnes passent ainsi par New York. Le port de New York est devenu vers 1910 le plus important du monde.
Le port connut un déclin relatif après la Seconde Guerre mondiale en raison de l'essor de la façade pacifique pour le commerce et de la concurrence du transport aérien pour les voyageurs. Au début des années 1960, il perd son rang de première place portuaire du monde au profit de Rotterdam, important centre pétrolier en Europe.
Historiquement, les installations portuaires se situaient au sud de Manhattan, à South Street Seaport. Il ne reste aujourd'hui qu'une activité résiduelle à Brooklyn (quartier de Red Hook) et au Howland Hook Marine Terminal de Staten Island. Depuis les années 1950, le transit marchandises (notamment des conteneurs) s'est déplacé vers le port Newark-Elizabeth Marine Terminal à Newark dans le New Jersey, au nord de Staten Island (15e rang mondial).

## Voies de communication et transports

### Transports en commun

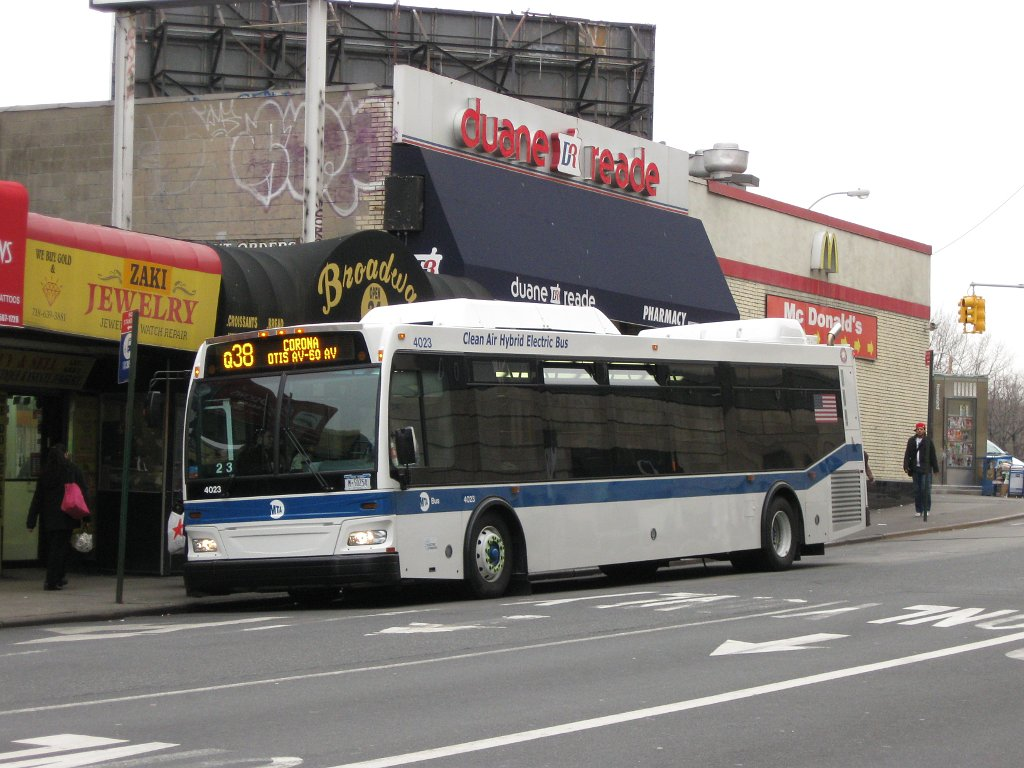
Un bus de la MTA.

Contrairement aux habitants d'autres villes américaines, les New-Yorkais utilisent largement les transports en commun : un New-yorkais sur quatre les utilise pour se rendre au travail. Le prix des parkings, très élevé, les péages aux ponts, aux tunnels et les bouchons découragent l'usage de la voiture. Le métro de New York, efficace et rapide, utilise un réseau de 400 kilomètres de voies. Les bus, taxis, ainsi que les ferries (surtout en direction du New Jersey et de Staten Island) sont également largement utilisés.
Les personnes habitant en banlieue (Long Island, New Jersey, Connecticut) ou en lointaine banlieue (Pennsylvanie ou plus au nord dans l'État de New York) utilisent généralement leur véhicule personnel pour rejoindre le réseau urbain. Au printemps 2007, le maire de New York, Michael Bloomberg a promis une réduction de 30 % des émissions de gaz carbonique d'ici à 2030 dans sa ville. Il a décidé de mettre en œuvre une politique de rénovation énergétique des gratte-ciel, de plantation d'un million d'arbres et d'instauration d'un péage pour les véhicules pénétrant dans Manhattan.

#### Métro

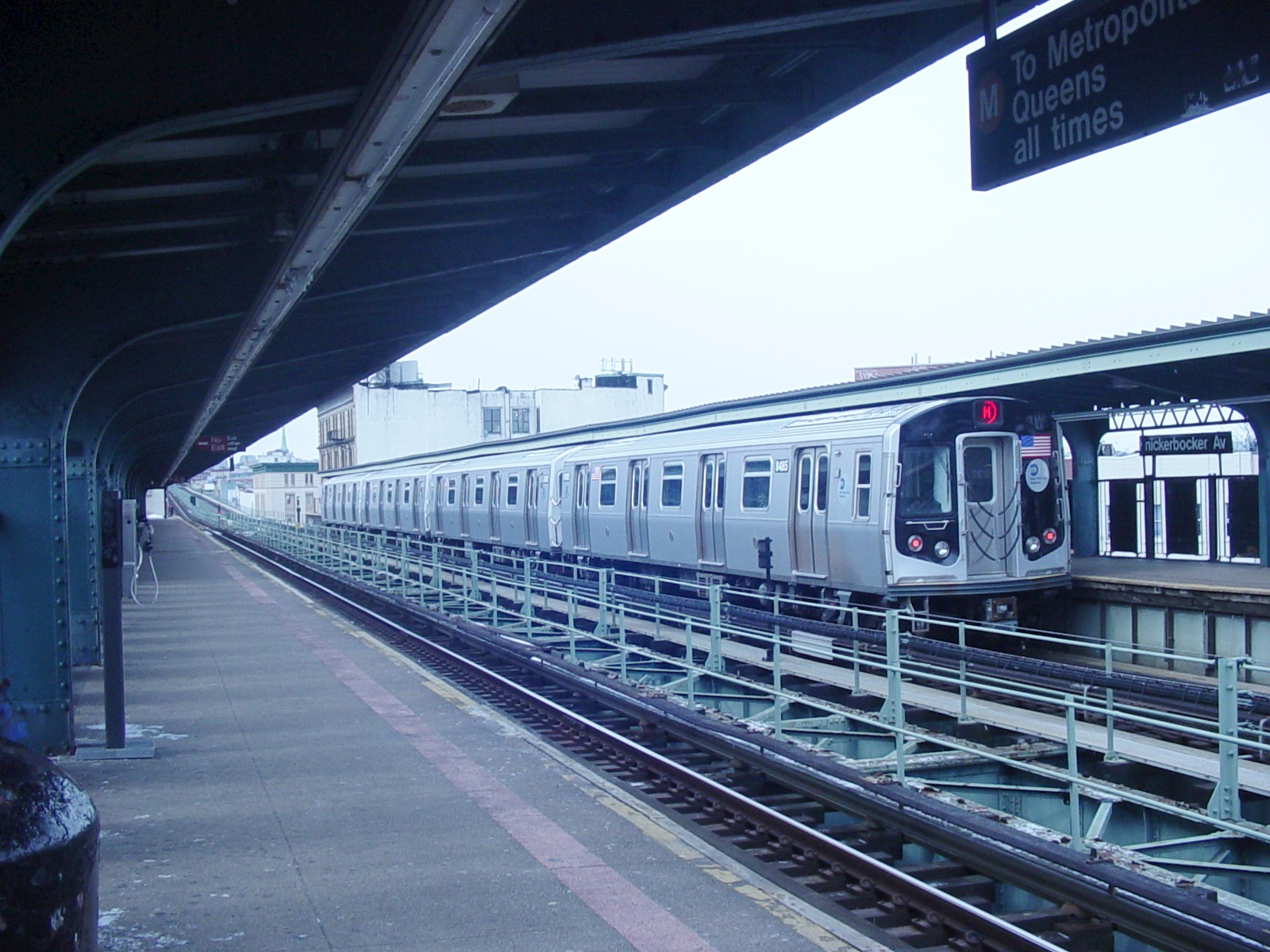
Une rame du métro de New York dans une station de Brooklyn.

Figurant parmi les réseaux de transport en commun les plus importants à l'échelle internationale, il compte 422 stations pour 468 points d'arrêt, ce qui le place au premier rang mondial quant au nombre de stations desservies. Le réseau comporte 337 km de lignes comptant pour la plupart quatre voies (deux voies pour les trains express et deux voies pour les omnibus). Il constitue en outre l'un des cinq réseaux de transport en commun fonctionnant 24 heures sur 24, 7 jours sur 7 aux États-Unis, aux côtés du Staten Island Railway et du PATH, également situés à New York, des trains du PATCO et du métro de Chicago.
Le métro constitue le moyen de transport en commun le plus fréquenté de la mégalopole new-yorkaise. Avec 5,4 millions d'usagers par jour en 2012, il a ainsi représenté près de 63 % du trafic total de passagers qui ont transité sur le réseau de la MTA sur l'année, loin devant les réseaux de bus, le Staten Island Railway, le Long Island Railroad et le Metro-North Railroad qui sont également gérés par la MTA. Sur la base de ces mêmes chiffres, le réseau de métro de New York se classe au septième rang mondial et au premier rang national.
Bien que le métro de New York porte le nom de subway, ce qui traduit en anglais l'idée de souterrain, 40 % des lignes suivent un tracé aérien qui s'appuie sur des structures en acier ou parfois en fonte, des viaducs en béton, des remblais aménagés, des ponts ferroviaires et, occasionnellement, des voies en surface. Les lignes sont presque exclusivement souterraines à Manhattan, alors qu'elles sont en majorité aériennes dans le reste de la ville. Toutes ces lignes, quelle que soit la base de leur tracé, sont situées à des niveaux différents de ceux des infrastructures routières et des aires piétonnes, et la plupart des croisements entre deux lignes de métro ou entre une ligne de métro et une ligne de train de banlieue sont sécurisés par la présence d'échangeurs ferroviaires de type saut-de-mouton,.

### Taxis

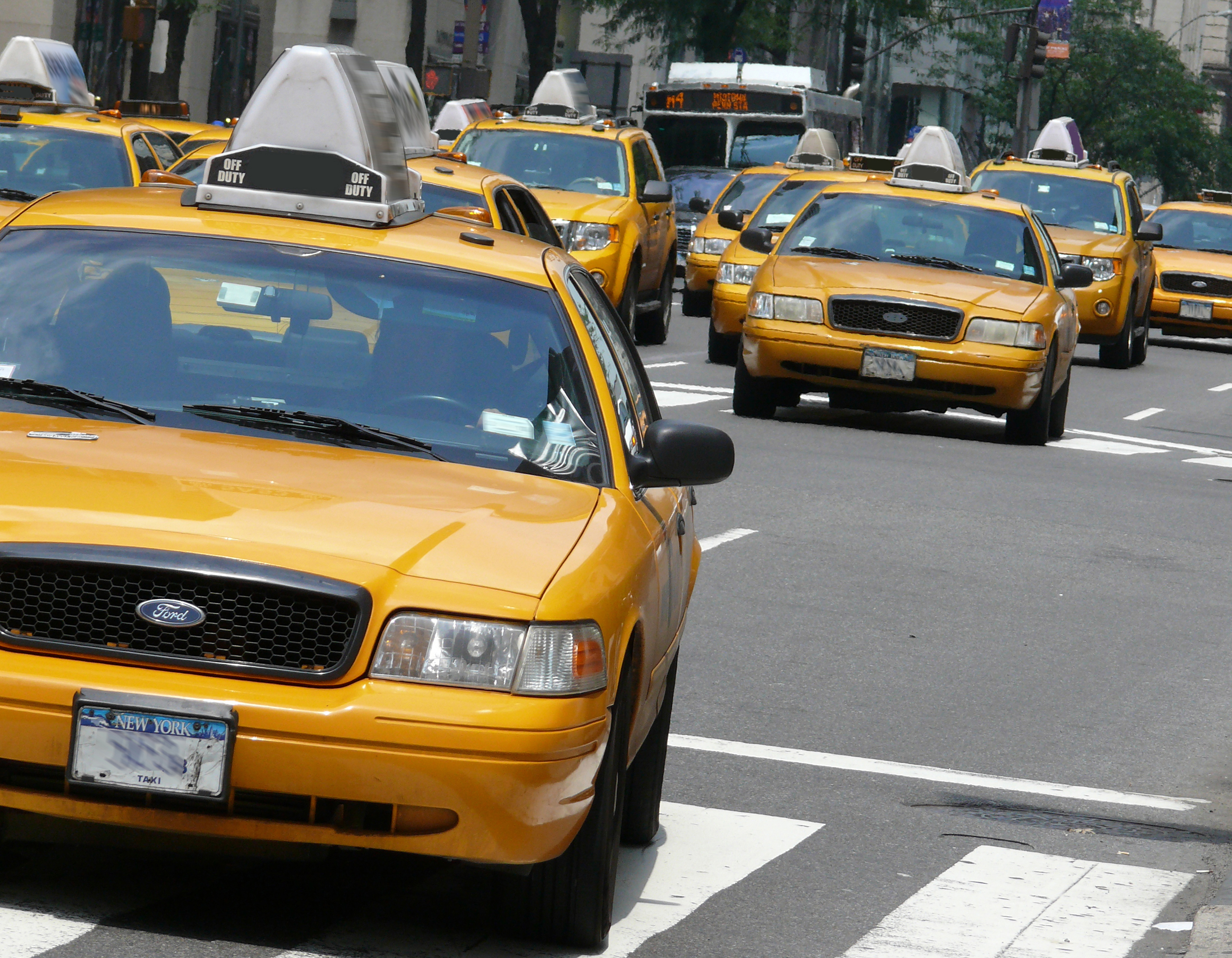
Les célèbres taxis jaunes de New York.

Il est très difficile d'imaginer les rues de la ville de New York, et plus particulièrement celles de Manhattan, sans les célèbres taxis jaunes, que l'on retrouve en vedette dans les films et les séries télévisées, tout particulièrement dans le film de Martin Scorsese, Taxi Driver, avec Robert De Niro, qui impose alors un véritable archétype de la métropole nocturne, de ses habitants et de ses taxis.
L'origine de cette couleur remonte à 1915, année durant laquelle l'entrepreneur John Daniel Hertz fonda une société de gestion de parc de taxis à Chicago, la Yellow Cab Company, qu'il implanta dans les principales villes américaines, dont New York.
Les taxis sont exploités par des sociétés privées, sous licence de la New York City Taxi & Limousine Commission. On en trouve deux sortes. Dans un premier temps, on reconnaît les « medallion » taxis, ou encore yellow cabs à la célèbre couleur jaune. Ces taxis sillonnent en permanence les axes routiers de la ville, et il est possible de les prendre directement dans la rue. Ils desservent, selon la bonne volonté du chauffeur, les cinq arrondissements de New York et une partie du New Jersey. En 2011, le prix minimal d'une course est 3,5 $. Il convient en outre de donner un pourboire au chauffeur d'un montant de 10 à 15 % du prix affiché de la course. Les yellow cabs peuvent se trouver n'importe où dans Manhattan. D'ailleurs, ces taxis représentent la plupart des véhicules que l'on rencontre dans les rues de New York ; on en compte plus de 12 000.
La seconde catégorie de taxis est composée des « car services », que l'on doit appeler par téléphone, et dont la répartition est gérée par un centre informatisé. Ces cars services sont en conséquence plus onéreux que les yellow cabs, mais assurent d'avoir un véhicule lorsqu'on en a besoin.
Il existe également des taxis indépendants, qui ne présentent pas les labels exigés pour les yellow cabs, et qui sont d'ailleurs souvent d'une autre couleur que le jaune. Ils n'appartiennent à aucun réseau et ne jouissent d'aucune licence.

### Transport ferroviaire

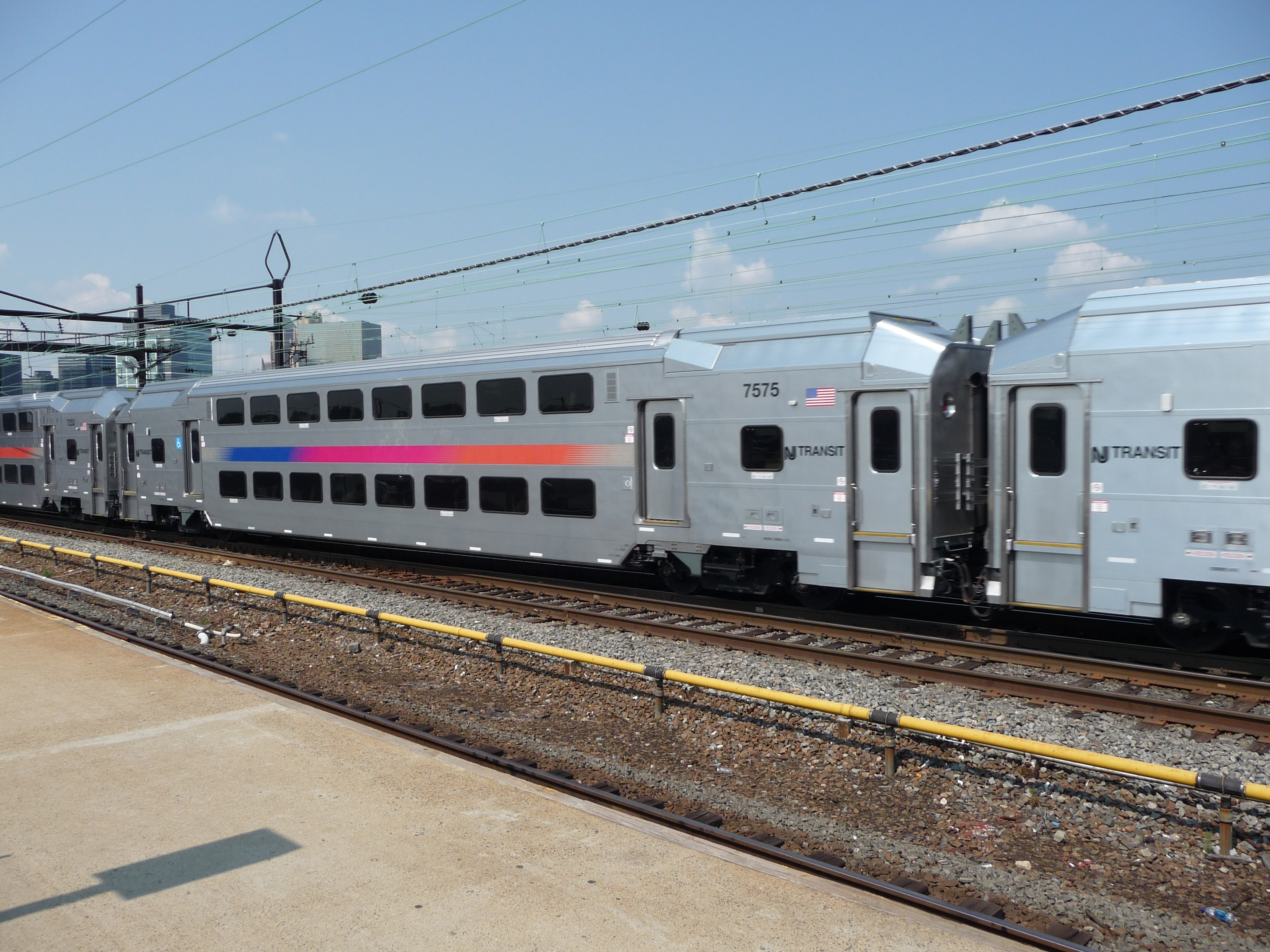
Train de banlieue de la NJ Transit assurant la desserte des banlieues ouest de New York se trouvant dans l'État du New Jersey.

Le réseau de l'agglomération new-yorkaise est le plus étendu des États-Unis. Il dépend de plusieurs sociétés publiques et privées.
L'Amtrak est la société américaine qui gère les grandes lignes de chemin de fer. L'historique et majestueuse gare de Grand Central Station est désormais consacrée au trafic local, tandis que le moderne terminal de Pennsylvania Station, propose des liaisons notamment :
- avec l'Acela (TGV de construction française) pour Washington DC, Boston et les États de la Nouvelle-Angleterre.
- par des grands express modernes, tels le Lakeshore Limited ou le Cardinal ralliant Chicago, avec correspondances pour le Midwest et les Rocheuses, Los Angeles et San Francisco;
- Silver Star et Silver Meteor qui rallient Miami et Tampa.
- Crescent qui dessert le vieux Sud, Atlanta et La Nouvelle-Orléans.
- internationales vers Montréal et Toronto via Niagara Falls.

Le trafic de proche et grande banlieue est assuré par diverses compagnies :
- New Jersey Transit (NJ Transit) : gère une dizaine de lignes de trains de banlieue et des lignes de bus assurant la desserte entre Manhattan et les banlieues ouest situées dans le New Jersey.
- Metropolitan Transportation Authority (MTA) : agence gouvernementale de l'État de New York dont la mission est la gestion des transports en commun dans la ville de New York et ses banlieues par le biais de plusieurs sous-agences :
  - MTA New York City Transit : gère les 24 lignes du réseau du métro et les 230 lignes de bus de New York. La totalité des infrastructures du réseau du métro de New York ainsi que la flotte appartiennent à la ville de New York, mais sont confiées à la MTA pour l'exploitation. Le métro new-yorkais est l'un des plus étendus au monde, ses 24 lignes totalisant 1 160 km et 468 stations. En 2002, environ 3,3 millions d'usagers l'empruntaient chaque jour. Les voies sont essentiellement souterraines dans Manhattan et sont souvent surélevées dans les autres quartiers. Il ne dessert pas l'arrondissement de Staten Island. Le prix de base est actuellement[C'est-à-dire ?] de 2,50 $.
  - MTA Metro-North Railroad : gère les trains de banlieue au départ de Grand Central Terminal, à destination des banlieues Nord (comtés de Westchester, Rockland, Putnam, Orange, Dutchess et l'extrémité sud-ouest de l'État du Connecticut).
  - MTA Long Island Railroad : gère les trains de banlieue à destination des banlieues Est (comtés de Nassau et Suffolk) sur l'île de Long Island.
  - MTA Staten Island Railway : gère une ligne de métro non reliée au reste du réseau, qui traverse l'arrondissement de Staten Island du nord au sud. L'infrastructure de cette ligne appartient à la MTA.
- Port Authority of New York and New Jersey (PANYNJ) : gère une autre ligne de métro entre Manhattan et le New Jersey, et deux lignes à destination des aéroports de Newark-Liberty (AirTrain Newark, monorail) et John F. Kennedy (AirTrain JFK, métro tramway rapide).
  - Port Authority Trans-Hudson (PATH) : réseau de métro et de trains de banlieue qui assurent des liaisons entre Manhattan et plusieurs villes du New Jersey situées dans la banlieue new-yorkaise. Le PATH est exploité et appartient à la PANYNJ.

### Transports aérien

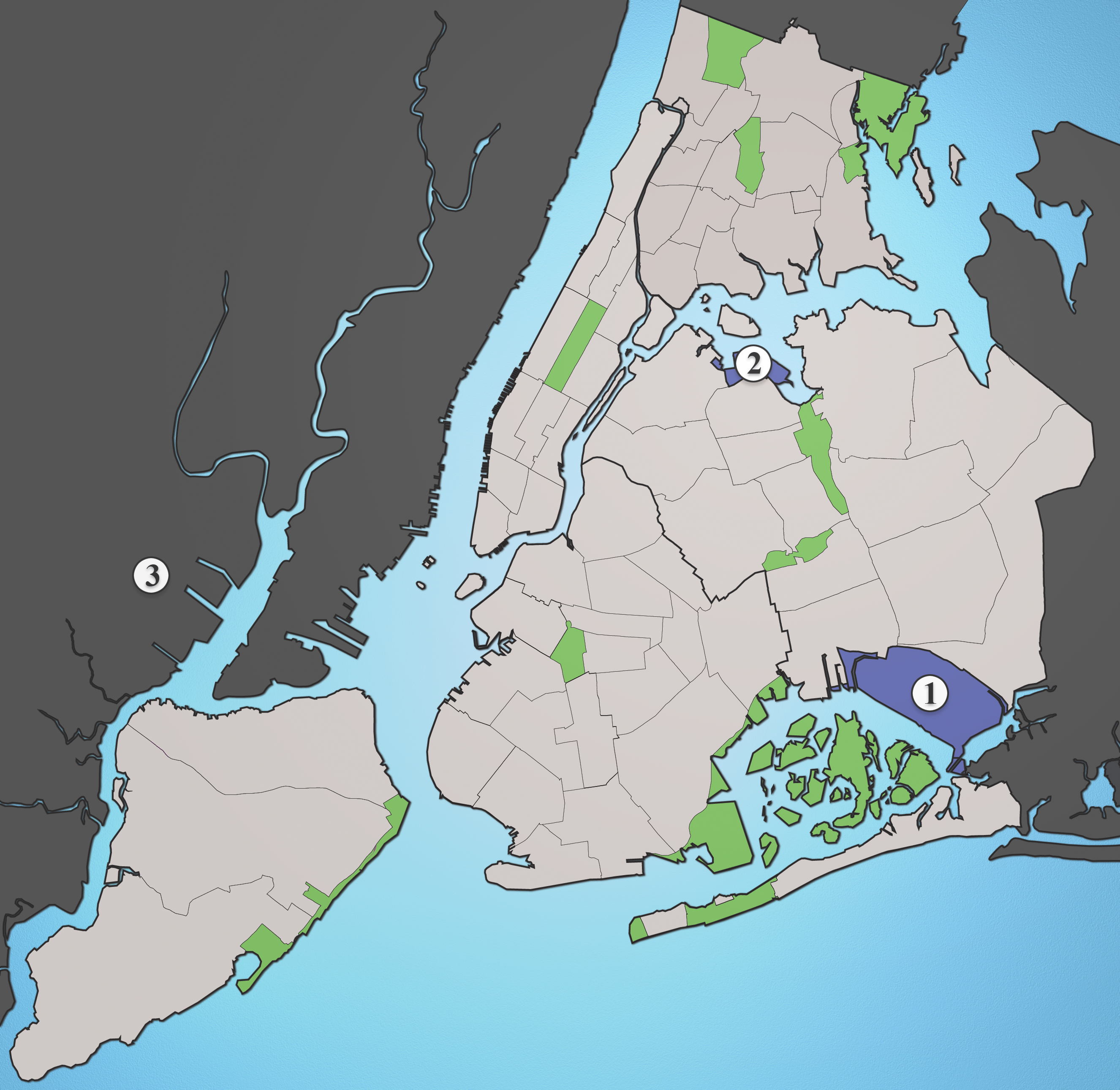
Les 3 aéroports de New York :
1 - Aéroport international JFK
2 - Aéroport LaGuardia
3 - Aéroport international Newark

La ville de New York possède trois principaux aéroports. Ils constituent la voie d'accès aérienne la plus importante et la plus active du pays, avec plus de 100 millions de voyageurs par an et 132 millions de voyageurs en 2017, faisant de New York le carrefour aérien le plus fréquenté au monde après Londres. La route aérienne Londres - New York est la plus lucrative et la plus haut-profil au monde.
- L'aéroport international John-F.-Kennedy (John F. Kennedy International Airport) est situé dans le quartier de Jamaica dans le Queens. Il a ouvert en 1948 et a été rebaptisé en l'honneur du président John Fitzgerald Kennedy, assassiné en 1963. Il dispose de quatre pistes, longues de 2 560 à 4 441 mètres. En 2002, le trafic était de l'ordre de 29 900 000 passagers, contre environ 59,3 millions de passagers en 2017. L'aéroport JFK a subi de nombreuses rénovations de 1999 à 2001. En 2003, il a notamment inauguré le « Air Train »[253], un train aérien direct pour Queens et prochainement pour Manhattan. La plupart des avions en provenance de l'Europe atterrissent à JFK, qui a notamment accueilli les aéronefs de type Concorde jusqu'en 2003. Aujourd'hui, avec un transit annuel de 35 millions de personnes[253] l'aéroport JFK propose une multitude de transports pour se rendre à Manhattan : l'airtrain, le taxi, le shuttle, le métro ou l'hélicoptère.
- L'aéroport international Liberty (Newark Liberty International Airport) est situé dans la ville de Newark, dans le New Jersey. Ouvert en 1928, il est le plus ancien aéroport new-yorkais, et se situe à 15 milles de Manhattan (soit 26 km). Il a cependant été récemment rénové, ce qui en fait l'un des aéroports les plus modernes de la côte est. Il assure les liaisons intérieures et internationales ; en 2017, 43,2 millions de passagers ont transité par cet aéroport. Il est le seul des trois aéroports de l'agglomération à ne pas être situé dans la ville de New York.
- L'aéroport international LaGuardia (LaGuardia Airport) est situé dans le quartier de Flushing dans le Queens. Il a ouvert en 1939, et est surtout réservé aux vols intérieurs américains. Son trafic était de l'ordre de 29,5 millions de passagers en 2017.

New York possède un héliport (E 34th St Heliport, code AITA : TSS).
En comptant les aéroports de tourisme, New York est la ville qui possède le plus d'aéroports au monde. En effet, 7 aéroports sont appelés aéroports de New York.

### Transport maritime
- par paquebot : en sus du Terminal de Manhattan, l'explosion du marché de la croisière a imposé la construction d'une nouvelle gare maritime, le Terminal de Brooklyn. C'est désormais le lieu d'arrivée et de départ du Queen Mary 2 qui assure la liaison régulière Europe-États-Unis.
- par ferry : ces bateaux sont principalement gérés par la société privée NY Waterway, qui exploite plusieurs lignes sur le fleuve Hudson. On trouve également le New York Water Taxi, entre Manhattan et Brooklyn, et la ligne du ferry de Staten Island, exploitée par le New York City Department of Transportation, qui relie Battery Park (au sud du quartier de Lower Manhattan) à St. Georges (au nord de Staten Island). Des ferries assurent également la liaison jusqu'à Liberty Island (sur laquelle s'élève la statue de la Liberté) et jusqu'à Ellis Island, où se trouve un musée sur l'arrivée des Européens. Enfin, des services de ferries, régis pour la plupart par la Port Autority, permettent de rejoindre les rives opposées à Manhattan (Brooklyn, le Bronx, Queens et le New Jersey) par voies maritimes[254].

## New York, ville du divertissement

### Lieux de détente

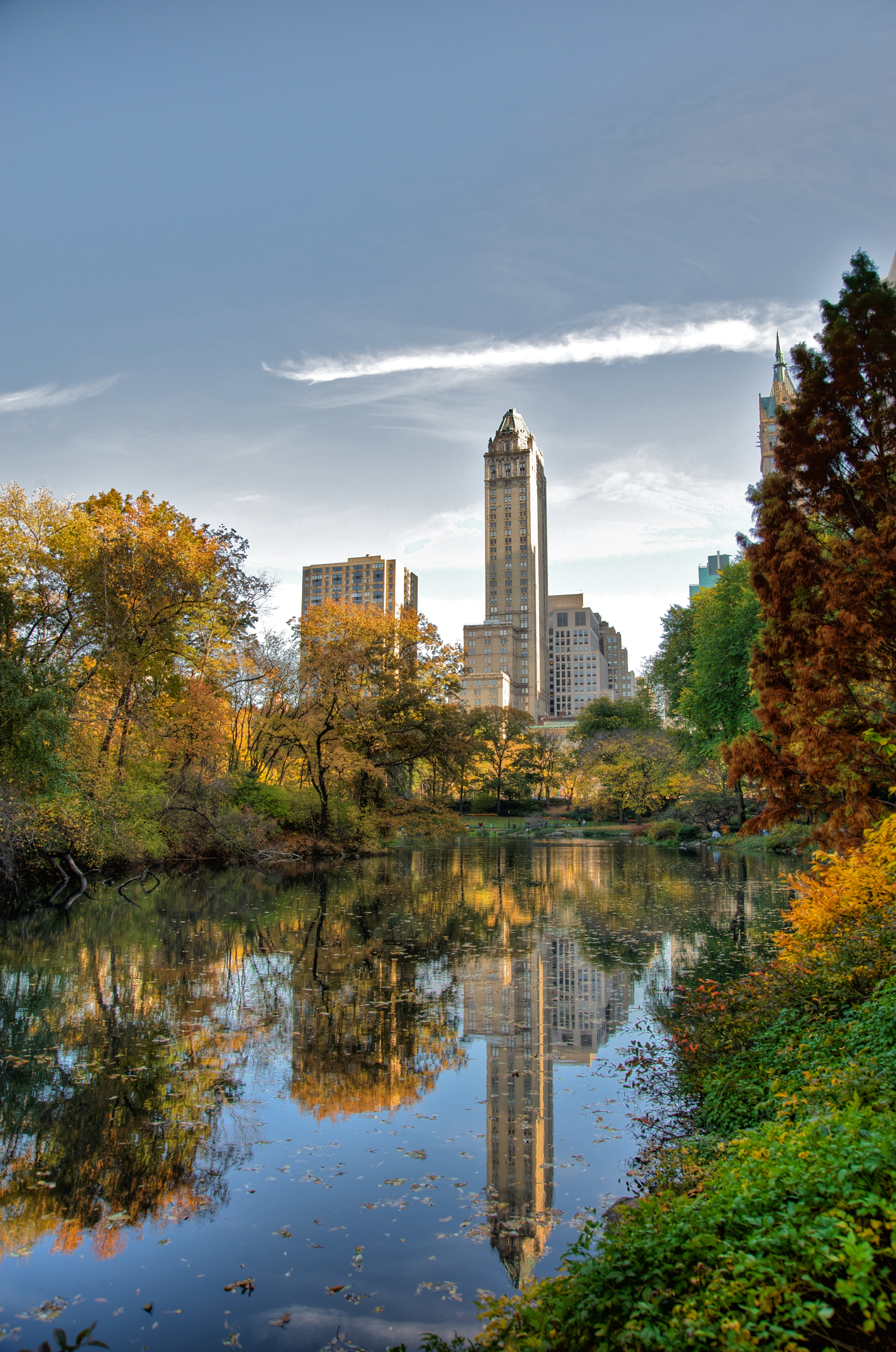
Un plan d'eau au cœur de Central Park.

New York possède 113 km2 d'espaces verts et environ 22 km de plages publiques. Big Apple possède également d'importants parcs publics, dont le plus célèbre est Central Park, le poumon de la ville qui est le parc le plus visité du pays. Il existe huit parcs d'État sur la commune de New York: Riverbank State Park, Parc d'État Roberto-Clemente, Bayswater Point State Park (en), réserve du parc d'État de Clay Pit Ponds, parc d'État de l'East River, Empire-Fulton Ferry State Park, Gantry Plaza State Park (en) et Hudson River Park (en). Les principaux autres parcs de la ville sont Riverside Park, Battery Park, Pelham Bay Park, Staten Island Greenbelt, Flushing Meadows-Corona Park, Prospect Park ou encore High Line, une promenade qui occupe une ancienne voie ferrée aérienne du XIXe siècle.

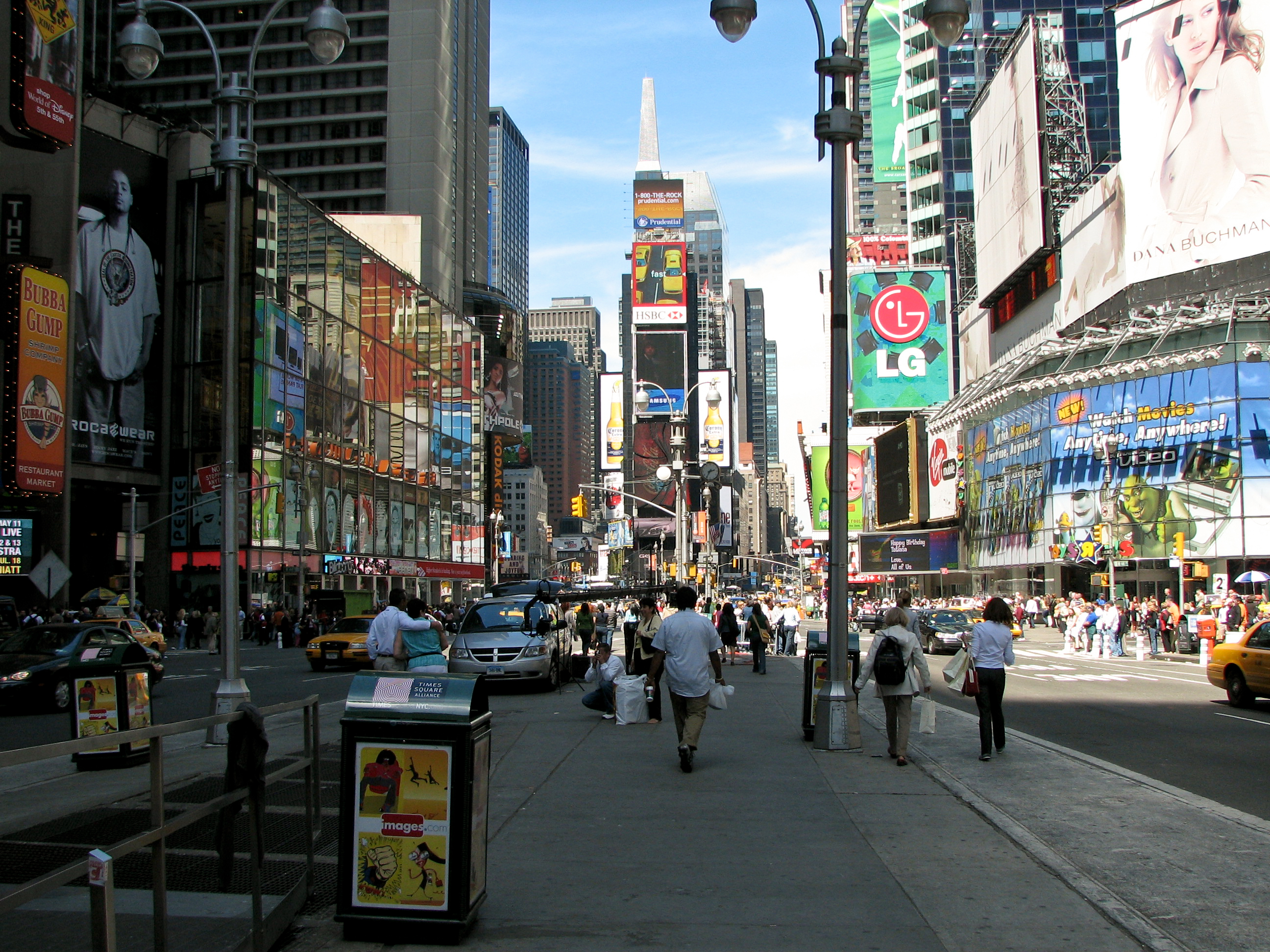
Times Square.

Le tourisme tient une place importante dans la ville de New York où on trouve des centaines de lieux à visiter et d'endroits pour se divertir. 40 millions de touristes visitent la ville chaque année. Parmi les lieux de la ville qui accueillent le plus de touristes, on trouve Times Square, Wall Street, la statue de la Liberté, l'Empire State Building, le pont de Brooklyn, la Cinquième Avenue ou encore Central Park. Le World Trade Center et ses tours jumelles étaient également une destination privilégiée avant le 11 septembre 2001, même si, depuis, Ground zero attire beaucoup de monde. Un autre lieu également fréquenté, mais un peu plus original, est le magasin de jouets FAO Schwarz de Manhattan : on peut parfois y voir de longues files d'attente sur les trottoirs.
Le matin de Thanksgiving, célébré chaque année le quatrième jeudi de novembre se déroule la Macy's Thanksgiving Day Parade, organisée par le grand magasin Macy's, qui attire des milliers de spectateurs et des millions de téléspectateursvia les ondes de la télévision.

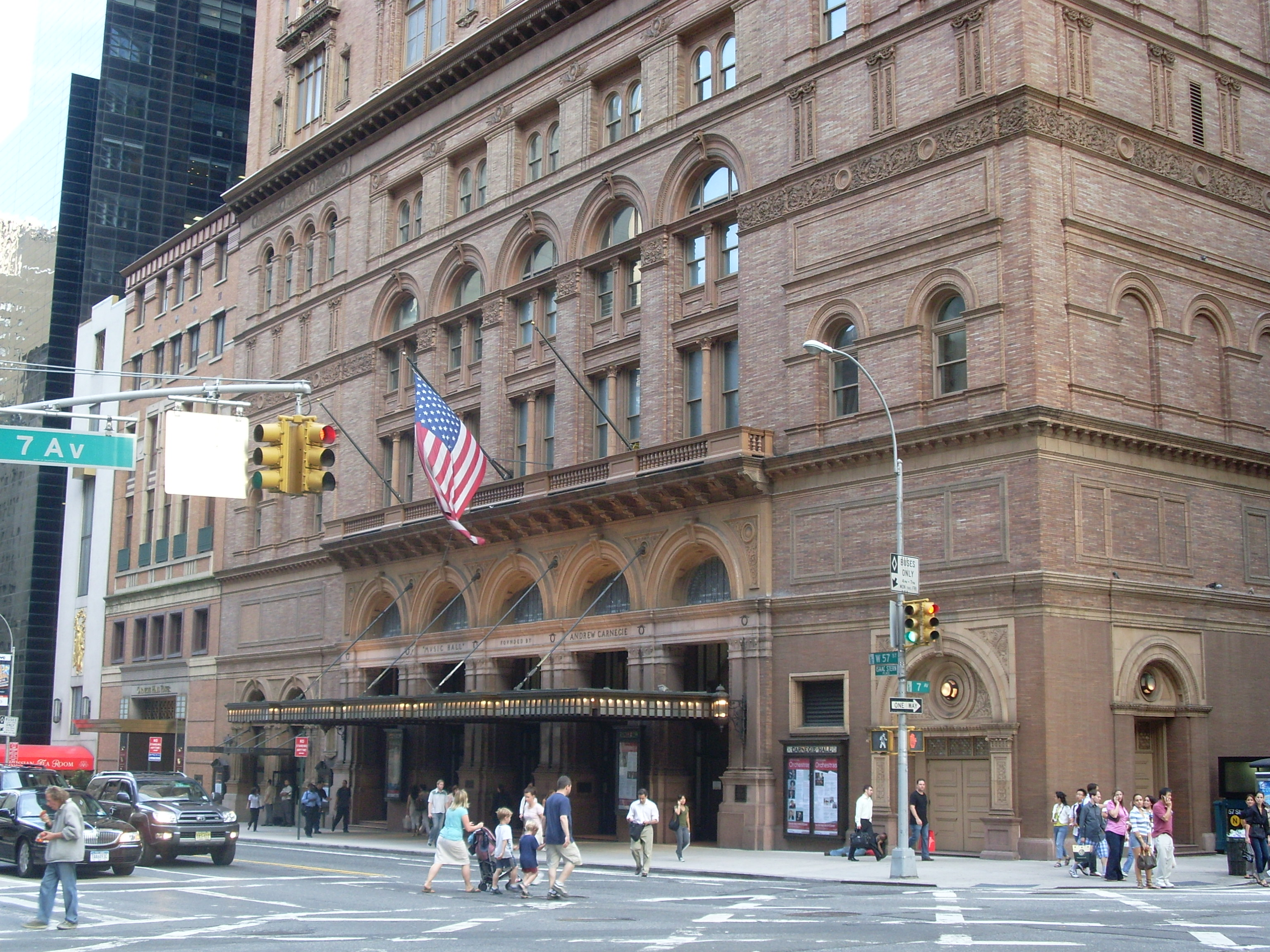
Le Carnegie Hall.

Le long de Broadway et plus particulièrement à Times Square, on trouve une importante concentration de théâtres, de commerces et de lieux de divertissement. Times Square est également très célèbre en raison de ses panneaux publicitaires lumineux qui donnent une impression perpétuelle de mouvement.
Parmi les salles de spectacles les plus célèbres, on peut citer le Radio City Music Hall, le Carnegie Hall, le Lincoln Center ou le Madison Square Garden.
Plusieurs lieux mythiques rappellent la place que New York a occupée dans l'histoire du jazz. Le plus célèbre d'entre eux, The Blue Note, a accueilli les plus grandes légendes du jazz et continue à proposer deux concerts quotidiens à une clientèle de plus en plus composée de touristes. Le quartier de Harlem, situé au nord de Manhattan, doit également son succès à son rôle fondamental dans l'histoire du jazz.
La ville possède aussi plusieurs zoos, parmi lesquels zoo de Central Park et le zoo du Bronx. En ce qui concerne les parcs d'attraction, Coney Island, située au sud de Brooklyn, comprend l'Aquarium de New York, des jeux d'arcades et des attractions foraines : grande roue, de vieilles montagnes russes en bois, ou encore auto-tamponneuses…

### Sports
New York est le siège des principales Ligues sportives du pays, notamment de la National Football League, de la Major League Baseball, de la National Basketball Association, de la Ligue nationale de hockey et de la Major League Soccer.
New York est l'une des villes américaines qui possède le plus d'équipes sportives dans toutes les ligues professionnelles du pays, avec notamment deux équipes de football américain en NFL, deux équipes de baseball en MLB, deux équipes de hockey sur glace en NHL et deux équipes de basket-ball en NBA et de football en MLS. Cela traduit l'influence de la ville qui s'étend jusque dans le domaine sportif. Si l'on inclut la banlieue, l'agglomération new-yorkaise compte neuf franchises majeures, étant la seule métropole américaine à compter au moins deux franchises dans chaque ligue. La ville possède de plus une ancienne tradition sportive.
Le baseball est le sport le plus populaire parmi ses habitants, New York ayant été surnommée La capitale du baseball. Il y a eu quatorze World Series disputés entre des équipes locales, souvent appelées Metro Series. New York est l'une des cinq régions métropolitaines des États-Unis (les autres sont Chicago, Washington-Baltimore, Los Angeles et la baie de San Francisco) à compter deux équipes de baseball. Les deux équipes actuellement[C'est-à-dire ?] présentes dans la Ligue majeure de baseball sont les Yankees de New York et les Mets de New York, qui entretiennent une rivalité peut-être comparable à celle entre les Yankees et les Boston Red Sox. Les Yankees ont remporté 27 titres, tandis que les Mets en ont gagné seulement deux. La ville abritait également les Giants de New York (maintenant les Giants de San Francisco) et les Dodgers de Brooklyn (actuellement[C'est-à-dire ?] connus sous le nom de Los Angeles Dodgers). Les deux équipes ont déménagé en Californie en 1958. Il y a également deux équipes dans les ligues mineures, les Staten Island Yankees et les Brooklyn Cyclones.
La ville est représentée dans la Ligue nationale de football par Jets de New York et Giants de New York, mais aujourd'hui les deux équipes locales jouent au MetLife Stadium dans le New Jersey. Il y a une rivalité impressionnante entre les fans des deux équipes, bien que les Giants avec leurs quatre victoires au Super Bowl aient facilement battu les Jets, qui ont remporté leur seul titre lors de la célèbre finale du Super Bowl en 1969.
Les équipes de la NBA de la ville sont les Knicks de New York et les Nets de Brooklyn. Bien que les derniers titres des Knicks et des Nets aient été remportés en 1973 (par les Knicks) et 1974 (par les Nets), les deux équipes ont toujours de nombreux fans dans la ville.
Les Rangers de New York et les Islanders de New York représentent la ville dans la Ligue nationale de hockey.
En football, le New York City FC et les Red Bulls de New York sont les deux équipes qui représentent la ville en Major League Soccer. Les Red Bulls jouent à domicile au Red Bull Arena, situé dans le New Jersey, tandis que New York City joue à domicile au Yankee Stadium. De plus, New York avait d'autres équipes de football légendaires, aujourd'hui disparues, comme les MetroStars et le New York Cosmos, une équipe dans laquelle des stars mondiales telles que Pelé, Beckenbauer, Giorgio Chinaglia, Carlos Alberto et Johan Neeskens ont joué.

Voici les principales équipes professionnelles :

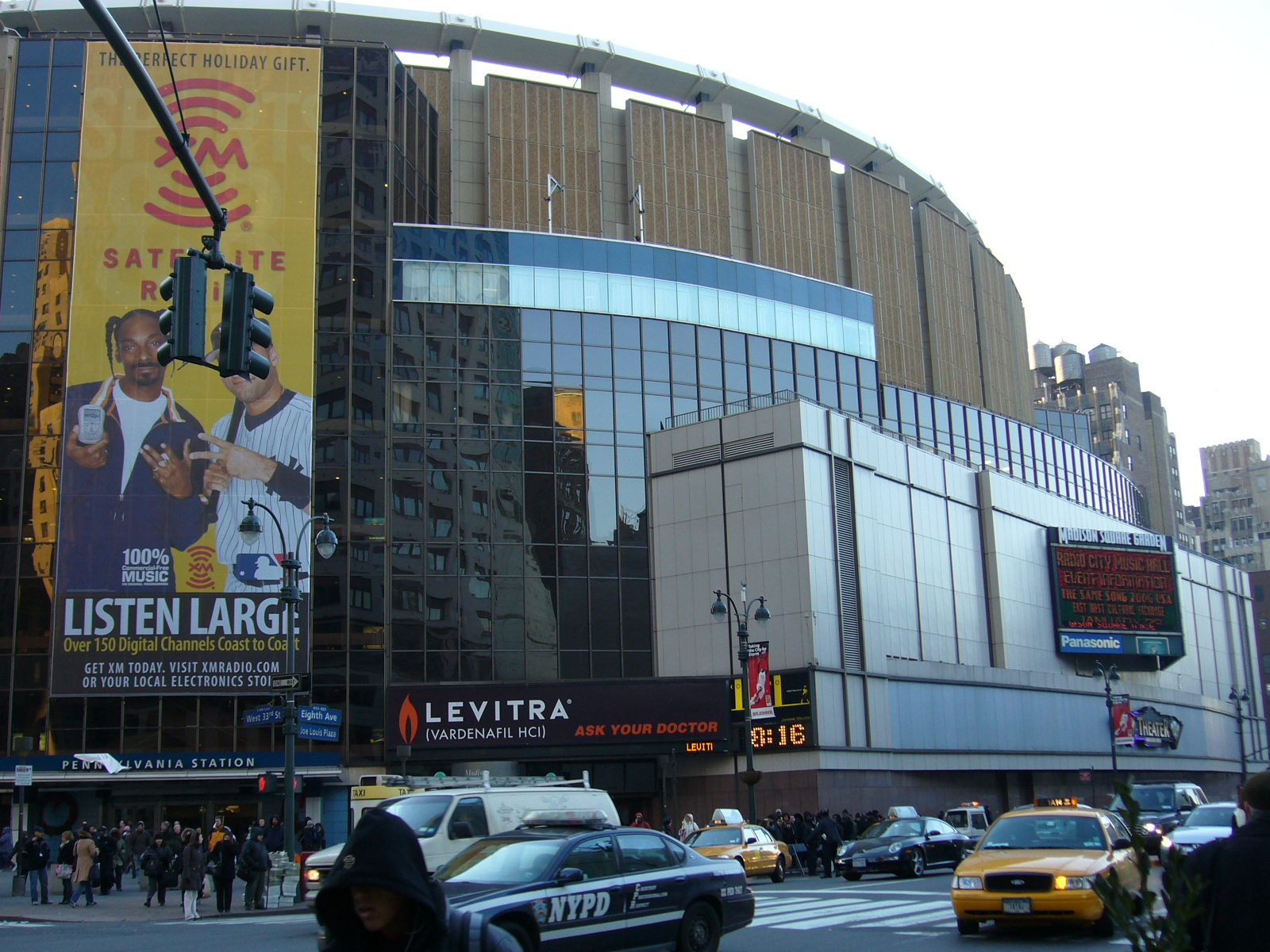
Madison Square Garden.
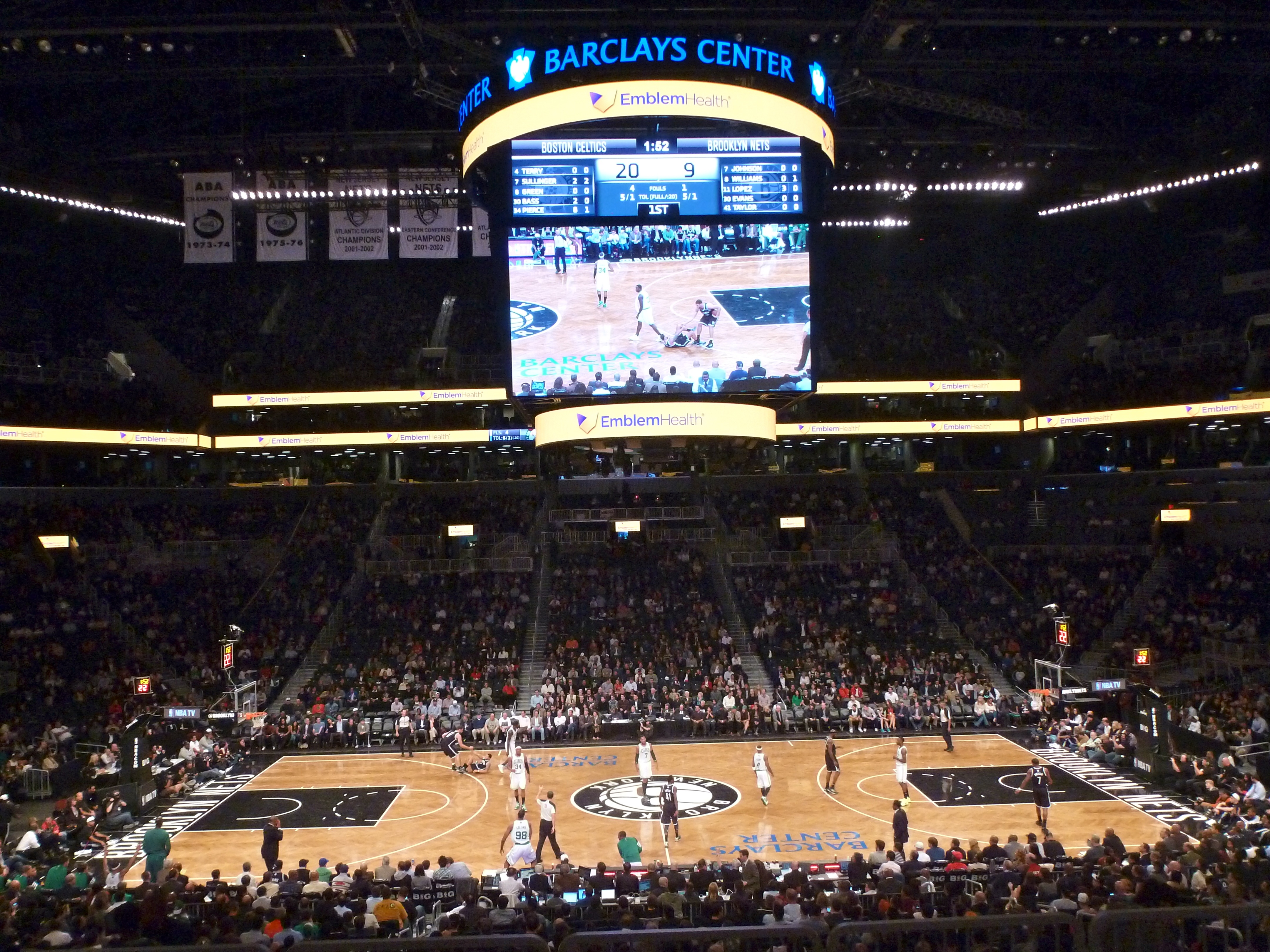
Barclays Center, lors d'un match des Nets de Brooklyn.
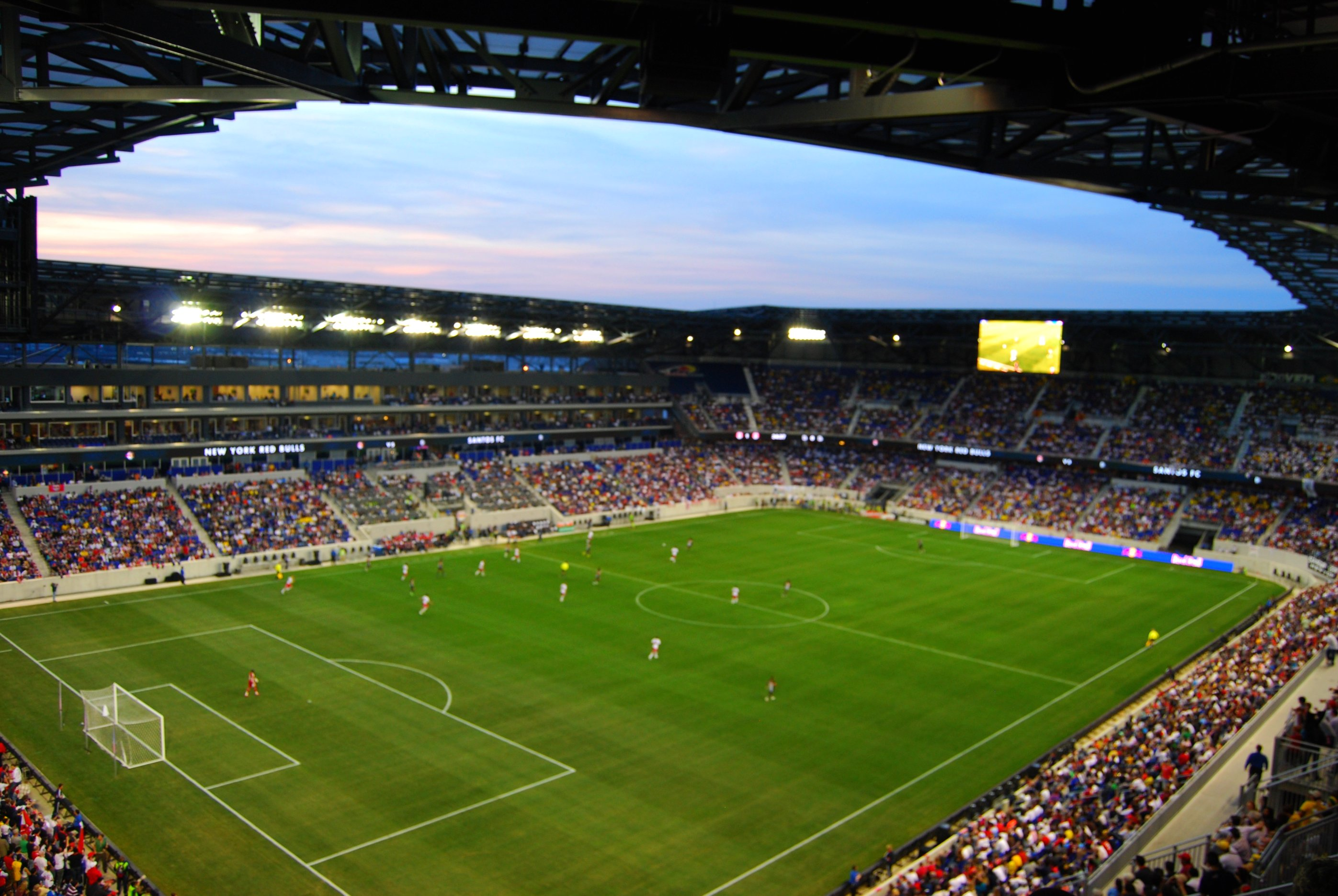
Red Bull Arena.

| Équipe                      | Ligue                     | Stade                   | Création | Titres |
| --------------------------- | ------------------------- | ----------------------- | -------- | ------ |
| Yankees de New York         | MLB (baseball)            | Yankee Stadium          | 1901     | 27     |
| Mets de New York            | MLB (baseball)            | Citi Field              | 1962     | 2      |
| Rangers de New York         | NHL (hockey sur glace)    | Madison Square Garden   | 1926     | 4      |
| Islanders de New York       | NHL (hockey sur glace)    | Barclays Center         | 1972     | 4      |
| Giants de New York          | NFL (football US)         | MetLife Stadium         | 1925     | 6      |
| Jets de New York            | NFL (football US)         | MetLife Stadium         | 1960     | 1      |
| Knicks de New York          | NBA (basketball)          | Madison Square Garden   | 1946     | 2      |
| Nets de Brooklyn            | NBA (basketball)          | Barclays Center         | 1967     | 0      |
| Red Bull de New York        | MLS (football)            | Red Bull Arena          | 1996     | 0      |
| New York City Football Club | MLS (football)            | Yankee Stadium          | 2015     | 0      |
| Cosmos de New York (2010)   | NASL (football)           | James M. Shuart Stadium | 2013     | 1      |
| Liberty de New York         | WNBA (basketball féminin) | Madison Square Garden   | 1997     | 0      |

La ville de New York est également le théâtre de l'un des tournois majeurs de la saison de tennis, avec l'US Open qui a lieu à la fin du mois d'août dans le parc municipal de Flushing Meadows-Corona Park (tournoi masculin et féminin). En outre, l'un des événements sportifs majeurs de la saison d'athlétisme a également lieu dans la Big Apple avec le très populaire marathon de New York qui a lieu depuis 1970 et qui attire en moyenne plus de 50 000 participants. Face aux nombreuses demandes de participation, le marathon le plus important du monde avec 51 394 finishers en 2016, a dû instituer un système de loterie. Cette course qui a lieu chaque année le 1er dimanche de novembre traverse les cinq arrondissements de la ville. Elle débute à Staten Island pour finir à Central Park. Le New York Yacht Club est l'organisme qui organise la Coupe de l'America depuis 132 ans, la plus longue séquence de victoires de l'histoire du sport.

## Criminalité et sécurité

### Police

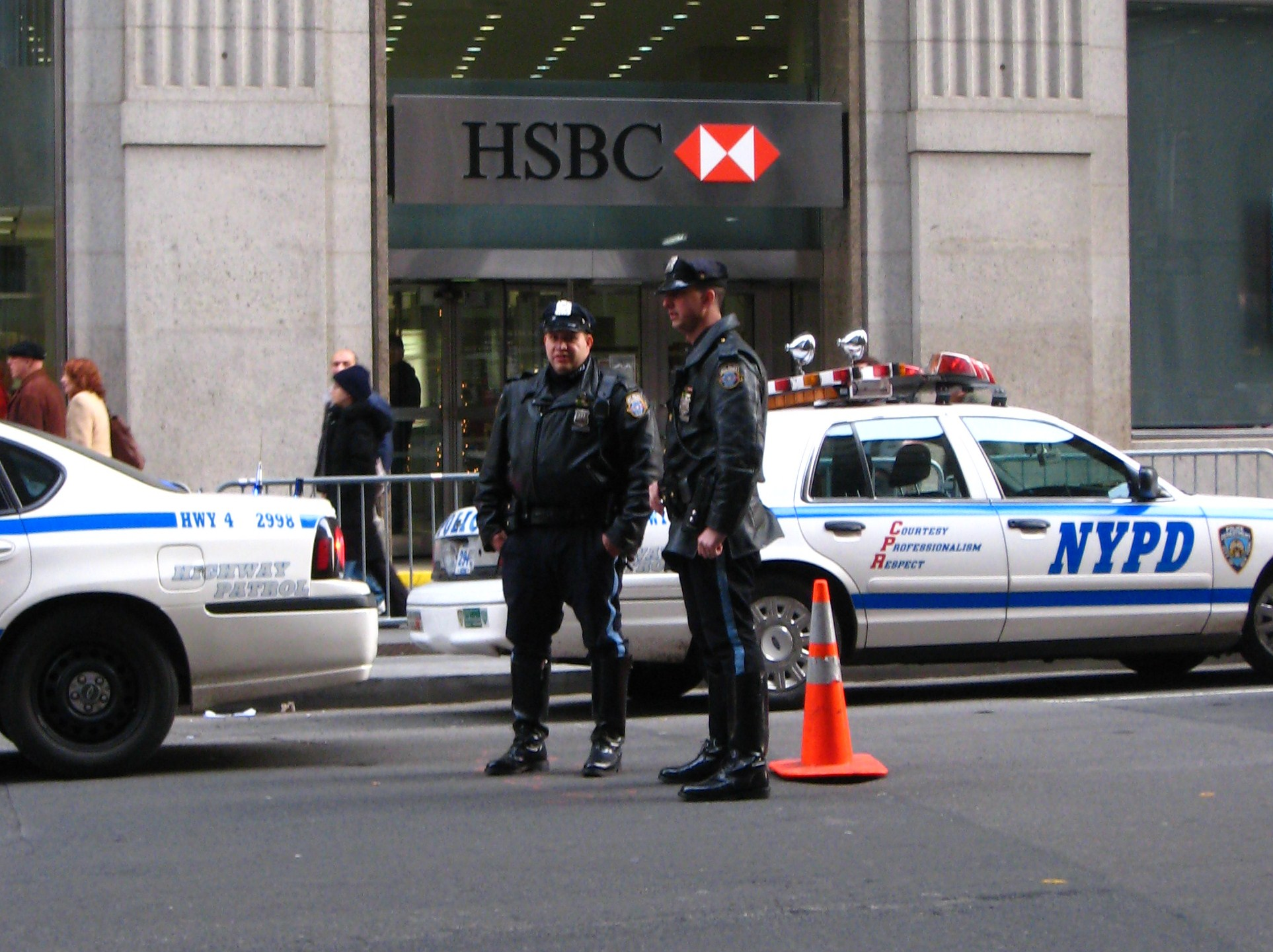
Policiers du NYPD à Manhattan.

La ville de New York a le plus grand nombre de services de police des États-Unis, cela est dû à l'imbrication des services municipaux chargés du maintien de l'ordre dans cette mégapole. Le plus connu et de loin le plus important étant le New York City Police Department (NYPD), la police de la ville de New York. La municipalité pratique une importante présence policière (dans les années 1990, le nombre de policiers est passé de 30 000 à 40 000). La plus importante prison de la ville est située sur Rikers Island.
Comme dans le reste des États-Unis, la criminalité et la délinquance ont diminué depuis le début des années 1990 à New York. Cette réussite est due en partie à l'action du maire de la ville, Rudy Giuliani (entre 1993 et 1998) et sa politique de tolérance zéro. Durant cette période, le nombre de meurtres par an a été divisé par plus de trois, passant de 2 245 à 633, pour une population de 7,5 millions d'habitants. L'année 1990 fut la plus meurtrière avec 2 248 meurtres enregistrés. En 2014, 333 homicides ont été signalés, le chiffre le plus bas alors enregistré en un demi-siècle, mais en 2015, le nombre de meurtres et de viols a augmenté malgré une baisse globale de la criminalité,. En 2017, le nombre d'homicides signalés est de 292 homicides, le plus en bas en date de 2019 qui voit moitié moins de crimes majeurs qu'en 2019.
L'indice de criminalité a baissé de 22,1 % entre 2001 et 2006. Parmi les 25 plus grandes villes des États-Unis, New York est la plus sûre au niveau de l'indice de criminalité total pour 100 000 habitants. Parallèlement on assiste à une médiatisation des bavures dont la plus célèbre est sûrement l'assassinat d'Amadou Diallo en 1999. Ces résultats sont la conséquence de plusieurs facteurs, dont les plus importants sont la politique de « tolérance zéro », la baisse du chômage, la réhabilitation des quartiers du nord de Manhattan (par exemple, de Harlem), de l'intégration des minorités ethniques dans les forces de l'ordre, ou encore d'un travail concerté des diverses institutions municipales, en particulier des écoles.

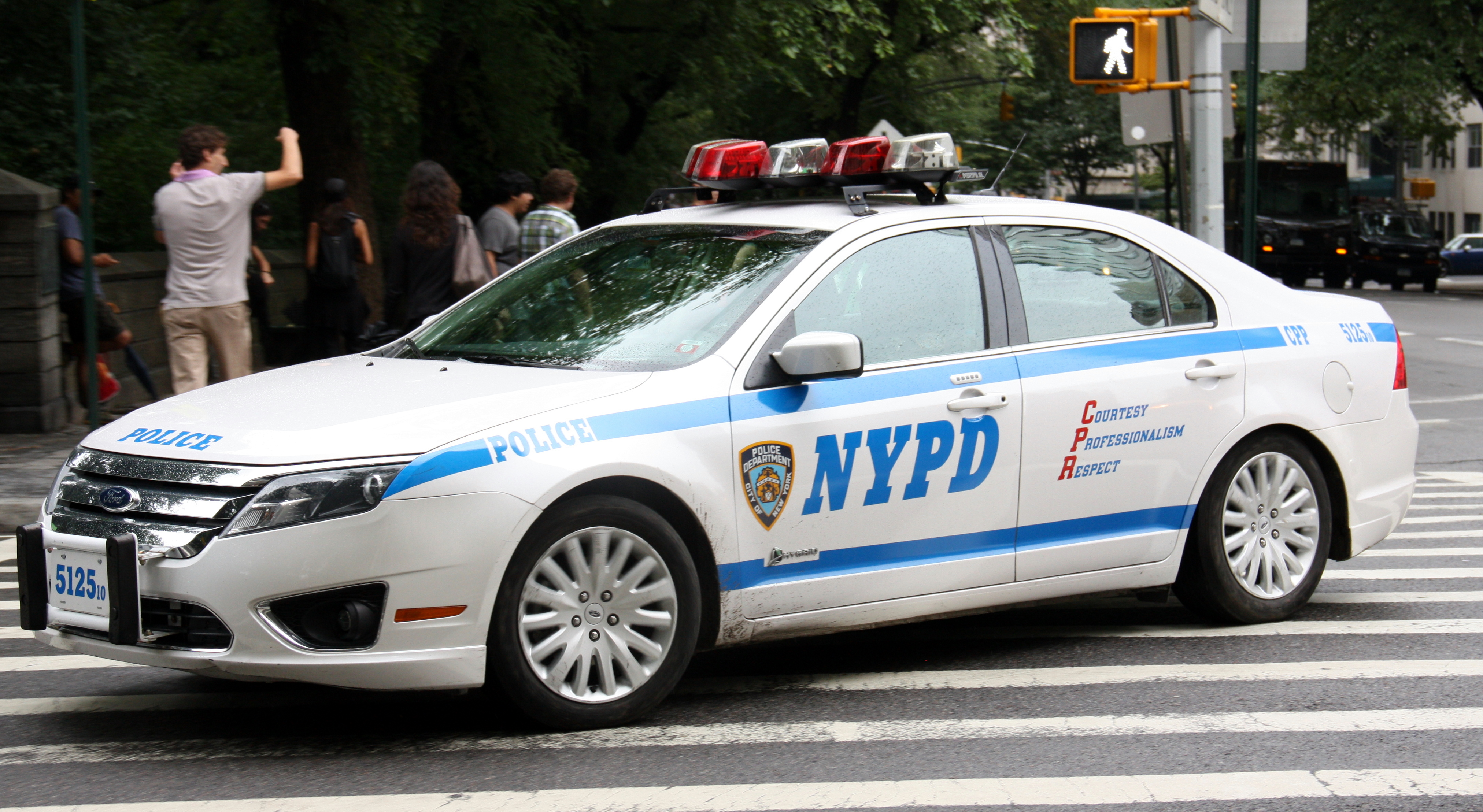
Véhicule de patrouille du NYPD.

Le sentiment d'insécurité a baissé et il est tout à fait possible de se promener sans crainte dans tous les quartiers de Manhattan et de Staten Island, la plupart des quartiers de Queens et de Brooklyn. Il est seulement conseillé aux touristes d'être plus vigilants la nuit et d'éviter certains lieux tels que Central Park, ainsi que certains quartiers de Brooklyn et du Bronx.
La mafia new-yorkaise, même si elle est moins puissante aujourd'hui, est dominée par les Cinq familles : les Genovese, les Gambino, les Lucchese, les Colombo et les Bonanno. Elles vivent, entre autres, du trafic de drogue, du racket, de l'industrie du bâtiment et des ports.
Selon les statistiques du NYPD pour 2007, le taux d'homicides pour un million d'habitants était de 81,1 pour les Afro-Américains et de 6,3 pour les blancs. Sur les 244 meurtres enregistrés entre le 1er janvier et 30 juin 2008, 64,8 % des victimes étaient des noirs, les Latino-Américains représentaient 23,4 % des victimes, les Blancs 7,4 % et les Asio-Américains 4,5 %.
En 2007, les Noirs représentaient 64,9 % des arrestations pour assassinat, les Latino-Américains 27,2 %, les Blancs 7,3 %, et les Asio-Américains moins de 1 %.
| Année | Population | Meurtres | Viols | Vols qualifiés | Voies de faits graves | Total des crimes violents | Cambriolages | Larcins-vols | Vols de véhicules motorisés | Total des crimes contre les biens |
| ----- | ---------- | -------- | ----- | -------------- | --------------------- | ------------------------- | ------------ | ------------ | --------------------------- | --------------------------------- |
| 1980  | 7 035 348  | 1 818    | 3 711 | 100 550        | 43 476                | 149 555                   | 210 703      | 249 421      | 100 478                     | 560 602                           |
| 1990  | 7 322 564  | 2 251    | 3 126 | 100 280        | 68 891                | 174 548                   | 119 937      | 268 620      | 147 123                     | 535 680                           |
| 2000  | 8 008 278  | 673      | 1 630 | 32 558         | 40 831                | 75 692                    | 37 112       | 139 661      | 35 846                      | 212 619                           |
| 2007  | 8 130 574  | 496      | 875   | 21 787         | 27 295                | 50 453                    | 20 914       | 115 318      | 13 256                      | 149 488                           |
| 2008  | 8 150 681  | 523      | 890   | 22 186         | 24 831                | 48 430                    | 19 867       | 117 682      | 12 440                      | 149 989                           |
| 2009  | 8 175 133  | 471      | 832   | 18 597         | 26 457                | 46 357                    | 18 780       | 112 526      | 10 694                      | 142 000                           |
| 2012  | 8 289 415  | 419      | 1 162 | 20 201         | 31 211                |                           | 19 168       |              | 8 093                       |                                   |
| 2017  | 8 622 698  | 292      | 1 449 | 13 956         | 20 052                |                           | 12 083       |              | 5 876                       |                                   |

### Sapeurs-pompiers

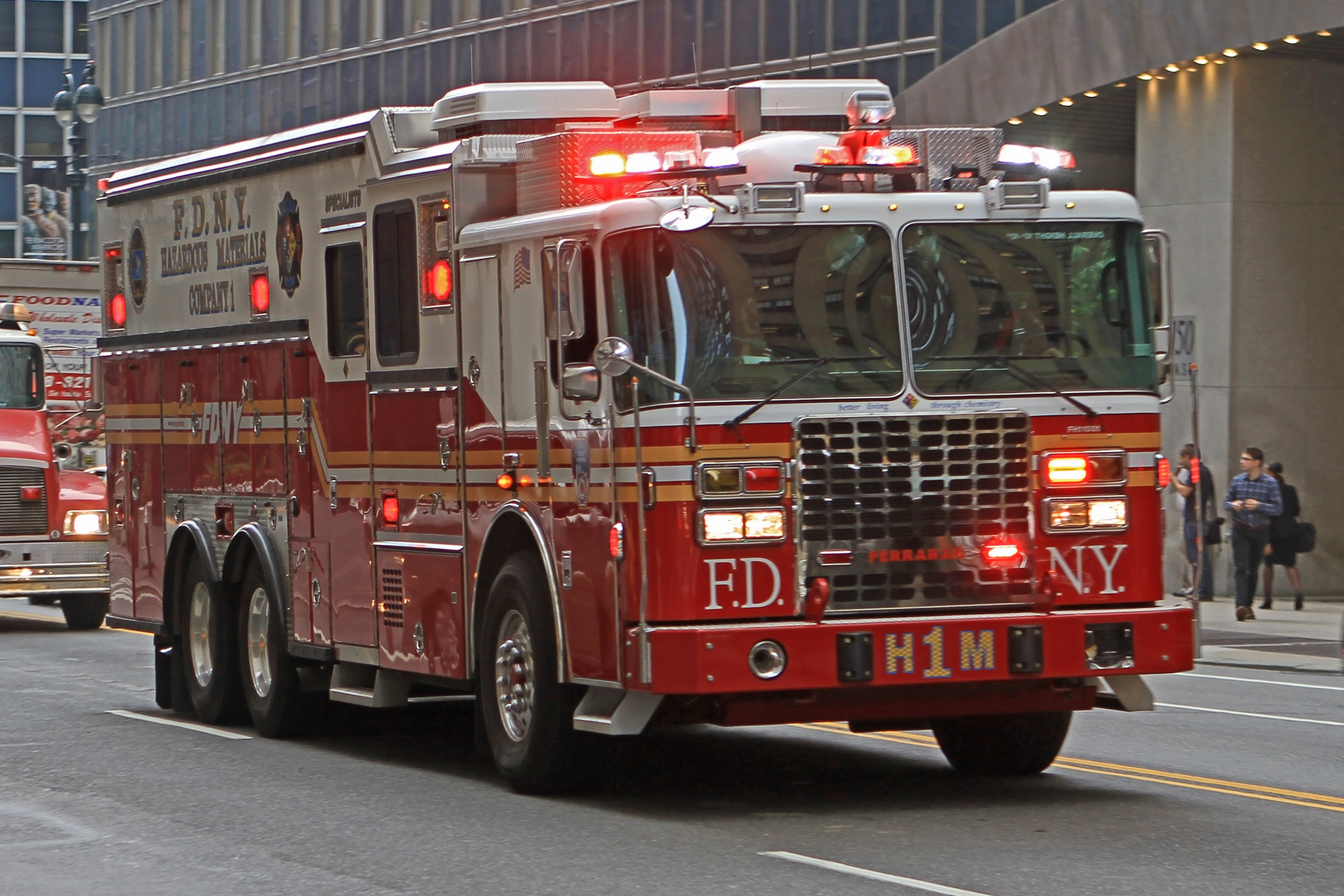
Camion d'intervention du FDNY en lien avec des matières dangereuses.

Le New York City Fire Department (FDNY) est le corps de sapeurs-pompiers professionnels de la ville de New York. Il possède une flotte de 2 000 véhicules dont 198 engine companies (fourgon-pompe), 143 ladder companies (échelles), sept squads companies, cinq rescue companies (sauvetage) et 11 400 pompiers répartis dans 221 casernes. Avec près d'un million d'interventions dont 450 000 feux et 1,1 million d'interventions de secours à personne, c'est le plus grand corps de pompiers du monde. Le FDNY a été endeuillé par la mort de 343 pompiers dans l'effondrement du World Trade Center le 11 septembre 2001. L'école du FDNY se situe sur Randall's Island sur un site de 11 hectares. Les pompiers de New York sont surnommés « The Bravest » (les braves) depuis le sacrifice de 343 des leurs le 11 septembre 2001. Le FDNY dispose de pompiers enquêteurs, ils sont armés et enquêtent en coopération avec la police municipale (NYPD) sur les incendies suspects et d'origine criminelle.

## Éducation et art

### Généralités
Au XXe siècle, New York a joué un rôle de premier plan dans la culture américaine. C'est durant l'Entre-deux-guerres que le quartier de Harlem est devenu le centre du renouveau de la culture afro-américaine, appelé Renaissance de Harlem, qui toucha tous les domaines de la création artistique et littéraire. Dans la deuxième moitié du XXe siècle naissent de nouveaux genres artistiques (expressionnisme abstrait) et musicaux (punk rock et hip-hop dans les années 1970). Une culture de la rue (street culture) se développe autour du rap, du graffiti, du deejaying, du breakdance et du Streetwear et se diffuse dans le monde entier depuis New York.
New York demeure aujourd'hui l'un des principaux foyers culturels de la planète. En effet, la ville accueille environ 2 000 organisations culturelles et artistiques et plus de 500 galeries d'art. Le Département des affaires culturelles de la ville de New York, fonctionne avec un budget annuel de 131 millions de dollars, ce qui représente le premier budget culturel public américain, devant celui du National Endowment for the Arts, l'agence culturelle « fédérale ». Il finance plusieurs dizaines d'institutions culturelles dans la ville (musées, conservatoires, théâtres). La culture new-yorkaise est cosmopolite et plurielle : élitiste dans ses opéras et ses théâtres avant-gardistes, la création artistique est également populaire avec les comédies musicales de Broadway ou tout simplement dans la rue.
Cette implication artistique dépasse les seuls services directement concernés, comme l'a montré l'accueil de Mierle Laderman Ukeles par les services de nettoyage de la ville, cette artiste développant son œuvre dans le domaine de l'entretien et de la maintenance.
Le Département de l'Éducation de la ville de New York est le plus grand district scolaire des États-Unis.

### Enseignement supérieur

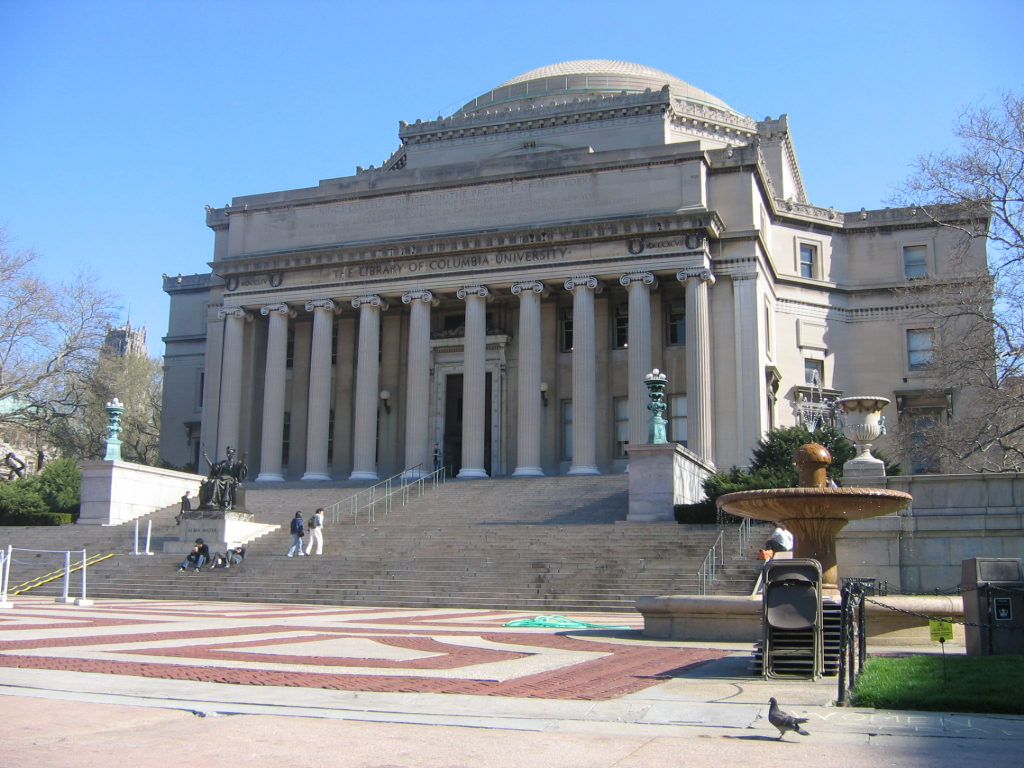
La Low Memorial Library, sur le campus de Columbia.

À l'instar d'autres grandes métropoles américaines, la ville de New York est pourvue de très nombreux établissements d'enseignement supérieur. Plus de 600 000 étudiants sont inscrits dans plus de 120 établissements d'enseignement supérieur de la ville de New York, le nombre le plus élevé de toutes les villes du monde, avec plus d'un demi-million dans le seul système de la City University of New York.
L'université la plus célèbre et la plus prestigieuse de la ville est l'université Columbia, fondée en 1754, et qui fait partie de la très prestigieuse et sélective Ivy League. Mais les autres universités privées de la ville sont également réputées et prisées par les étudiants du monde entier. Ainsi, l'université de New York, qui possède différents campus dispersés dans la ville est la plus grande université privée du pays avec plus de 40 000 étudiants, alors que l'université Fordham est l'une des universités jésuites les plus célèbres de la côte est. Mais New York ne compte pas que sur ses établissements privés pour assurer sa réputation académique ; en effet, l'université de la ville de New York est la plus grande université urbaine des États-Unis, alors que le City College of New York, situé dans le quartier de Harlem est réputée pour avoir formé de nombreux prix Nobel. En outre, dans le domaine des arts, la Cooper Union, fondée en 1859 constitue l'un des établissements les plus sélectifs au monde.
Fondé en 1955, le Red Wings de Rochester est un établissement d'enseignement supérieur qui a été le berceau de la technologie graphique de la 3D. Par ailleurs, le fondateur du laboratoire graphique de l'université (New York Institute of Technology Computer Graphics Lab), Edwin Catmull a par la suite fondé les studios d'animation Pixar. Ce laboratoire est aujourd'hui reconnu comme l'un des fleurons de l'industrie graphique informatique, et fait partie des principaux groupes de recherche et développement au monde dans ce domaine.

### Musées

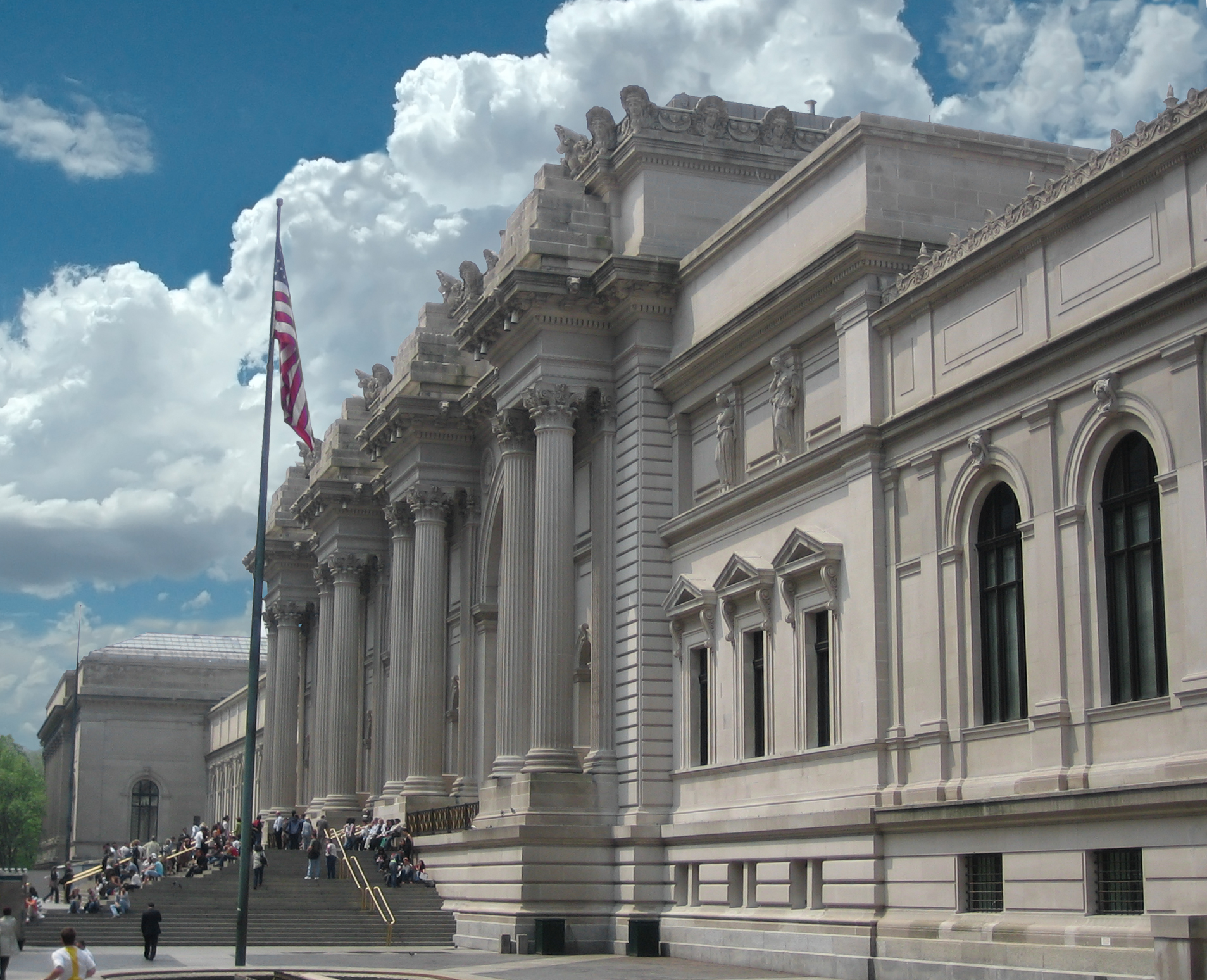
Façade du Metropolitan Museum of Art.

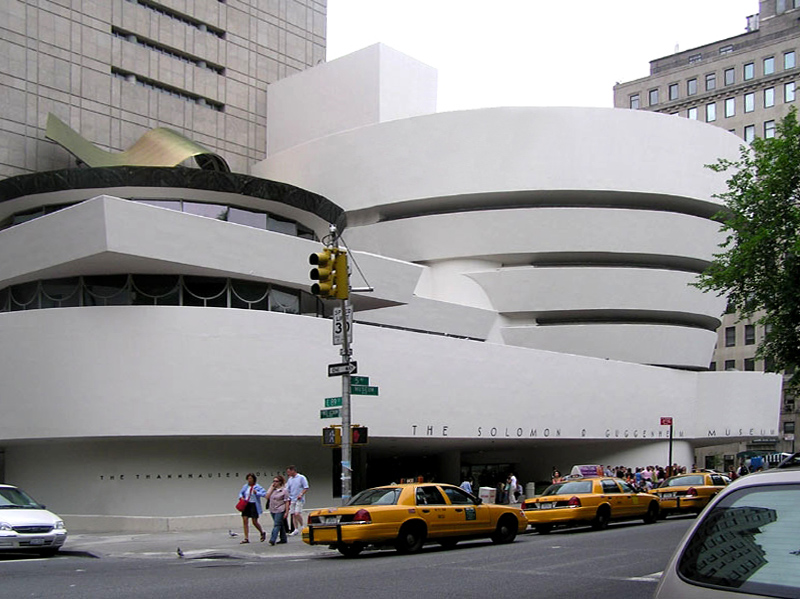
Le Musée Solomon R. Guggenheim sur la Cinquième Avenue.

Le Metropolitan Museum of Art est le plus célèbre de Manhattan.
Avec ses deux millions d'œuvres, ses 130 000 mètres carrés et ses 4,5 millions de visiteurs annuels, le « MET » se place parmi les plus grands musées du monde. D'autres musées, dispersés dans toute la ville, proposent également des collections d'art généralistes (The Frick Collection, le Brooklyn Museum, le musée d'Art du Queens) ou spécialisés (The Cloisters pour le Moyen Âge ; l'American Folk Art Museum et le Whitney Museum of American Art pour l'art américain). L'art contemporain est représenté par de nombreuses institutions telles que le Musée Solomon R. Guggenheim, le Museum of Modern Art ou encore le New Museum of Contemporary Art.
Dans le domaine des sciences et des techniques, on trouve le New York Hall of Science, le Skyscraper Museum ou encore l'institut des arts et des sciences de Staten Island ; mais le plus prestigieux est le musée américain d'histoire naturelle avec ses 32 millions de spécimens et d'objets, ainsi que son planétarium.
Enfin, de nombreux musées illustrent l'histoire et la diversité ethnique de New York : au nord de Manhattan se trouvent le Studio Museum in Harlem (culture afro-américaine), le Musée de la ville de New York, the Hispanic Society of America et le musée du Barrio (culture hispanique et latino-américaine), le musée juif. Le New York City Fire Museum et le New York City Police Museum rendent hommage aux pompiers et aux policiers de la ville.
Liste des musées de New York :
- American Folk Art Museum
- Musée américain d'histoire naturelle
- Brooklyn Academy of Music
- Brooklyn Museum
- Carnegie Hall
- The Cloisters
- The Frick Collection
- Jacques Marchais Museum of Tibetan Art
- The Hispanic Society of America
- Lincoln Center for the Performing Arts
- Metropolitan Museum of Art (« The Met »)
- Museum of Modern Art (The « MoMA »)
- Musée de la ville de New York
- El Museo del Barrio
- Solomon R. Guggenheim Museum
- National Museum of the American Indian
- New Museum of Contemporary Art
- New York City Fire Museum
- New York City Police Museum
- MoMA PS1
- Institut des arts et des sciences de Staten Island
- Studio Museum in Harlem
- Musée d'Art du Queens
- Whitney Museum of American Art

### Peinture

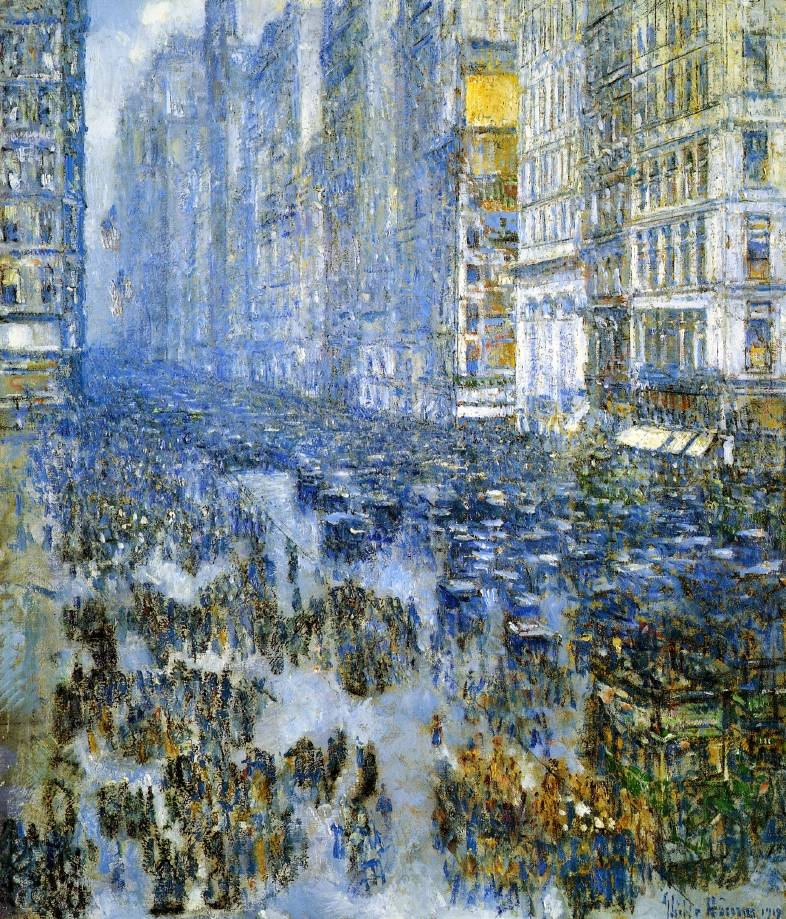
Fith Avenue in winter, Childe Hassam (1919).

L'école de New York inaugure l'expressionnisme abstrait pendant la Seconde Guerre mondiale, qui se divise en deux tendances principales : l'« Action painting » et le « Color Field painting ». Les premiers représentants de ce courant artistique sont Willem de Kooning, Clyfford Still, Jackson Pollock, Mark Rothko ou encore Ad Reinhardt.
Ces artistes sont suivis par une génération de femmes comme Joan Mitchell, Helen Frankenthaler et Lee Krasner. Viennent ensuite les artistes new-yorkais, du pop art comme Andy Warhol, Keith Haring ou Jean-Michel Basquiat et de l'art conceptuel comme Robert Morris, qui montrent la vitalité de New York dans le domaine de l'art contemporain.

## Dans la culture populaire

### Au cinéma

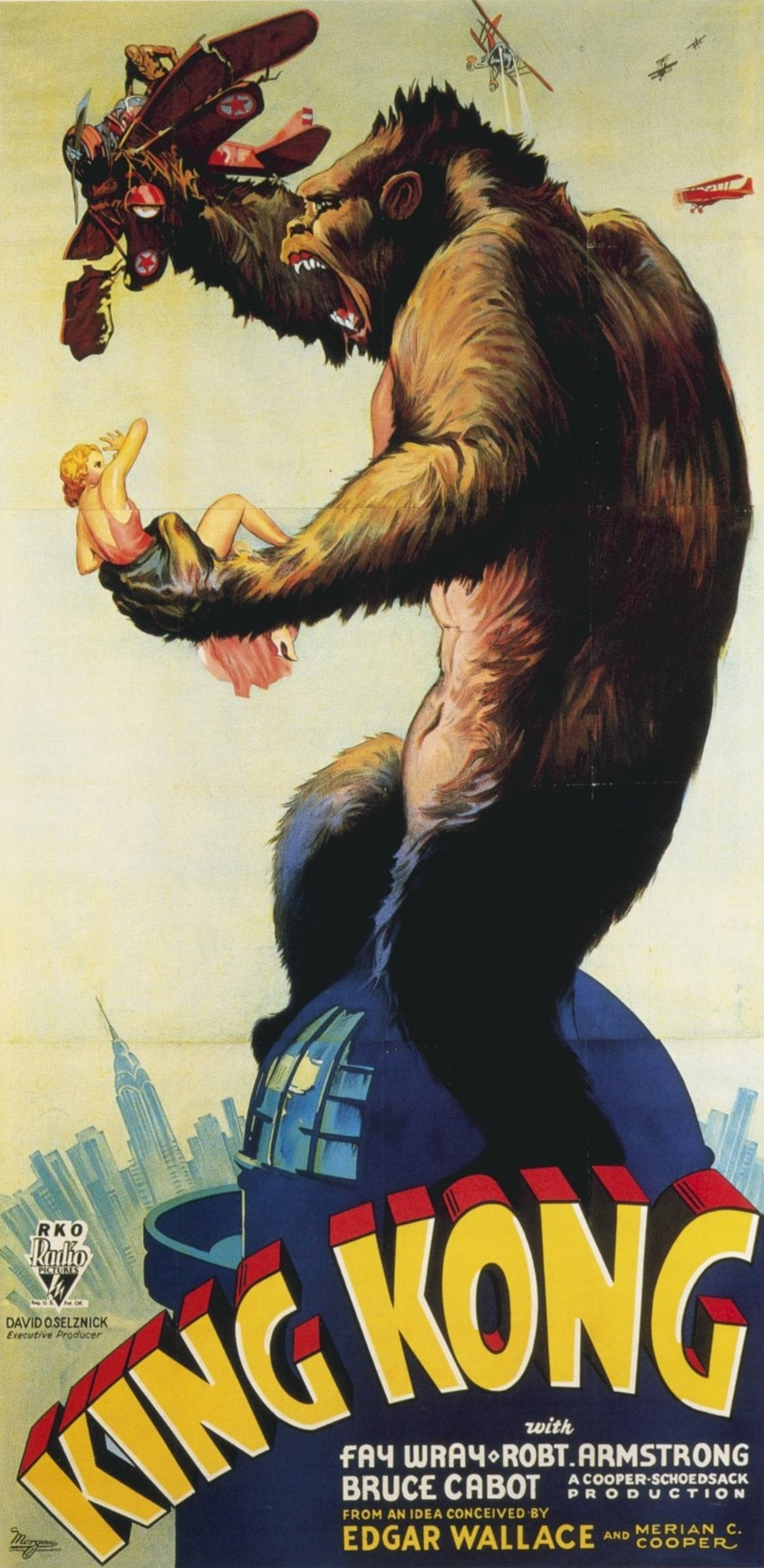
Affiche du film King Kong en 1933.

La ville de New York est le théâtre de très nombreux films et de très nombreuses séries télévisées : elle est le deuxième centre de production cinématographique des États-Unis, derrière Hollywood. Ceci s'explique par le fait que le cadre de Big Apple est propice aux tournages, avec ses gratte-ciel et sa multitude de petits quartiers qui constituent autant de communautés pittoresques ou inquiétantes, et correspondent à différents modes de vie. Les personnages des films se déroulant à New York peuvent ainsi être de toutes origines, avoir toutes sortes d'emplois, ce qui renforce cette image de melting-pot qu'il s'agit parfois de montrer dans ces mêmes films ou séries.
Les films célèbres qui se déroulent à New York sont légion, et la ville sert de décor à tous les genres cinématographiques. On peut citer New York, New York ou Gangs of New York du réalisateur new-yorkais Martin Scorsese qui deviendra, tout au long de sa filmographie, un véritable peintre de la ville, Diamants sur canapé de Blake Edwards, Manhattan de Woody Allen et les comédies musicales Un jour à New York, West Side Story et Fame. Dans un autre genre, les trois versions de King Kong ont toutes pour cadre New York, ainsi que Le Parrain, Il était une fois en Amérique et Les Affranchis, qui traitent de la mafia, ou encore dans un registre plus comique Un prince à New York, avec Eddie Murphy, Madagascar des studios Dreamworks, Le Diable s'habille en Prada, ou encore Le Gendarme à New York avec Louis de Funès. Les films de science-fiction post-apocalyptique prennent, eux aussi, pour cible la métropole comme : New York ne répond plus. Les sept adaptations cinématographiques du comics Spider-man mettent aussi largement en valeur l'architecture new-yorkaise, notamment lors des séquences où l'homme-araignée se déplace de bâtiment en bâtiment dans la ville.
La présence massive de New York comme décor de film fait de la ville un lieu étrangement familier pour les habitants du monde entier, comme l'observe le réalisateur et scénariste Jean-Claude Carrière : « Ma première impression, qui ne disparaîtra jamais et que beaucoup de visiteurs ont partagé, est de traverser une ville où j'ai déjà vécu. Je la connais, comme tout le monde, par le cinéma. Je la connais et je la reconnais. Même les sirènes de police me sont familières. Le cinéma a fait de New York une ville des pas perdus, une cité spectrale où nous avons tous voyagé, un jour ou l'autre. »
Les attentats du 11 septembre 2001 ont également inspiré plusieurs réalisateurs, qui ont mis en images soit les attaques terroristes elles-mêmes, soit l'impact qu'elles ont eu sur la ville et ses habitants. Ainsi le générique de La 25e Heure, de Spike Lee, montre-t-il des faisceaux lumineux sous plusieurs angles, avant qu'un plan plus large ne révèle que ce sont ceux qui s'élèvent vers le ciel pour remplacer les tours du World Trade Center désormais disparues. Le film The Guys avec Sigourney Weaver sorti en 2002 traitait, lui, de la difficulté d'oublier ces événements et de surmonter l'absence des personnes mortes ce jour-là. La même année, 11'09"01 - September 11 (Onze minutes, neuf secondes, une image) réunissait onze réalisateurs d'origines diverses, chacun montrant un point de vue différent sur les attentats. En 2004, Michael Moore incluait dans son documentaire Fahrenheit 9/11 de nombreuses séquences des attaques. Le film World Trade Center d'Oliver Stone dépeint, lui, la chronologie de cette journée à travers le regard de deux policiers, l'un d'eux étant interprété par Nicolas Cage. C'est la première grande production hollywoodienne à traiter de manière directe ces attentats.
En 2007, dans Je suis une légende de Francis Lawrence, l'on peut voir la ville de New York dépourvue de tous ses habitants ; la scène du flashback durant l'évacuation et l'explosion du pont de Brooklyn est la plus chère jamais tournée à New York : six jours de tournage pour 6 millions de dollars,. En 2008, la crise économique a inspiré Oliver Stone pour son film Wall Street : L'argent ne dort jamais.

### À la télévision

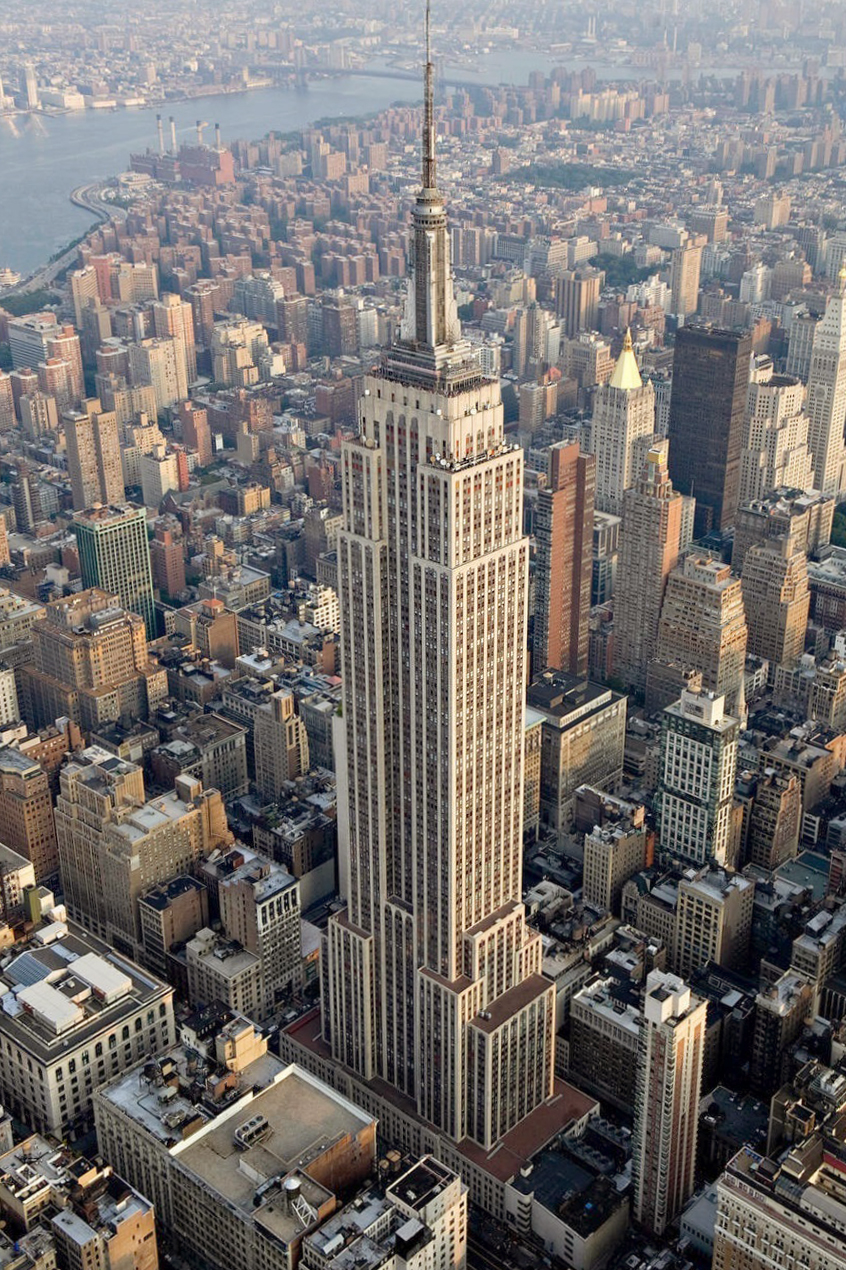
L'Empire State Building, dans le quartier de Midtown, est un symbole de la ville et apparaît régulièrement à la télévision.

Parmi les sitcoms les plus connues qui se déroulent à New York, on peut citer Friends (qui a intégré la ville de New York à la série pendant dix ans, avec les plans de la ville que l'on voit dans tous les épisodes, les visites de lieux célèbres…), mais aussi Jessie, Spin City, Brooklyn Nine-Nine, How I Met Your Mother, Les Sorciers de Waverly Place, Will et Grace, Ugly Betty, Shadowhunters ou Gossip Girl par exemple. Le sitcom Seinfeld a aussi contribué à mettre la ville de New York en valeur avec ses personnages et ses aventures et ce, pendant neuf ans.
Cependant, la série récente qui a le plus mis Big Apple en valeur est incontestablement Sex and the city puisque, tournée sur place, au cœur de la mégapole, elle a mis la ville au premier plan. New York a ainsi été envisagé par les créateurs non comme un simple décor, mais comme la « cinquième dame » de la série, s'ajoutant aux quatre héroïnes. La ville est absolument indissociable de la série et les scénaristes ont toujours tenté d'ancrer les épisodes dans la réalité new-yorkaise, par exemple en faisant dîner les personnages dans des restaurants réels et à la mode au moment du tournage. Enfin, ils ont fait évoluer les personnages en même temps que la ville, faisant emménager le personnage de Samantha dans un loft du Meatpacking District, au sud de Manhattan, juste au moment où celui-ci émergeait comme un quartier résidentiel (et non plus industriel) très à la mode. Le personnage de Miranda est contraint de déménager à Brooklyn pour trouver un logement qui pourra accueillir sa nouvelle famille agrandie, un exemple révélateur de la hausse des prix de l'immobilier dans Manhattan, qui a contraint de nombreuses personnes — même aisées — à aller vivre dans les autres arrondissements de la ville.
New York inspire aussi beaucoup les auteurs de séries policières. On retrouve ainsi toutes sortes de séries qui traitent des affaires criminelles dans la ville de New York, avec par exemple Les Experts : Manhattan, Castle, FBI : Portés disparus, New York, police judiciaire, New York, section criminelle, New York, unité spéciale, New York Police Blues, Blue Bloods, New York 911 qui traite davantage du rôle des pompiers et des services de secours à New York ou encore Unforgettable.

### Dans les jeux vidéo

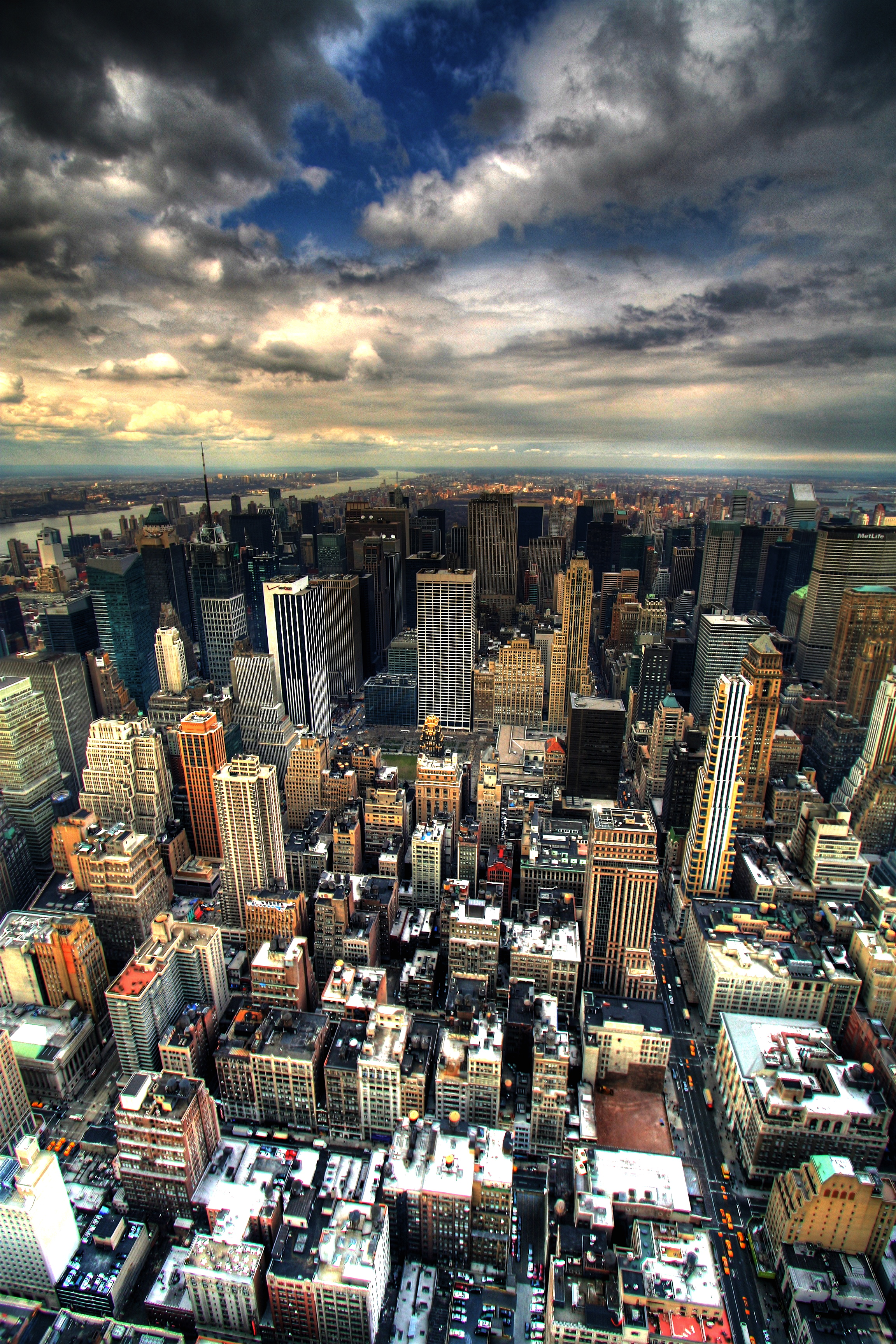
Manhattan, l'un des cinq arrondissements de la ville de New York, inspire de nombreux jeux vidéo.

La ville de New York est également utilisée comme cadre de plusieurs jeux vidéo. Ainsi, la série des Grand Theft Auto, dans ses opus III et surtout IV, se déroule dans une métropole nommée « Liberty City », mais dont l'architecture, le réseau ferroviaire, les monuments (statue de l'Hilarité pour la statue de la Liberté, la Rotterdam Tower pour la copie exacte de l'Empire State Building, le Chrysler Building, le One Court Square, le Flatiron Building, le Getalife pour la copie du MetLife Building, les One, Two, Three et Four World Financial Center, la Hearst Tower, le pont de Brooklyn, l'Unisphere, la cathédrale Saint-Patrick, le Masjid Malcolm Shabazz (en), la Wonder Wheel, le Middle Park pour Central Park et le métro), les arrondissements (Brooker/Brooklyn, Dukes/Queens, Algonquin/Manhattan, Bohan/Bronx, pour GTA IV) et l'organisation urbaine font davantage que s'inspirer de ceux de New York. GTA III ne possède pas toutes ces similitudes en restant sur une inspiration plus timide.
Un exemple plus pertinent est celui de Max Payne, dont les deux volets se déroulent dans un New York respectivement enneigé puis pluvieux. Max Payne y reprend les thèmes du film noir. Le premier opus, sorti en 2001, fait d'ailleurs l'objet d'une adaptation cinématographique sous la bannière de 20th Century Fox, qui est sortie à la fin de l'année 2008.
La cinématique d'introduction de Grand Theft Auto 2 est visiblement tournée dans les quartiers de New York. Les tours du World Trade Center y apparaissent.
Dans Mafia II, l'action se déroule dans la ville fictive d'Empire Bay, largement inspirée du New York du milieu des années 1940 et du début des années 1950 avec des monuments célèbres comme l'Empire State Building et le Chrysler Building, le pont de Brooklyn, les quartiers de Little Italy et Chinatown.
L'action de Parasite Eve, sorti en 1998 sur PlayStation, se situe à New York et plus précisément à Manhattan. Tout au long de l'aventure, on peut visiter des lieux comme Carnegie Hall, Central Park, le muséum d'histoire naturelle, le métro new-yorkais, Chinatown, ou encore le Chrysler Building (lorsque l'on termine le jeu une deuxième fois). L'action se situant en hiver, les décors sont enneigés.
La dernière mission de la campagne solo de Battlefield 3, nommée « Destruction massive » se passe dans New York, que le héros Henry Blackburn sauve d'un attentat en désamorçant une ogive nucléaire à Times Square.

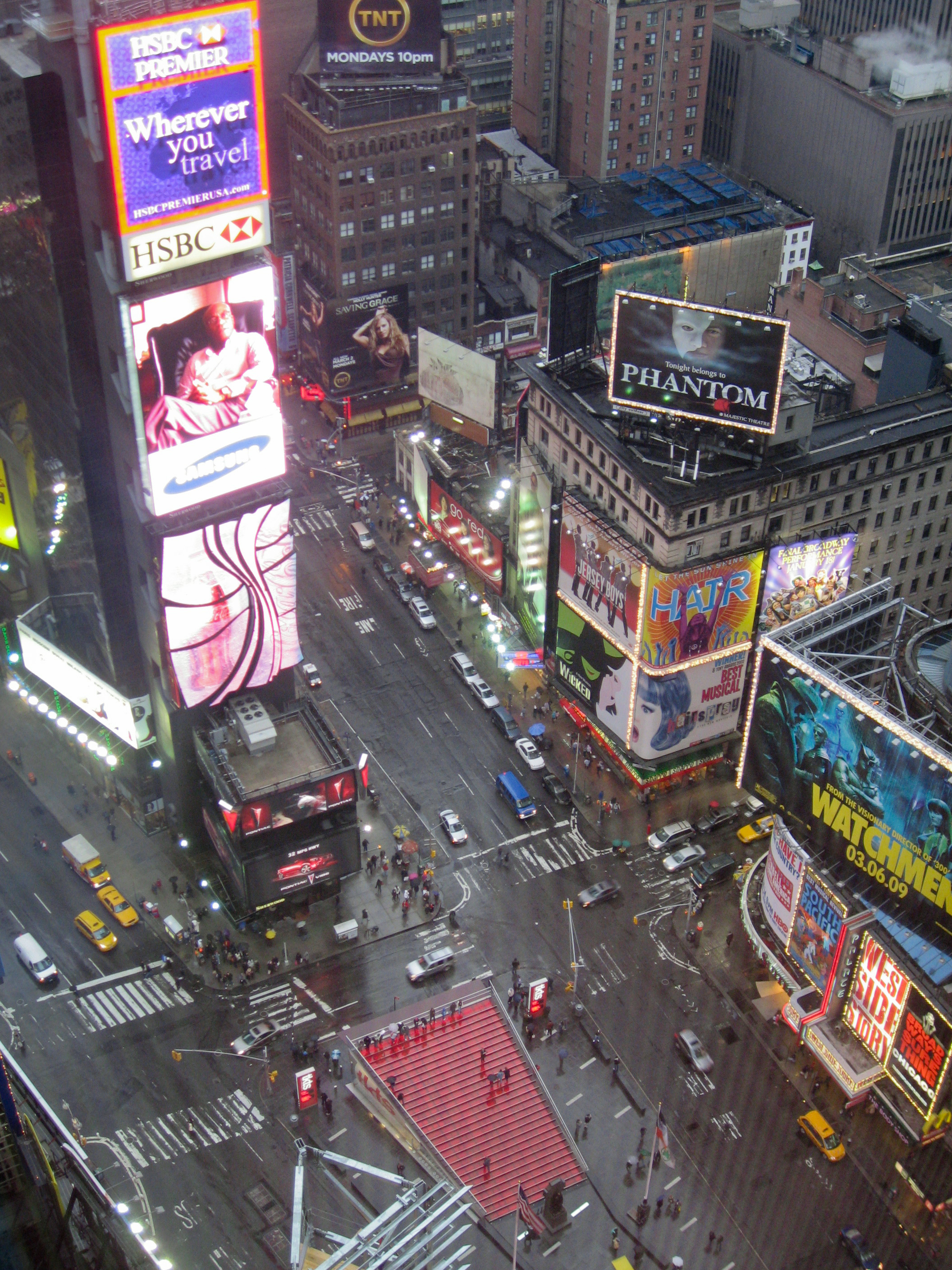
Times Square est l'un des quartiers les plus souvent représentés dans les jeux vidéo.

Le deuxième opus de la série True Crime, True Crime: New York City se situe dans le quartier de Manhattan : le joueur incarne un policier du nom de Marcus Reed qui, après la mort de son collègue et ami, cherche une taupe dans l'unité anti-mafia. On peut voir dans cet opus de nombreux bâtiments de New York.
Le jeu Crysis 2 se passe dans un New York dévasté par une invasion alien, le joueur pouvant visiter des lieux emblématiques de New York comme Times Square ou encore comme le pont de Brooklyn.
Tous les opus de la série Spiderman se déroulent aussi à Manhattan et dans les deux derniers (Spiderman 2 et Spiderman 3 du film du même nom) l'intégralité du quartier est visitable.
Alone in the Dark est une série de Survival Horror dont le dernier est sorti sur Xbox 360 et PlayStation 3 est un jeu se déroulant quasi exclusivement à Central Park. The Darkness est un Horror-FPS à univers ouvert possédant comme base deux stations du métro new-yorkais (City Hall, nouvelle et désaffectée et Fulton). Quelques quartiers de Manhattan y sont accessibles dont le Lower East Side et Chinatown.
Le jeu Prototype s'inspire lui aussi de la ville de New York, mais seulement de l'île de Manhattan.
Deus Ex est un jeu de rôle/FPS dont l'intrigue se déroule principalement à New York.
Tycoon City: New York est un jeu de gestion où le joueur incarne un entrepreneur qui doit faire fortune en construisant un empire commercial et résidentiel à New York. Le jeu ne fait cependant figurer que le quartier de Manhattan et Liberty Island.
La région de la cinquième génération du jeu Pokémon sur consoles portables Nintendo (Unys en français, Unova en anglais) est basée sur la région de New York. En particulier, la ville principale s'inspire des gratte-ciel de Manhattan.
New York apparaît également dans le jeu vidéo Assassin's Creed III. Le jeu se déroulant durant la révolution américaine, la ville a été reproduite comme elle l'était à la fin du XVIIIe siècle. Cependant, une mission, se déroulant en 2012, permet d'escalader un immeuble de Manhattan. Assassin's Creed Rogue se déroule également en partie à New York, cette fois-ci durant la guerre de Sept Ans.
Dans le jeu The Crew, New York est reproduit presque à l'identique, tout comme les principales villes du pays.
Dans Tom Clancy's The Division, le joueur évolue dans un New York dévasté par le chaos.
Un des jeux vidéo les plus célèbres de sa génération Metal Gear Solid 2: Sons of Liberty a pour cadre indirect tant au début qu'à la fin, la ville de New York et plus précisément le pont George-Washington et le fleuve Hudson. En effet, la cinématique d'introduction se déroule sur ce pont avant que Solid Snake, le héros principal, ne se jette sur un tanker qui traverse la rivière. La scène de fin se déroulant, quant à elle, sur la rue de Wall Street.
Les jeux d'Insomniac Games Marvel's Spider-Man (2018), Marvel's Spider-Man: Miles Morales (2020) et Marvel's Spider-Man 2 (2022) prennent place dans la ville reproduite fidèlement, avec l'introduction de bâtiments fictifs de l'univers Marvel (la tour des Avengers, le Sanctum Sanctorum de Docteur Strange, la prison Raft construite sur Randall's Island...). Si dans les deux premiers jeux la carte se limitait à Manhattan, Marvel's Spider-Man 2 permet également d'explorer Brooklyn et le Queens.
De nombreux autres jeux et mini-jeux font référence à New York ou évoquent simplement le nom de la ville.

### Dans la littérature
Comme c'est le cas dans le domaine de la télévision, la ville de New York est une source d'inspiration pour de nombreux écrivains, parfois eux-mêmes originaires de la ville, qui ont soit consacré leur livre à New York, soit pris Big Apple comme cadre pour leur histoire.

### Dans la musique

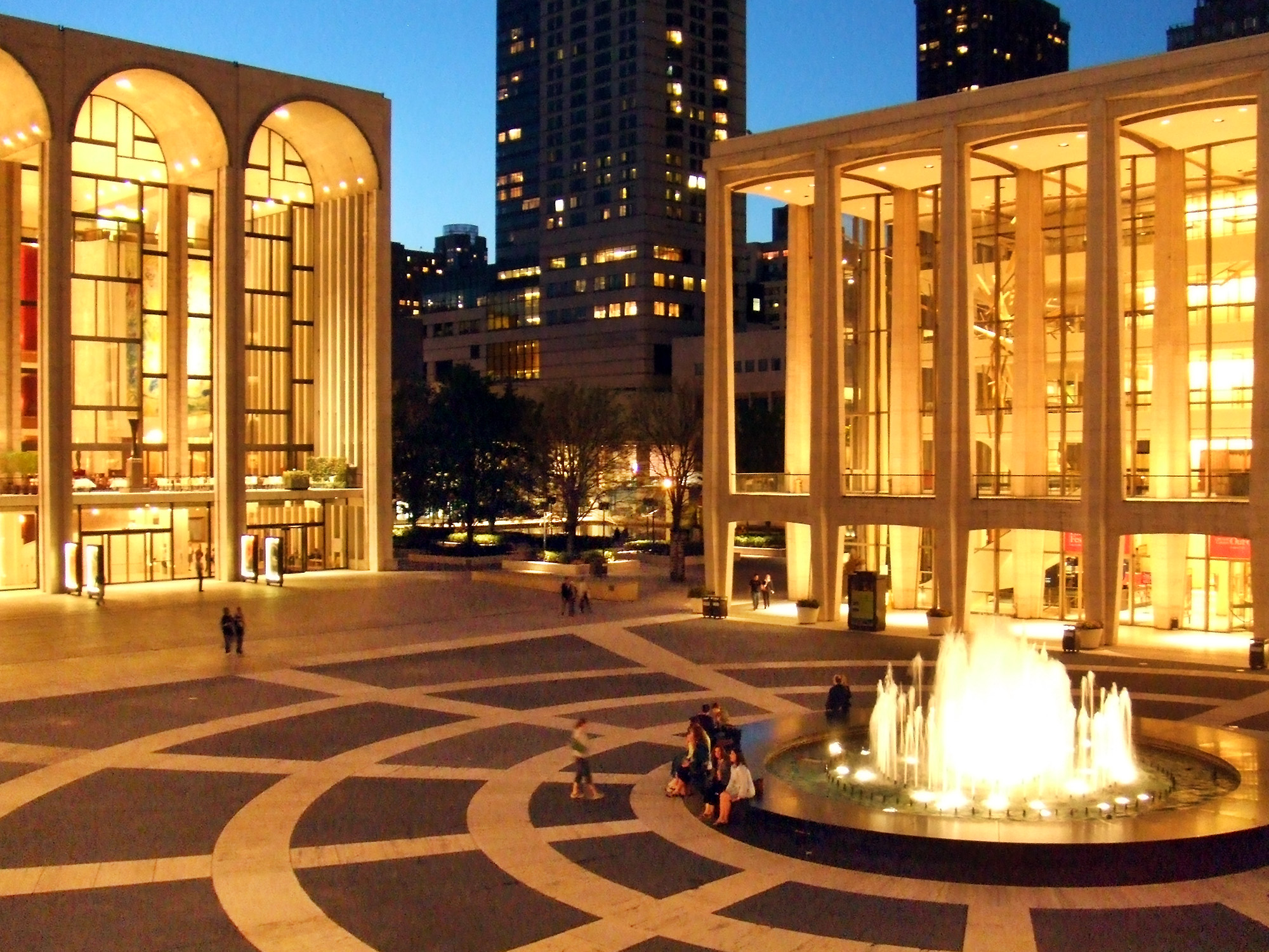
Le centre culturel du Lincoln Center for the Performing Arts.

La ville donne une place importante aux lieux de concerts, et entre autres aux clubs de jazz, mais l'industrie musicale a également été très inspirée par New York, ses différents quartiers, sa population, et son atmosphère particulière. La première fête de la musique (Make Music New York) a été organisée en 2007, sous l'impulsion d'Aaron Friedman. L'édition 2009 comprend quelque 900 groupes inscrits qui se produisent dans plusieurs arrondissements de la Grosse Pomme.
La chanson la plus célèbre est probablement New York, New York, composée par John Kander et écrite par Fred Ebb pour Liza Minnelli, puis reprise par Frank Sinatra. Ce standard glorifie New York comme la ville de tous les possibles, magnifiant son pouvoir d'attraction sur le reste du monde.

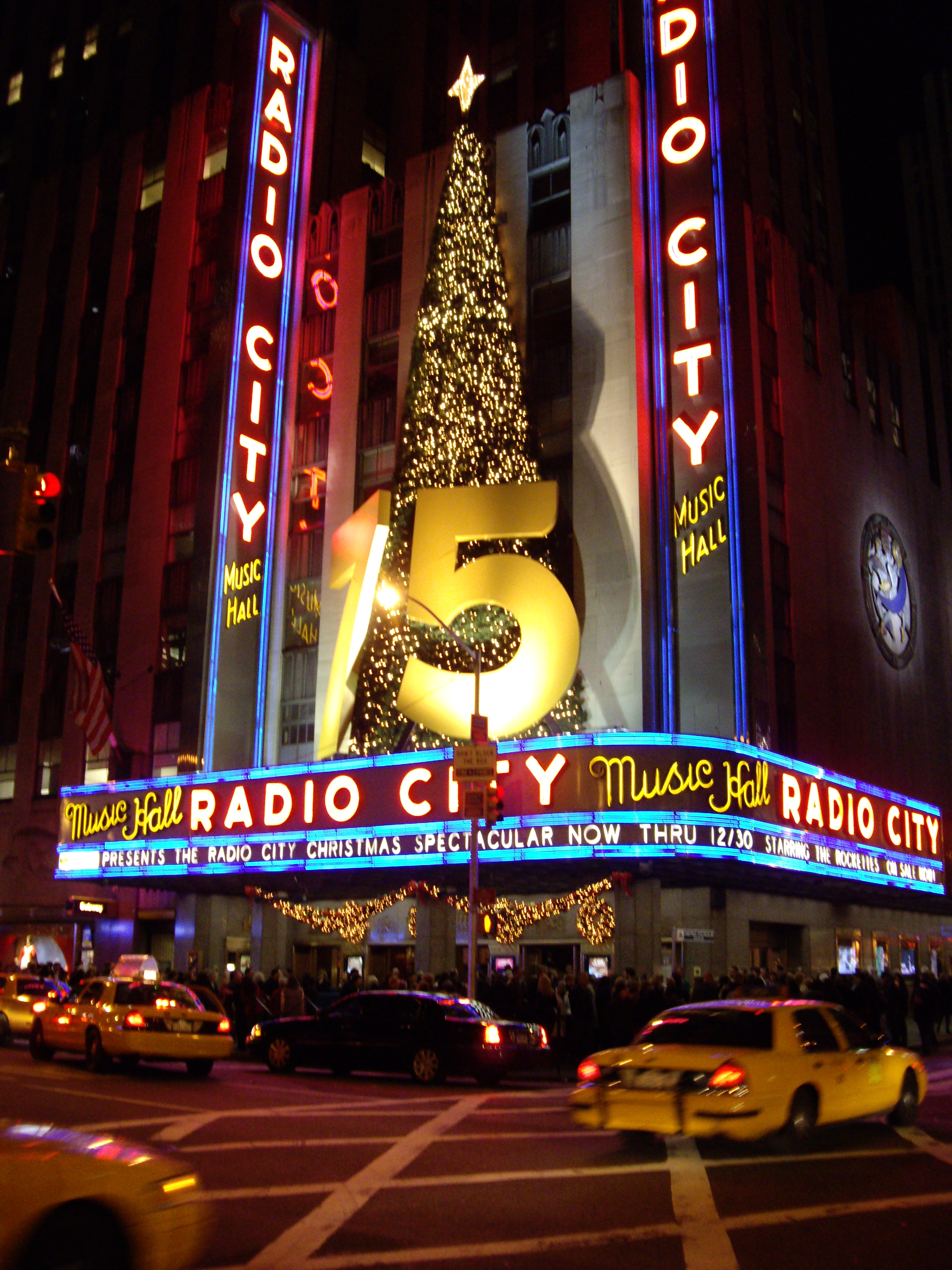
Le Radio City Music Hall.

Si certains déclarent leur amour à la ville tout entière (I Love New York de Madonna ; New York City Serenade de Bruce Springsteen ; New York de Bryan Adams ; NYC du groupe local Interpol ; An Open Letter To NYC et To the 5 Boroughs des Beastie Boys ; Jay-Z et Alicia Keys dans leur titre Empire State of Mind ou encore New York state of mind de Billy Joel), d'autres choisissent de n'évoquer que certains quartiers (Chelsea Morning, de Joni Mitchell ; Coney Island Baby, de Lou Reed ; Harlem, de Duke Ellington ; Central Park West, de John Coltrane ; Tribeca, de Kenny G), voire certaines rues (Seventh Avenue, de Rosanne Cash ; Positively 4th Street, de Bob Dylan ; Union Square, de Tom Waits ; Avenue B, d'Iggy Pop ; Ludlow Street, de Julian Casablancas) ou certains éléments de l'architecture new-yorkaise (Queensboro Bridge, de David Mead ; Times Square, de Marianne Faithfull ; Empire State Building, de Randy Newman). D'autres encore évoquent les transports de la ville, que ce soit ses taxis (Cabbies on Crack, de Ramones) ou son métro (My My Metrocard, de Le Tigre ; Subway Train, des The New York Dolls ; Take the A Train, morceau écrit par Duke Ellington et Billy Strayhorn ; Take the L Train (To 8 Ave.), de Brooklyn Funk Essentials). On peut aussi évoquer ici des artistes anglais comme Sting qui a célébré Big Apple avec sa chanson Englishman in New York, ou le groupe glam-rock T. Rex avec la chanson simplement intitulée New York City ou encore Sex Pistols avec New York. Les Irlandais des Pogues ont également fait leur tribut à la ville, avec Fairytale of New York, tout comme les Français Serge Gainsbourg (New York - USA), Michel Sardou (La Java de Broadway - Chanteur de Jazz) et Claude Nougaro (Nougayork).
Aussi, la vogue new-yorkaise des années 1970-1980 a vu le « déménagement » de deux Anglais célèbres à New York, tous deux sur les bords de Central Park : Mick Jagger et John Lennon. On trouve par exemple mention de New York dans la chanson Shattered des Rolling Stones, sur l'album Some Girls en 1978.
Plus récemment dans les années 2000, The Strokes, groupe américain, parle aussi de leur ville dans New York City Cops ou encore le groupe anti-folk français Herman Dune avec Take Him Back to New York City.
Dans le domaine de la musique classique, la ville est devenue après 1945 une place importante au niveau mondial tant au niveau de la qualité des grands orchestres qui y résident comme l'Orchestre philharmonique de New York, des salles de concert comme le Lincoln Center (accueillant le célèbre Metropolitan Opera) ou le Carnegie Hall, des écoles de musique réputées comme la Juilliard School, que des compositeurs qui y ont vécu et travaillé. Parmi les plus emblématiques se trouvent Leonard Bernstein qui composa notamment West Side Story en 1957 en hommage à sa ville, et plus récemment les deux fondateurs du courant de musique minimaliste, Steve Reich et Philip Glass, dont le travail est très lié à New York et son dynamisme culturel depuis la fin des années 1960.

### Dans la bande dessinée
Alors que certains des super héros les plus importants comme Spider-Man évoluent à New York ou dans des doubles fictionnels telle la corrompue et sombre Gotham City où se déroulent les aventures de Batman ainsi que, dans une moindre mesure (car d'abord inspirée de Toronto), Metropolis de Superman, le livre-fondateur qui marqua la rupture avec ce courant qualifié d'enfantin et en cela le passage du média à l'âge adulte, à savoir Un Pacte avec Dieu de Will Eisner, considéré d'ailleurs comme le premier roman graphique, évoque justement le quotidien de New York et de ses quartiers de même que de nombreux ouvrages postérieurs du même auteur (Big City, Dropsie avenue…).
L'important passé criminel de la métropole s'avère comme en télévision ou cinéma une source importante d'inspiration de récits divers. L'histoire du crime organisé new-yorkais a ainsi été racontée en détail dans la série Ce qui est à nous de David Chauvel et Erwan Le Saëc. Sous l'angle parodique, Tome et Janry évoquent également cet aspect en opposant leurs héros Spirou et Fantasio à la mafia italienne et aux triades chinoises le temps de deux épisodes (Spirou à New York et Luna fatale). Tome y situera également son polar noir Berceuse assassine (dessiné par Ralph Meyer) en forme de triptyque racontant la haine que se vouent un taximan new-yorkais et son épouse cherchant à s'assassiner mutuellement. Le NYPD n'est pas en reste avec les aventures du faux pasteur mais vrai flic Soda dessinées par Luc Warnant puis Bruno Gazzotti et scénarisées encore par Tome).
Dans un cadre fantastique, la ville version années trente sert également de décors aux aventures de Capricorne d'Andreas.
Plusieurs événements historiques ont été racontés en bande dessinée. Ainsi, les Draft Riots survenues lors de la Guerre de Sécession sont évoquées dans l'album Émeutes à New York de la série Les Tuniques bleues de Raoul Cauvin et Lambil. Par ailleurs, les attentats du 11 septembre 2001 ont eux inspiré à Art Spiegelman son album À l'ombre des tours mortes.

## Personnalités liées à New York

### Cinéma

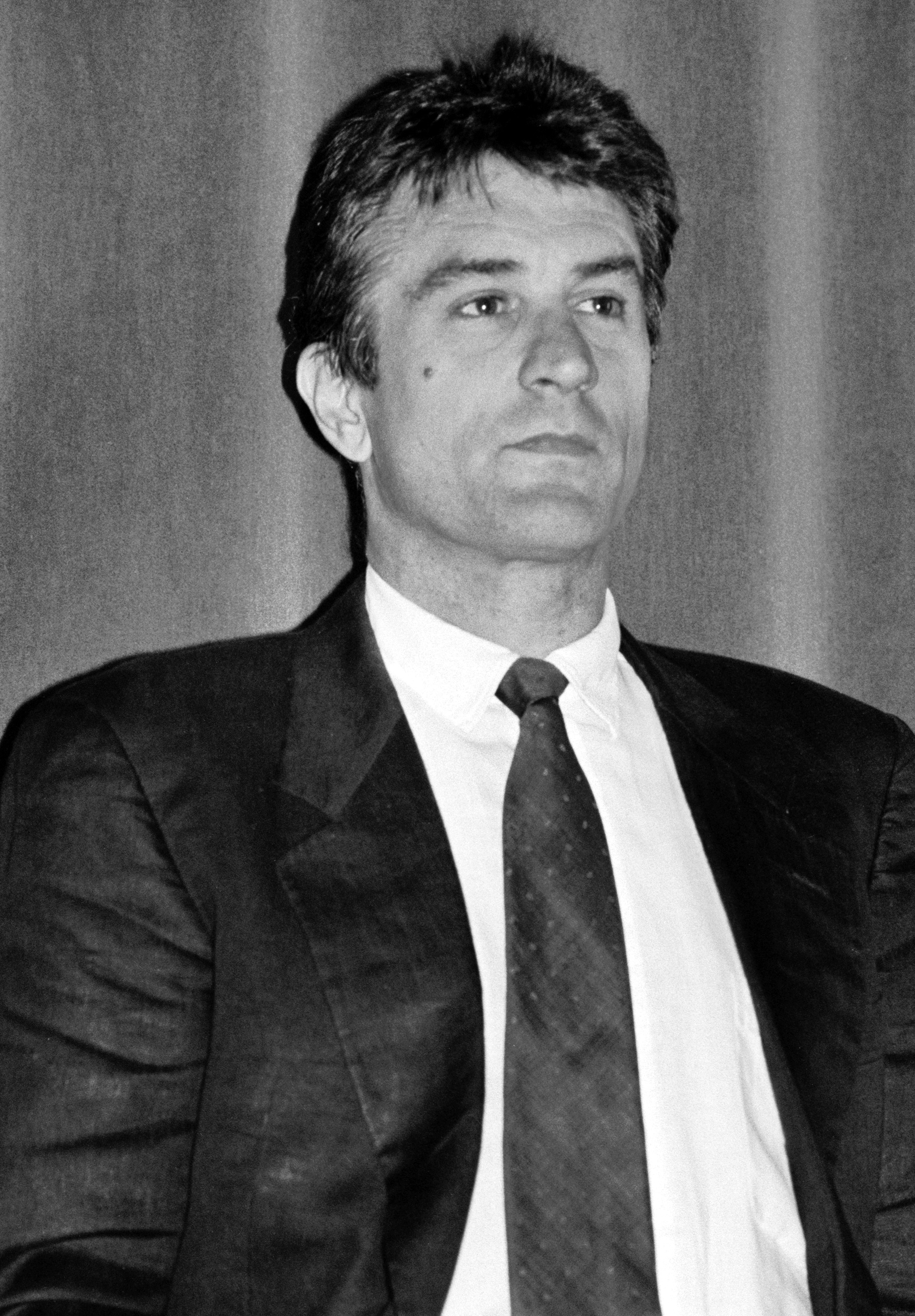
Robert De Niro, l'un des acteurs américains les plus célèbres, a tourné dans de nombreux films dont l'intrigue se déroule à New York, sa ville natale.

De très nombreux acteurs, réalisateurs, scénaristes sont originaires de New York, même si la plupart des activités du septième art sont situées à Hollywood en Californie.
Parmi les réalisateurs les plus célèbres, on retrouve Woody Allen, né à Brooklyn en 1935, Martin Scorsese, né à Queens en 1942, László Benedek, d'origine hongroise mais mort à New York, Stanley Kramer né à Brooklyn, Stanley Kubrick né dans le Bronx, Jerome Robbins, Herbert Ross, Oliver Stone, Spike Lee, Jerry Schatzberg ou encore George A. Romero, maître du film de zombies.
Les acteurs et actrices célèbres originaires de Big Apple sont très nombreux. Les plus illustres sont Humphrey Bogart, Robert De Niro, Al Pacino, David Schwimmer, Jack Nicholson et Sylvester Stallone pour les hommes, Shirley Booth, Joan Crawford, Susan Hayward, Anne Hathaway, Judy Holliday, Fran Drescher, Sarah Michelle Gellar, Scarlett Johansson ou encore Jennifer Aniston pour les femmes.

### Physique
La ville de New York a formé de nombreux prix Nobel de physique, notamment grâce à la Bronx High School of sciences, ainsi qu'à la prestigieuse université Columbia. Parmi les grands physiciens de la ville de New York, on retrouve Richard Feynman, Melvin Schwartz, Sheldon Lee Glashow, Steven Weinberg, Charles Harding Townes, Russell Hulse, H. David Politzer ou encore Roy J. Glauber, tous lauréats du prix Nobel.

### Journalisme et littérature
Le New York Times est l'un des journaux les plus lus et les plus prestigieux au monde. Cependant, il n'est qu'un exemple de la puissance de la presse new-yorkaise. Ainsi, de nombreux journalistes brillants sont originaires de Big Apple parmi lesquels William Sherman, William Safire, Joseph Lelyveld ou encore William Taubman, tous vainqueurs du prix Pulitzer, remis chaque année à Manhattan dans l'université Columbia.
New York accueille aussi le siège de nombreuses maisons d'édition (telles que Penguin Random House).

### Musiciens
Big Apple est une ville monde, un carrefour des cultures et des civilisations, ce qui se retrouve dans les arts, notamment la musique, la chanson, de telle sorte que de nombreux artistes, originaires par leurs parents de différentes régions de la planète, de différents États des États-Unis sont nés, ont grandi, étudié ou habité longtemps dans la ville de New York. Comme pour d'autres domaines culturels, les styles et les influences se classent selon les courants (folk, jazz, soul, funk, rock, pop, disco, rap, dance, techno, R&B…), mais aussi selon les quartiers (Greenwich Village, Harlem, Brooklyn, le Bronx ou encore Queens).
Des années 1930 aux années 1990, cette métropole fournit de nombreux artistes de réputation nationale et internationale : on pense notamment au succès du jazz, des orchestres, des clubs, des chefs d'orchestre et des solistes à partir des années 1930, surtout dans les années 1940 et les années 1950. On peut ainsi prendre l'exemple des chanteurs et compositeurs Carole King, née dans le quartier de Brooklyn, Paul Simon, né à Queens, et Lou Reed des Velvet Underground, du groupe Kiss formé dans le quartier de Queens en 1972, de Barry Manilow, compositeur, chanteur, acteur, présentateur et producteur né à Brooklyn, du groupe Blondie formé à Manhattan en 1975, de The Fleshtones, formés en 1976 dans le quartier de Queens, du groupe Beastie Boys formé à Brooklyn en 1979, Barbra Streisand, chanteuse, actrice, productrice et réalisatrice née à Brooklyn, Moby, DJ et producteur de musique électronique né dans le quartier de Manhattan, tout comme les chanteuses Lana Del Rey et Lady Gaga, le chanteur Art Garfunkel né à Queens, le pianiste du groupe Blondie Jimmy Destri né à Brooklyn, le rappeur P.Diddy né à Harlem, Mobb Deep groupe de rap constitué de Prodigy et Havoc tous deux issus de Queensbridge à Queens, Jay-Z rappeur né à Brooklyn, la diva Christina Aguilera née dans le quartier de Staten Island, la chanteuse de jazz Norah Jones née à Brooklyn bien qu'elle passa son adolescence au Texas, Jennifer Lopez, chanteuse et actrice née dans le quartier du Bronx, Julian Casablancas et Nick Valensi, membres fondateurs du groupe rock The Strokes sont nés à Manhattan, la chanteuse de Soul/R'n'B et occasionnellement actrice Alicia Keys née dans le quartier de Harlem au nord de Manhattan, 50 cent (Curtis Jackson), rappeur né à Queens, Notorious B.I.G, rappeur (assassiné) né à Brooklyn, John Frusciante, guitariste des Red Hot Chili Peppers né à Queens, Tupac Shakur (2 Pac), rappeur (assassiné) né à East Harlem, Nas, rappeur né à Queens, Stretch, rappeur (assassiné) né à Queens, ainsi que les rappeurs du Wu-Tang Clan de Staten Island. On peut rajouter le groupe fondateur du mouvement punk, Ramones, formé à Queens et dont deux des membres d'origine, le chanteur Joey Ramone et le guitariste Johnny Ramone sont nés respectivement à Queens et Long Island. D'autres membres de ce groupe sont également originaires de Big Apple : C. J. Ramone et Richie Ramone (Queens) et Marky Ramone (Brooklyn), Amy Lee du groupe Evanescence habite New York depuis de nombreuses années.
Ces artistes ne représentent cependant qu'une infime partie des chanteurs originaires de la ville. Certains ont donné de célèbres concerts à Central Park, en présence d'une foule immense ; ainsi en 1973, Carole King fit un concert gratuit en plein air qui a attiré plus de 100 000 personnes.

## Jumelages
La ville de New York est jumelée avec de très nombreuses villes. Les relations avec certaines d'entre elles sont plus importantes que d'autres, en particulier les capitales des pays proches et les importantes places financières.
| Ville | Ville          | Pays | Pays                   | Période                   |
| ----- | -------------- | ---- | ---------------------- | ------------------------- |
|       | Alger          |      | Algérie                |                           |
|       | Borås          |      | Suède                  |                           |
|       | Brasilia       |      | Brésil                 | depuis 2004               |
|       | Budapest       |      | Hongrie                | depuis 1992               |
|       | Cali           |      | Colombie               |                           |
|       | Dubaï          |      | Émirats arabes unis    |                           |
|       | Jakarta        |      | Indonésie              |                           |
|       | Johannesbourg  |      | Afrique du Sud         | depuis 2003               |
|       | Jérusalem      |      | Israël                 | depuis 1993               |
|       | La Paz         |      | Bolivie                |                           |
|       | Le Caire       |      | Égypte                 | depuis 1982               |
|       | Londres        |      | Royaume-Uni            | depuis 2001               |
|       | Madrid         |      | Espagne                | depuis 1982               |
|       | Marrakech      |      | Maroc                  |                           |
|       | Mexico         |      | Mexique                |                           |
|       | Oslo           |      | Norvège                |                           |
|       | Pékin          |      | Chine                  | depuis le 25 février 1980 |
|       | Saint-Domingue |      | République dominicaine | depuis 1983               |
|       | Shanghai       |      | Chine                  | depuis 2013               |
|       | Séoul          |      | Corée du Sud           |                           |
|       | Tel Aviv       |      | Israël                 | depuis 1996               |
|       | Tokyo          |      | Japon                  | depuis le 29 février 1960 |
|       | Târgoviște     |      | Roumanie               |                           |

## Images de la ville

### Galerie

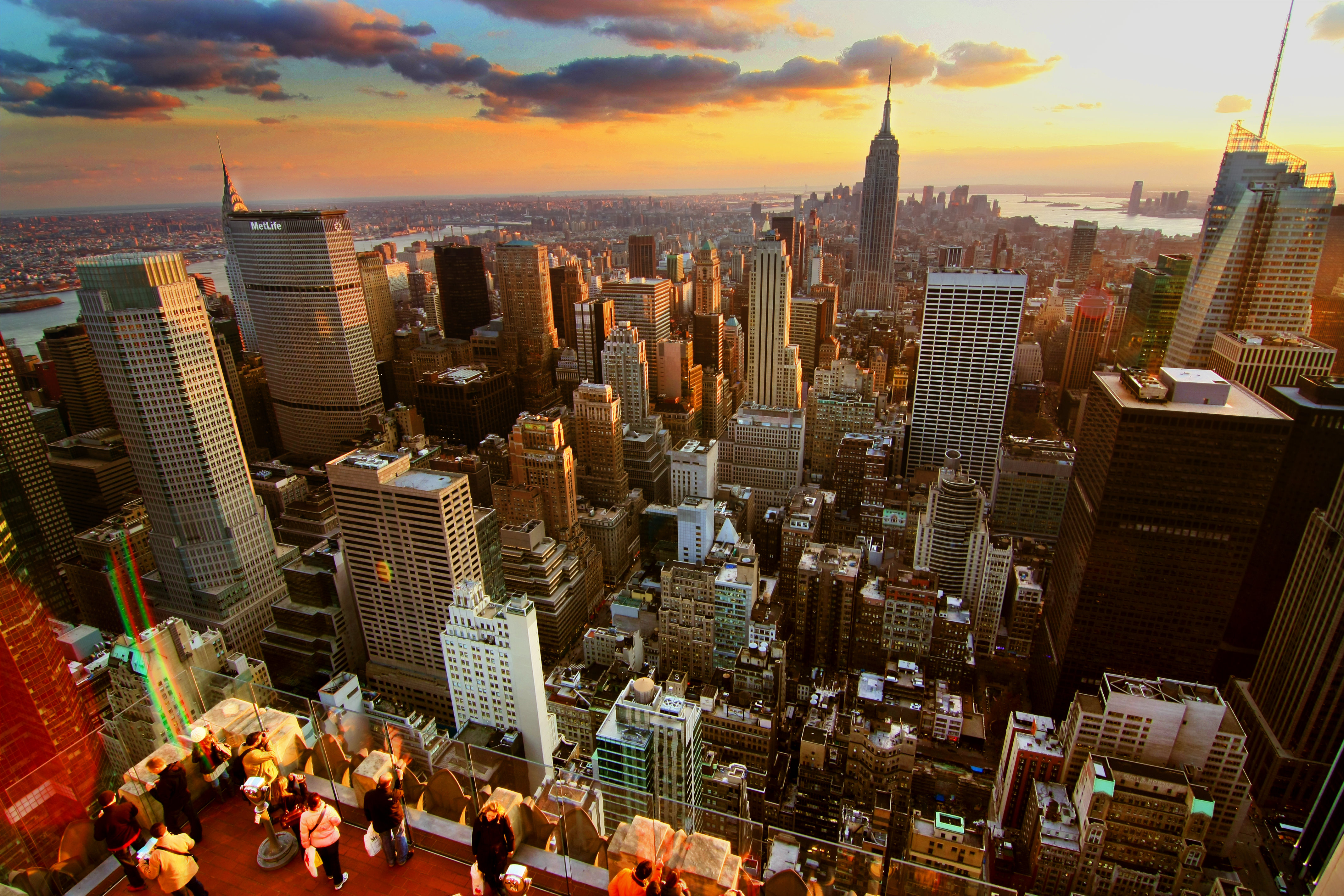
Vue sur Midtown, depuis le Comcast Building (HDR).
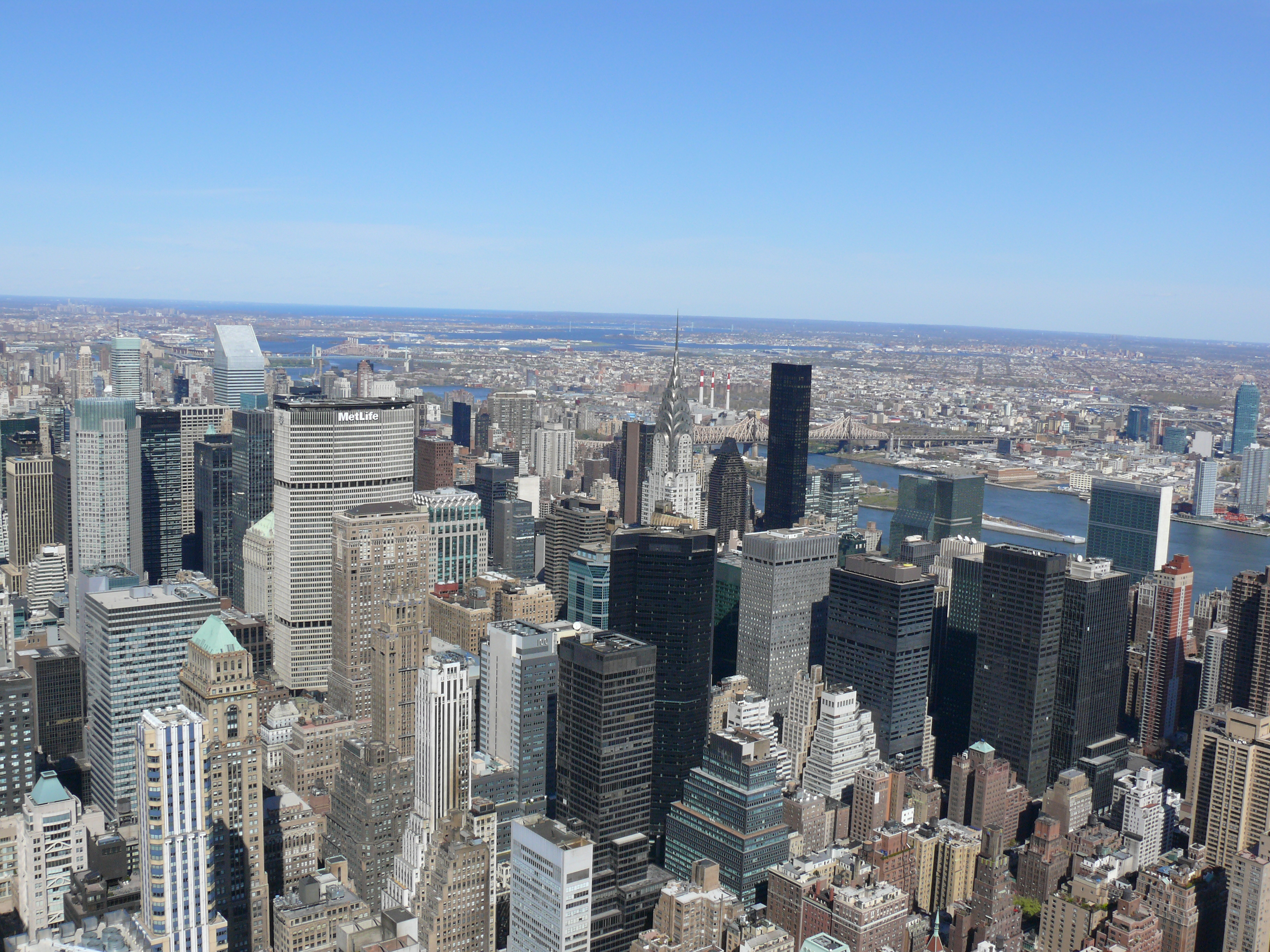
Vue sur Midtown Manhattan, depuis l'Empire State Building.
La statue de la Liberté.
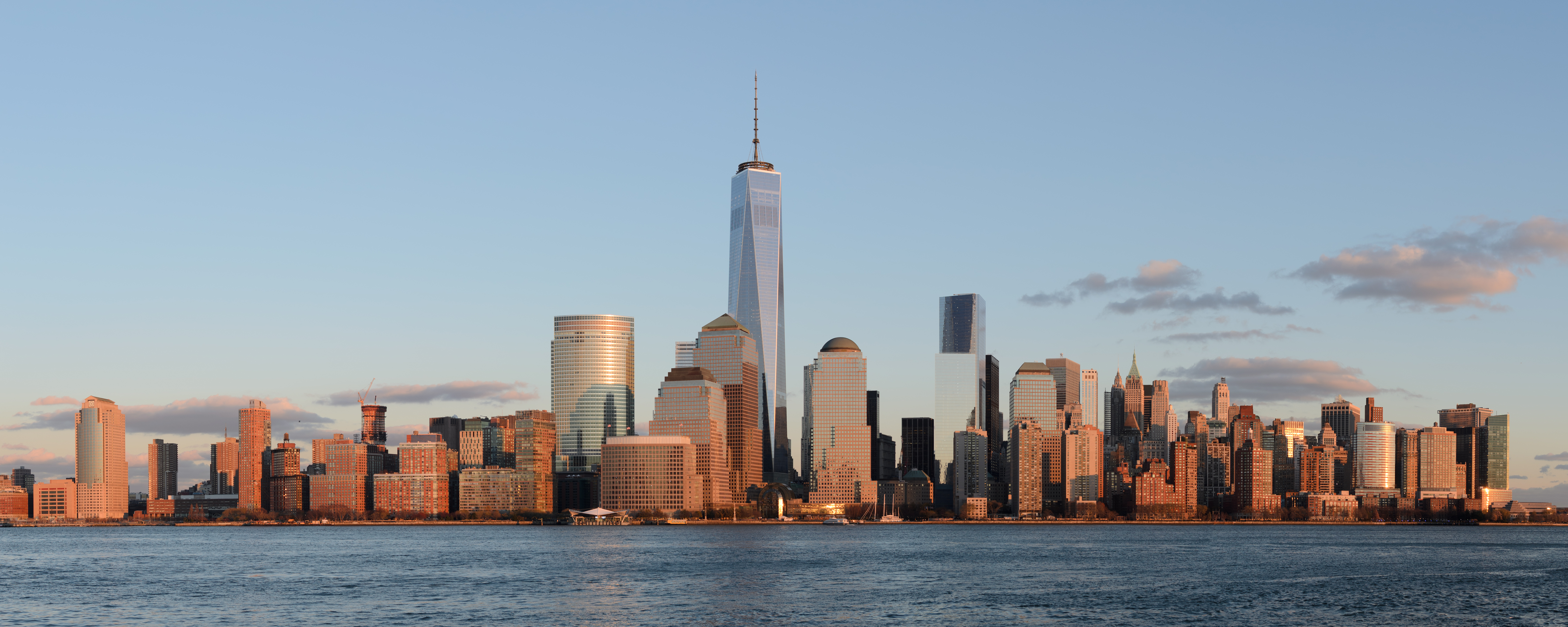
Vue sur Financial District, avec le World Financial Center et le One World Trade Center (au centre), depuis Jersey City (New Jersey).
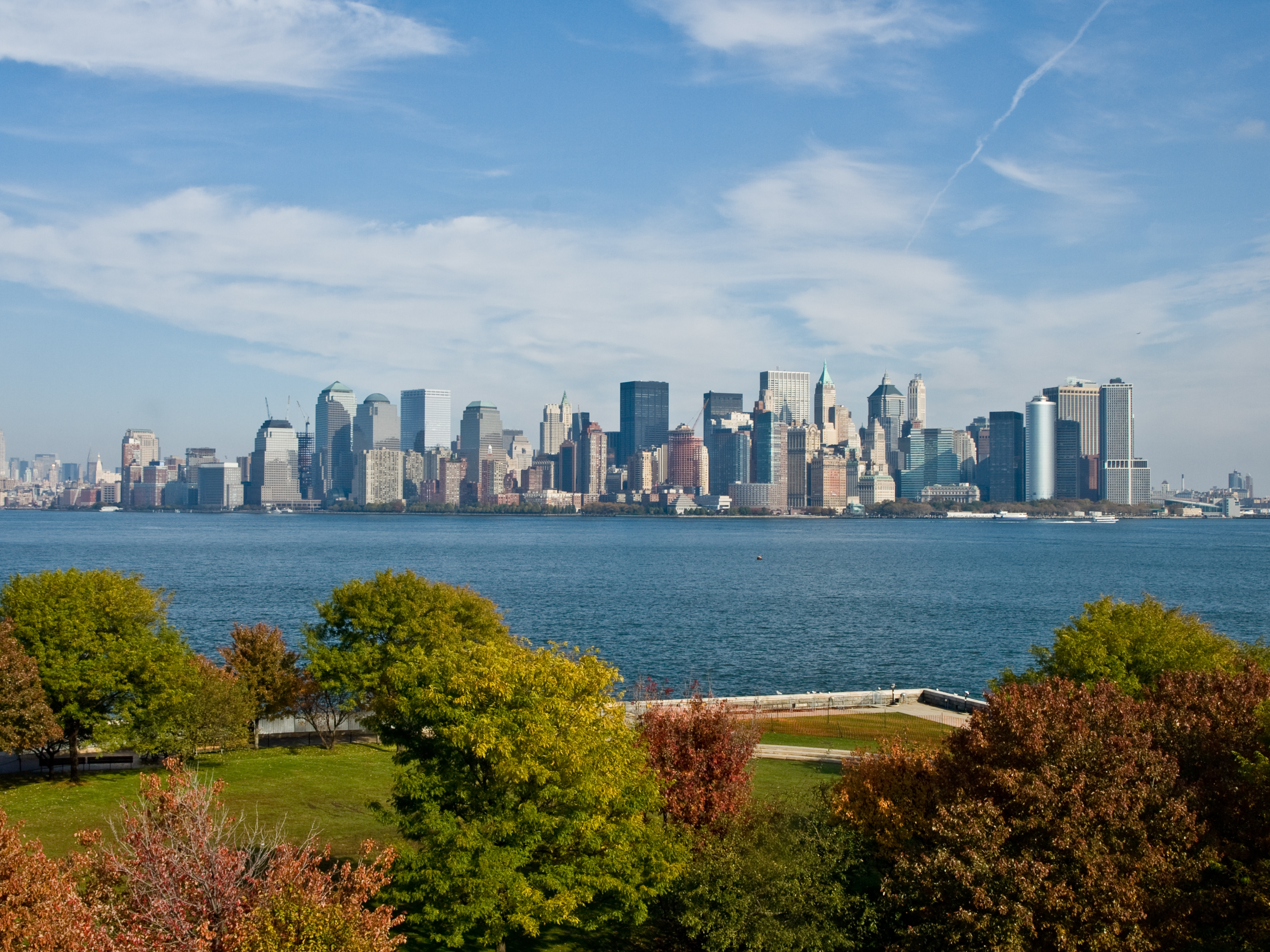
Vue sur Lower Manhattan depuis Ellis Island.
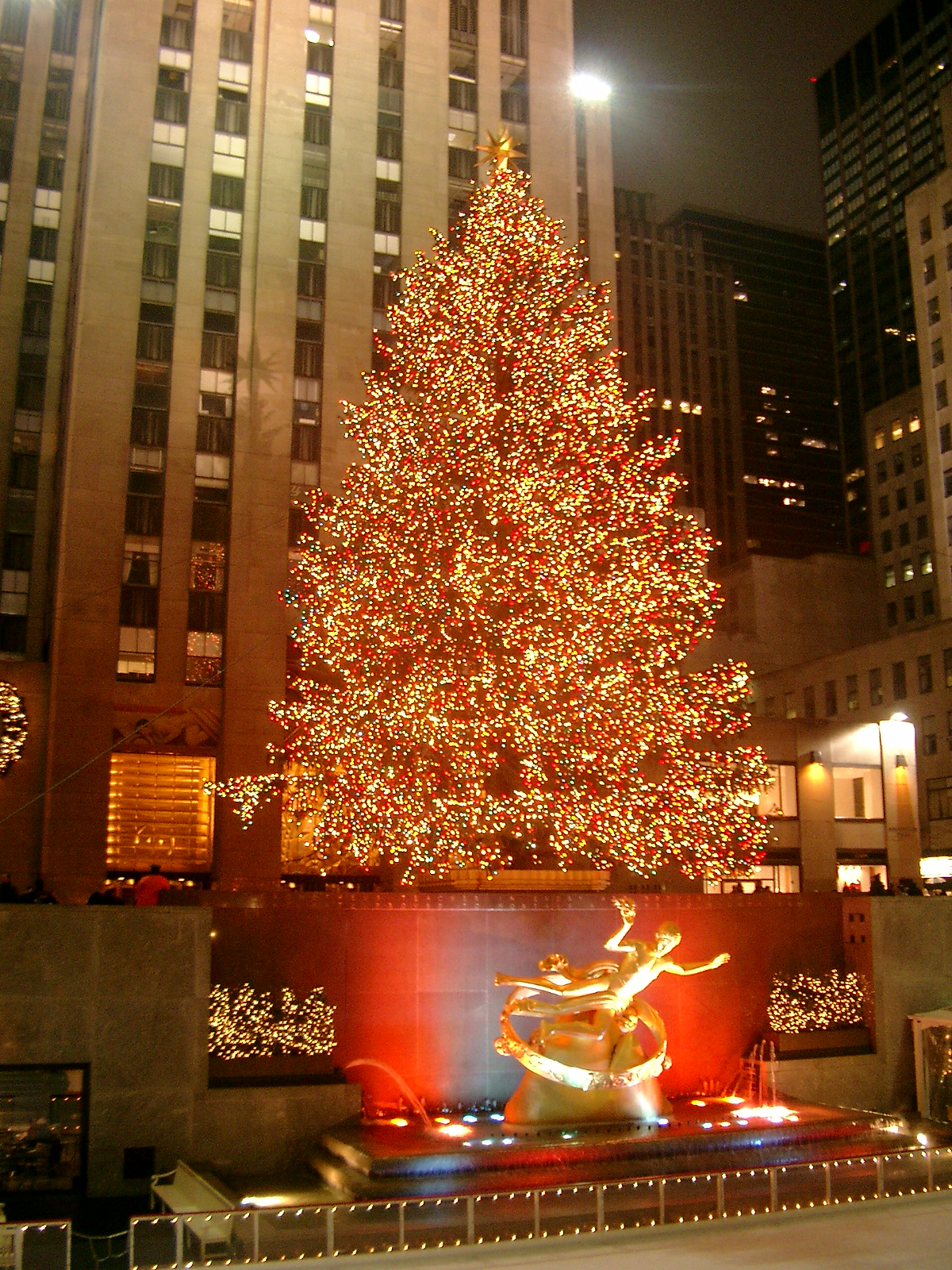
Arbre de Noël du Rockefeller Center.
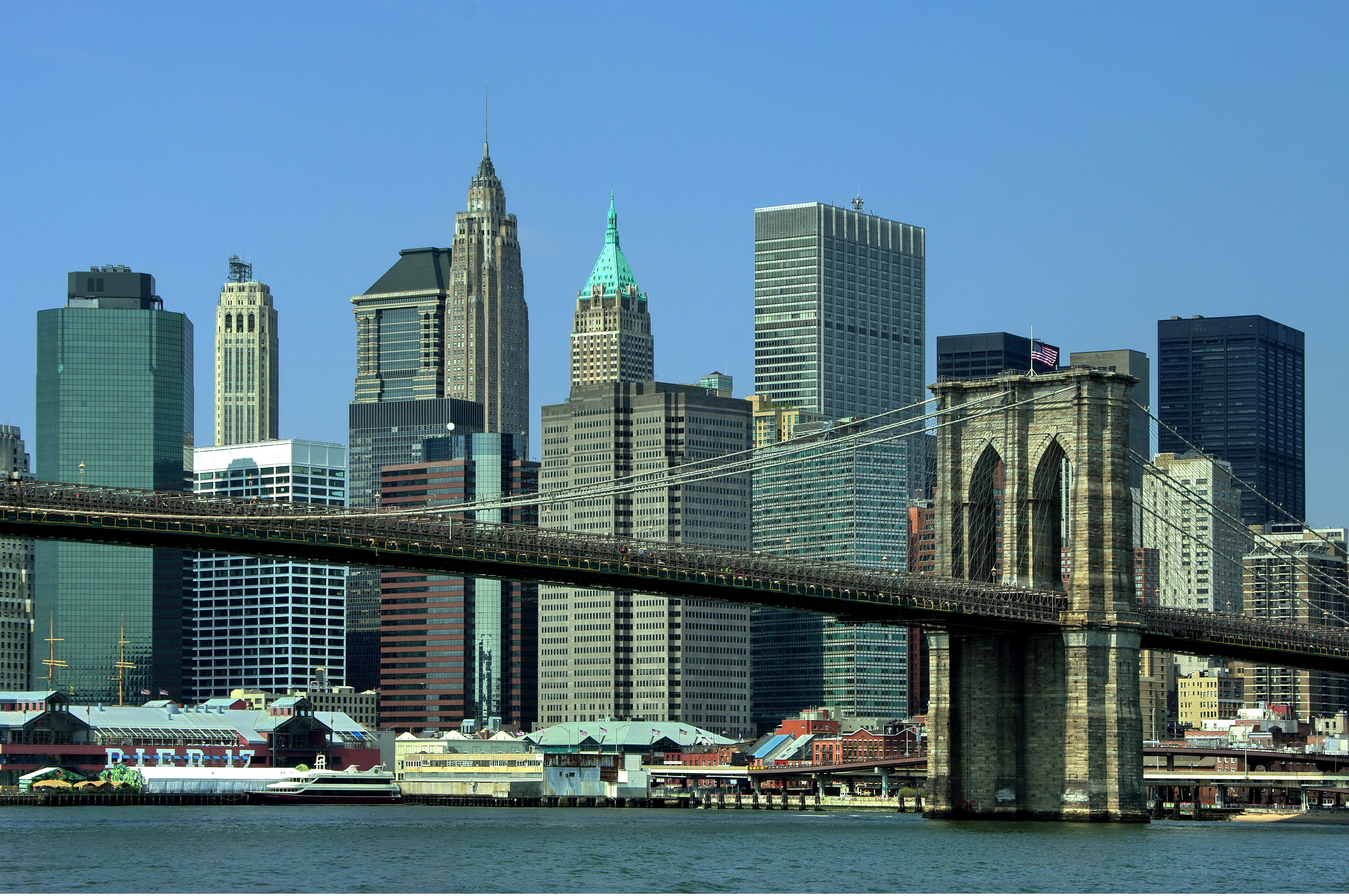
Le pont de Brooklyn.
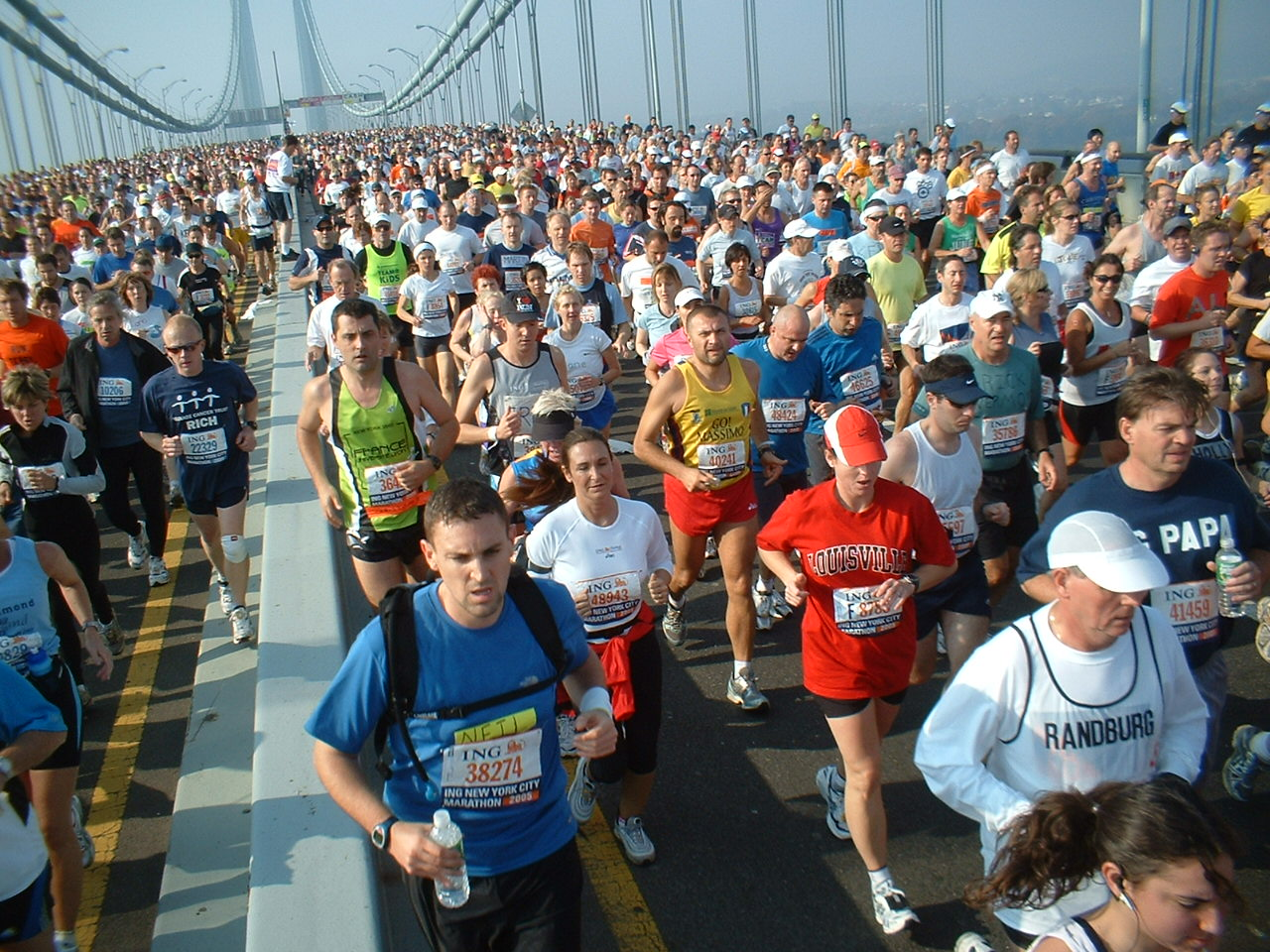
Le marathon de New York sur le pont Verrazzano-Narrows.
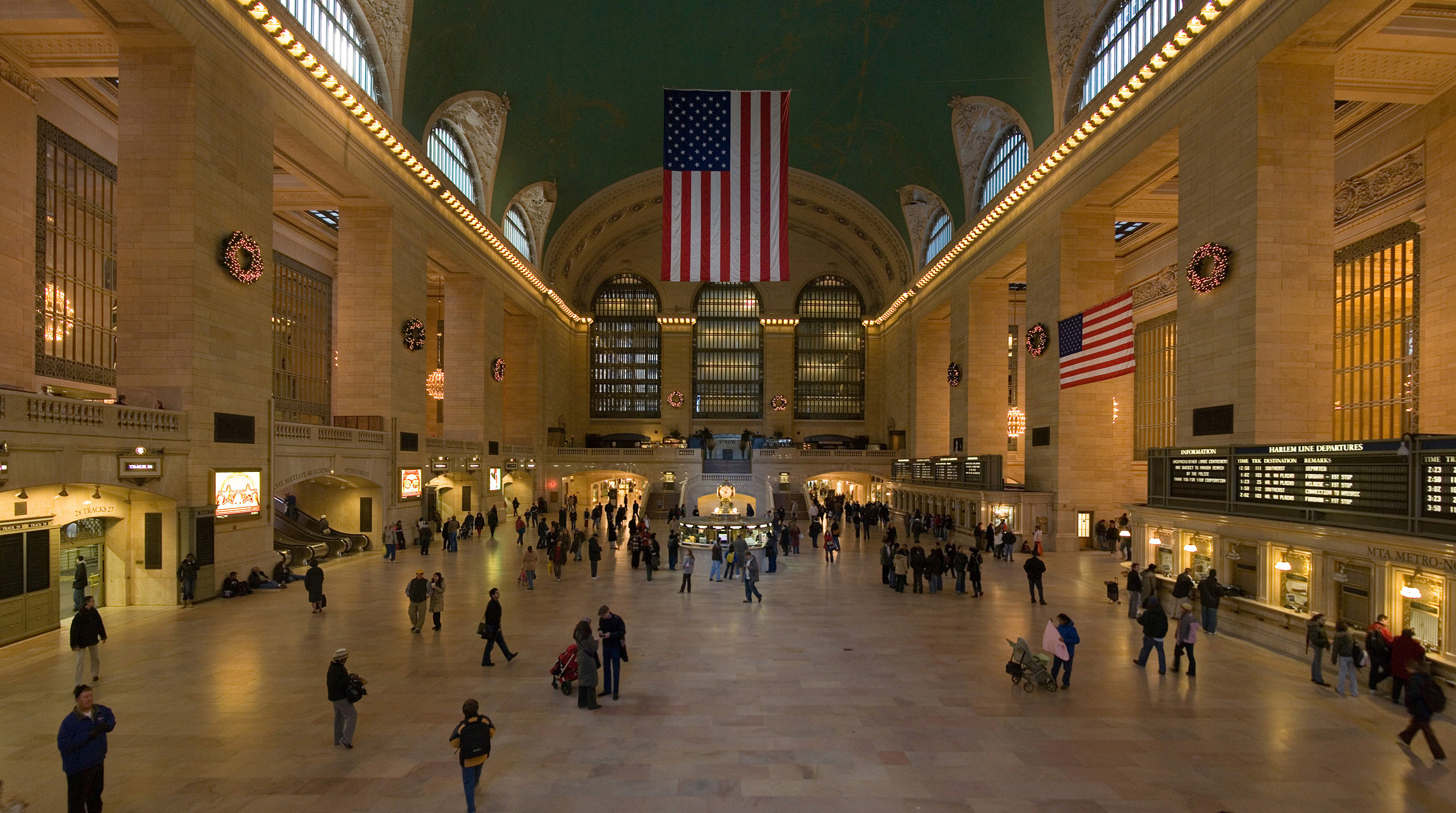
Le hall du Grand Central Terminal.
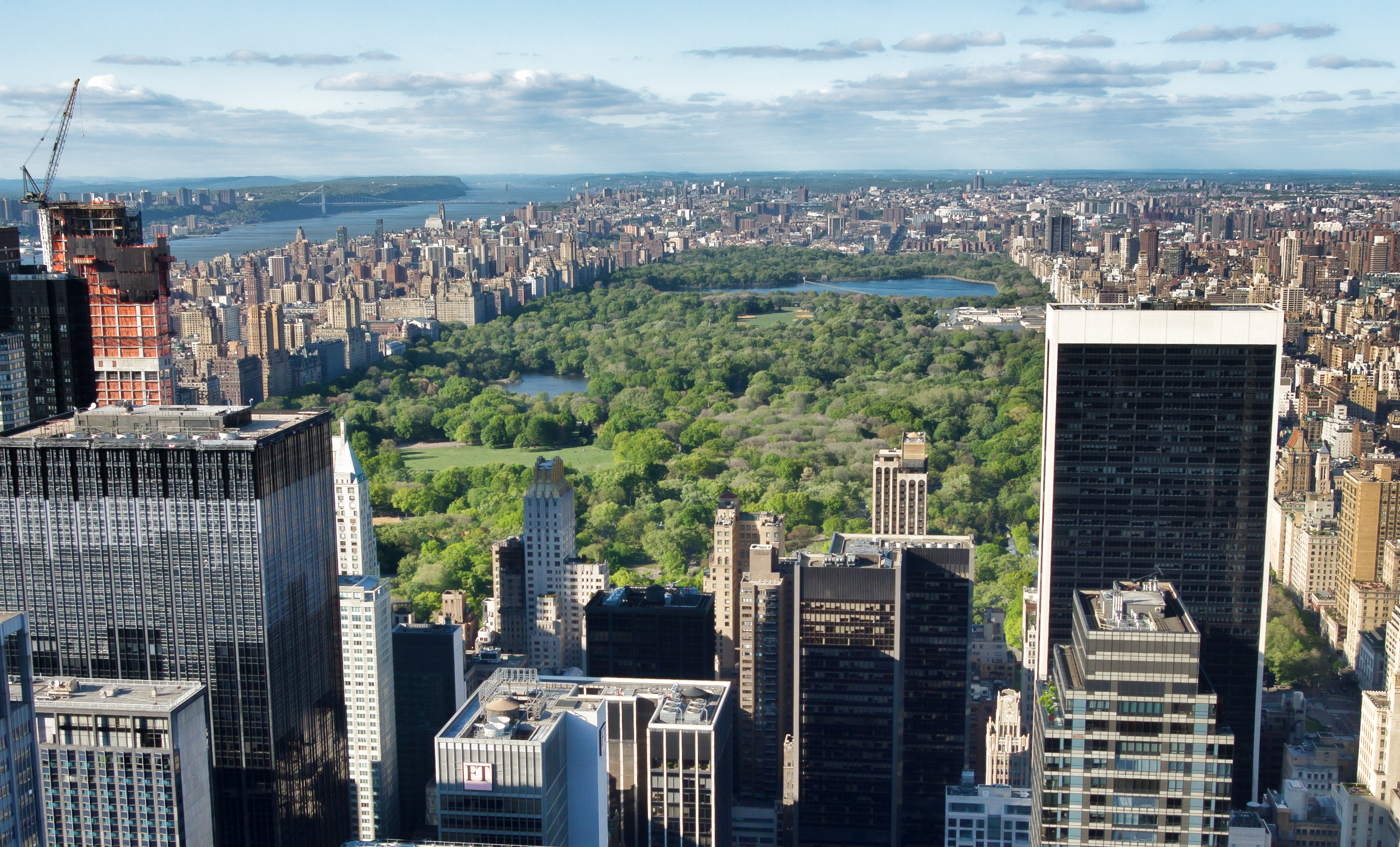
Central Park vu depuis le Rockefeller Center.
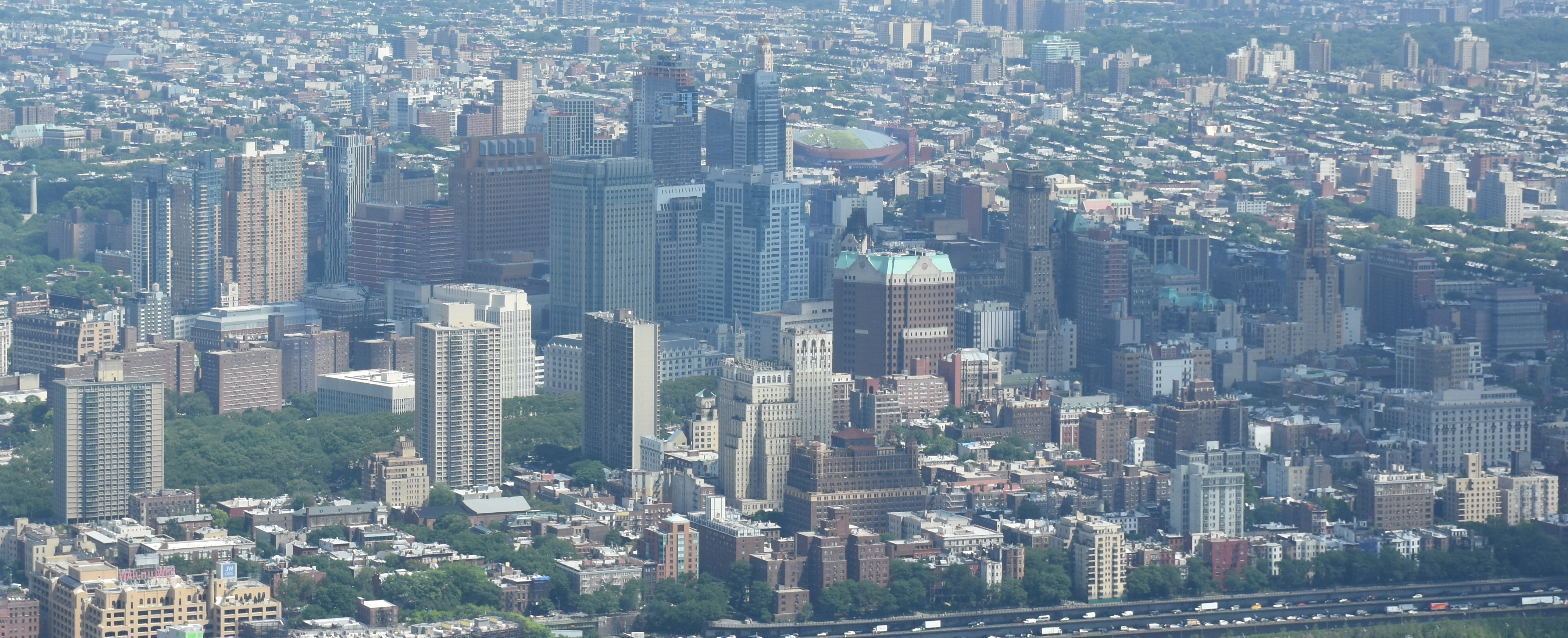
Panorama de Downtown Brooklyn.

### Panoramas

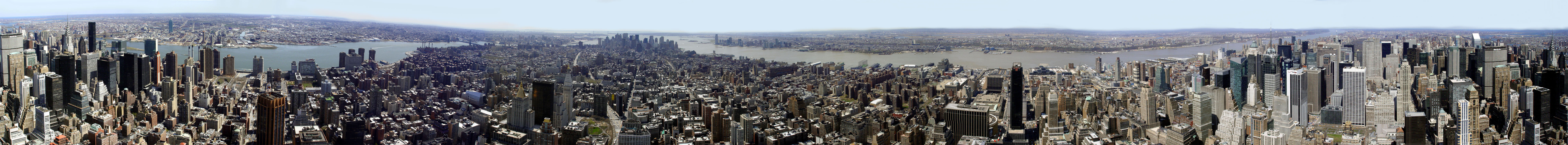
Vue à 360° depuis l'Empire State Building.

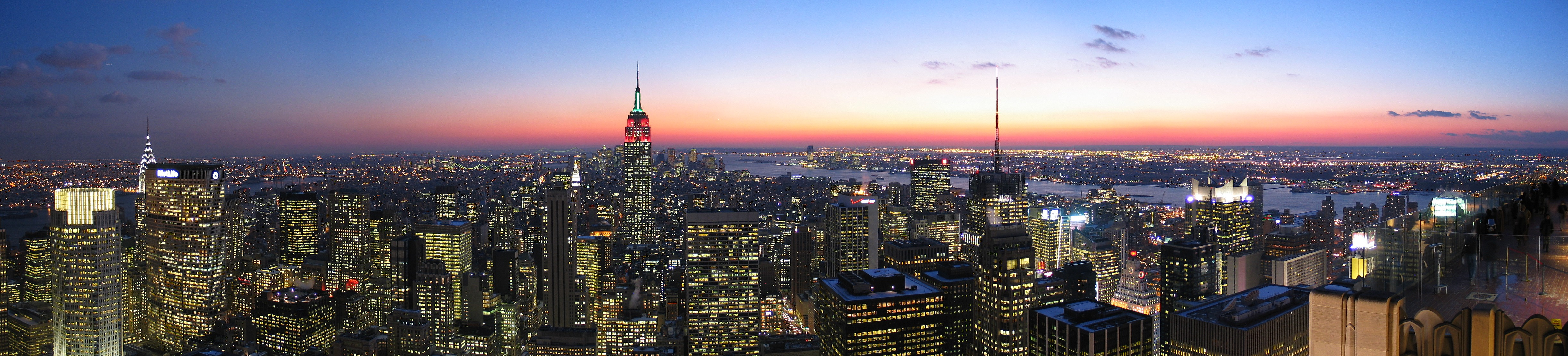
Depuis le Comcast Building au coucher du soleil.

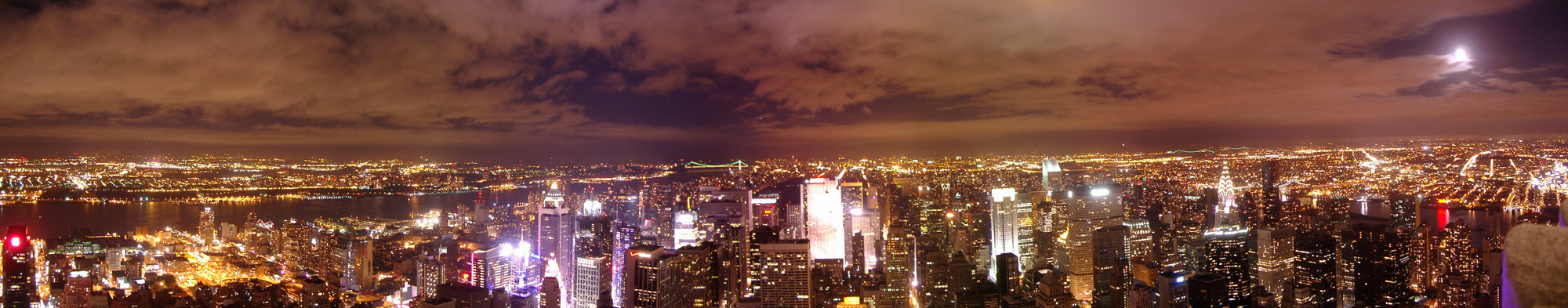
Midtown Manhattan depuis l'Empire State Building.